# زنان در ایران
زنان ایرانی در طول تاریخ، از بسیاری جهات در جامعه ایران نقش داشته‌اند. از نظر تاریخی، این سنت وجود داشت که زنان در خانه‌های خود محبوس باشند تا خانه را اداره و فرزندان خود را تربیت کنند. در دوران دودمان پهلوی، تغییراتی در زندگی زنان ایجاد شد؛ از جمله کشف حجاب، اعطای حق رأی، اعطای حق تحصیل، برقراری برابری در حقوق زن و مرد و حق داشتن مشارکت سیاسی و تصدی مناصب عمومی در تمامی سطوح حکومتی. زنان از شرکت کنندگان فعال در انقلاب اسلامی بودند. ولی نظام جمهوری اسلامی بعد از به قدرت رسیدن، بسیاری از حقوقی را که زنان به دست آورده بودند، مانند قانون حمایت از خانواده (۱۳۵۳)، به صورت سازماندهی شده لغو کرد.
قانون اساسی ایران که پس از انقلاب اسلامی در سال ۱۳۵۷ تصویب شد، براساس ماده ۲۰، برابری حقوق زن و مرد را اعلام می‌کند؛ در حالی که قانون پیروی از احکام اسلام را الزامی می‌کند. طبق شرع اسلام، زنان نسبت به مردان، نیمی از آنچه که باید ارث ببرند را دریافت می‌کنند و غرامت فوت زن نیز نصف مرد است. اما ماده ۲۱ قانون اساسی و چند قانون تصویب شده در مجلس، برخی مزایا را به زنان می‌دهد. زنان، مجاز به رانندگی، اداره امور عمومی و حضور در دانشگاه هستند. عدم رعایت حجاب اجباری در مجامع عمومی مجازات قانونی دارد و هنگام حضور در جمع، تمامی موها و پوست بدن به جز صورت و مچ دست و انگشتان دست باید پوشانده شود و این پوشش می‌تواند با چادر یا لباس پوشیده و مناسب باشد.
از ابتدای انقلاب ۱۳۵۷ تا کنون، جمهوری اسلامی تلاش کرده است تا با راه اندازی کمیته‌ها و گروه‌های مختلف زنان ایرانی را مجبور به رعایت حجاب اجباری کند. حجاب اجباری در ۱۸ مرداد ۱۳۶۲ و توسط مجلس شورای اسلامی تصویب شد.

## تاریخ و اساطیر
در اساطیر باستانی زنان جایگاه محوری و والا داشتند. این نمودار را می‌توان در ایزد بانوان اسطوره‌های کهن چون آناهیتا، سپندارمذ، آرتمیس، دئنا و چیستا و … ملاحظه نمود.

### ایران باستان
کاوش‌های باستان‌شناسی در شهر سوخته، شهری تاریخی و باستانی در نزدیکی زابل مربوط به دوران ماقبل تاریخ در استان سیستان و بلوچستان در جنوب شرقی ایران، نشان داده است که زنان در این منطقه طی هزاره چهارم تا هزاره سوم پیش از میلاد از پایگاه اجتماعی بالایی برخوردار بوده‌اند. از مهرهای کشف شده در گورهای موجود، ۹۰٪ در اختیار زنان بود که بیش از ۶۰٪ از جمعیت را تشکیل می‌دادند. توزیع این مهرها (ابزارهای تجاری و دولتی که نمایانگر کنترل اقتصادی و اداری هستند) نشان داد که این زنان گروه قدرتمندی در جامعه ماقبل تاریخ بوده‌اند.
شاهنشاهی ماد
دوره ماد یکی از دوره‌های تاریک و بحث‌برانگیز تاریخ ایران باستان است. به گونه ای که حتی همراهی علم باستان‌شناسی هم نتوانسته گره چندانی از معمای پر رمز و راز این دوره بگشاید. به همین دلیل، اظهار نظر در مورد وضعیت زنان در این دوره دشوار و مخاطره آمیز است. اما بر اساس اسناد و آثاری که به دست آمده می‌توان جایگاه زن در دورهٔ مادها را این چنین به تصویر کشید، به‌طور کلی، می‌توان گفت دوران مادها مردسالاری حاکم بوده فعالیت کشاورزی با زنان بوده؛ و مردان برای زنان اهمیت ویژه ای قائل بوده‌اند. در دوران مادها؛ زن‌ها به ریاست قبیله و نیز قضاوت می‌رسیدند؛ طبق تحقیقات باستان شناسان لباس زن مادی با اختلاف اندکی شبیه پوشاک مردان بوده است.

#### شاهنشاهی هخامنشی
لوح‌های اولیه و استحکامات خزانه داری هخامنشی- در تخت جمشید به زنان با سه اصطلاح مختلف اشاره می‌شود: mutu , irti و duksis. اولی مربوط به زنان عادی (غیر پادشاهی) است؛ دوم به اعضای مجرد خانواده پادشاهی؛ و آخرین duksis برای زنان متأهل دارای شاهی. چنین اصطلاحات متمایز اهمیت وضعیت تأهل و رابطه زن با پادشاه را نشان می‌دهد. این لوح‌ها همچنین نشان می‌دهد که زنان خانواده پادشاهی سفرهای زیادی می‌کردند و اغلب شخصاً املاک شخصی خود را اداره می‌کردند. معروف است که ملکه هم‌نشین، همسر شاهنشاه و دیگر زنان او در برابر شاهنشاه و درباریان وی چوگان بازی می‌کردند. تنها محدودیت‌هایی در میزان اختیارات اعمال شده توسط مادر پادشاه توسط خود پادشاه تعیین می‌شد.
در این الواح، «غیر سلطنتی» و کارگران عادی با درجه خود در کارگروه خاص یا کارگاه‌هایی که به کار گرفته می‌شدند، نام برده شده‌اند. جیره‌هایی که دریافت می‌کردند براساس مهارت و میزان مسئولیتی بود که در محیط کار به عهده داشتند. مشاغل بر اساس جنسیت تقسیم و بر اساس میزان سهمیه‌بندی می‌شدند. سوابق، نشان می‌دهد که برخی از مشاغل توسط هر دو جنس انجام می‌گرفت؛ در حالی که برخی دیگر، فقط به کارگران مرد یا زن محدود می‌شد. سرپرستان زن و مرد در کارگاه‌های آموزشی مختلط وجود داشتند که از نظر جیره‌های بالاتر که با اختلاف کمی در تعداد جیره‌بندی بین دو جنس دریافت کرده‌اند، مشهود است. همچنین مواردی وجود دارد که زنانی که در گروه‌های مشابه مردان قرار دارند جیره کمتری دریافت می‌کنند و بالعکس. مدیران زن عناوین مختلفی داشتند که احتمالاً نشان دهنده سطح مهارت و رتبه آنها است. عالی‌ترین کارگران زن در متن‌ها، آرششارا یا arashshara (رئیس بزرگ) نامیده می‌شوند. نام آن‌ها بارها و بارها در متن ظاهر می‌شود، در مکان‌های مختلفی به کار گرفته می‌شوند و گروه‌های زیادی از زنان، کودکان و گاهی مردان را در واحدهای خود اداره می‌کردند. آن‌ها معمولاً سهمیه‌ای بالا از شراب و غلات و بیش از سایر کارگران واحد از جمله مردان دریافت می‌کردند. زنان باردار نیز جیره بالاتر از دیگران دریافت می‌کردند. زنان دارای فرزند تازه متولد شده نیز به مدت یک ماه جیره اضافی دریافت می‌کردند.

#### شاهنشاهی اشکانی

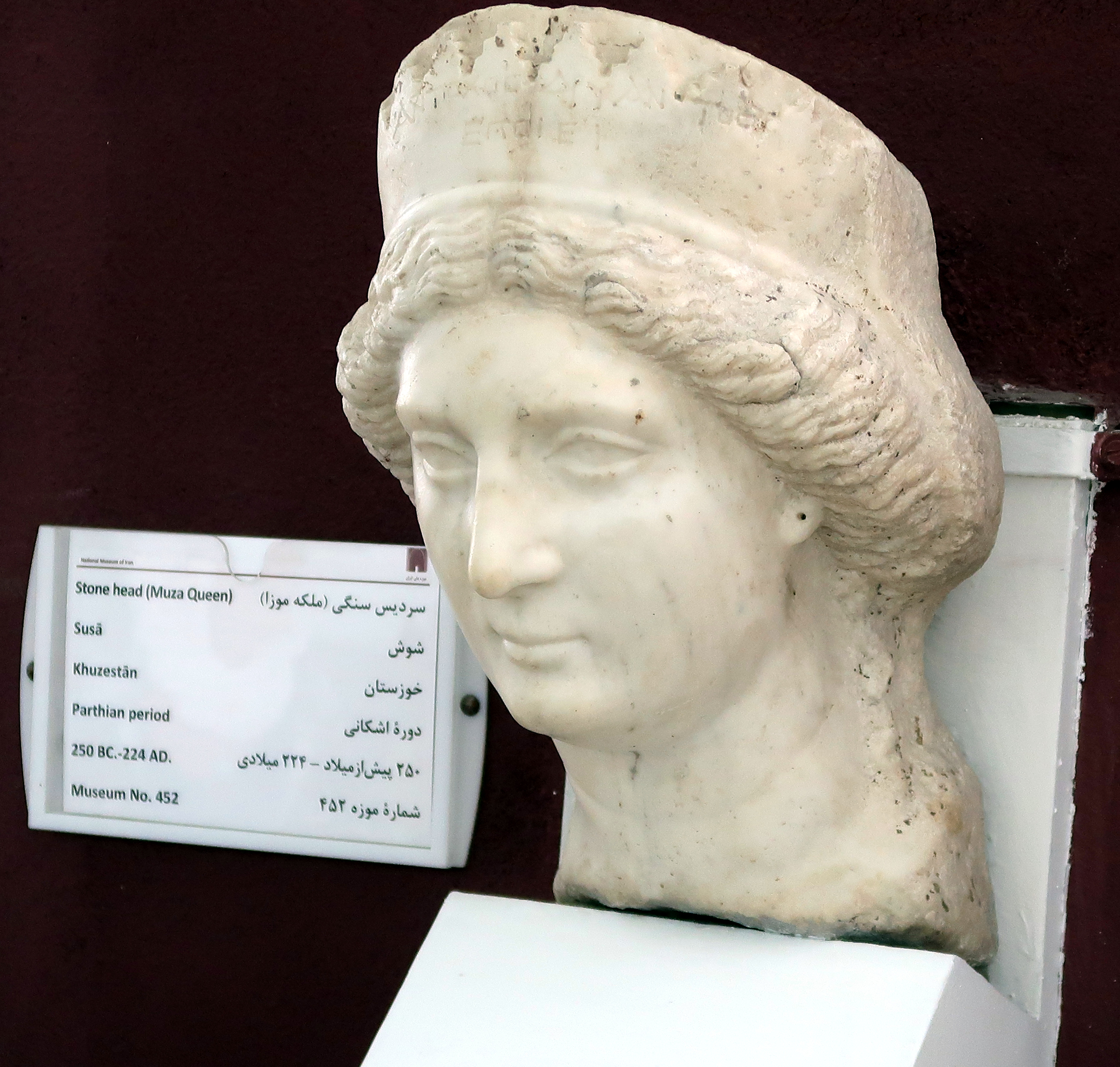
سردیس ملکه موزا -دوره اشکانی

دربارهٔ زنان دورهٔ اشکانی به اندازهٔ زنان دورهٔ هخامنشی اطلاع در دست نیست.
ماریا بروزیوس، پژوهشگر در این زمینه، می‌نویسد:
برای بحث دقیق دربارهٔ رده‌بندی و جایگاه زنان در دربار، یا هرگونه نفوذ سیاسی و استقلال اقتصادی آنان، منابع کافی وجود ندارد. فقط با تکیه بر راه و رسم رایج در زمان هخامنشیان و سلوکیان می‌توان حدس زد که زنان دربارِ اشکانی نیز صاحب ملک و زمین بوده و در کارهای تولیدی نقش داشته‌اند. (دانشنامهٔ ایرانیکا، زنان، 10).
در این دوره ملکه‌های اشکانی نقش چندانی در امور سیاسی و دولت نداشته‌اند و در آن مداخله نمی‌کردند. تنها نمونه از نفوذ و حضور زن در عرصه سیاسی ـ اجتماعی مطرح شده ملکه موزا است. وی در سلطنت مشارکت داشته و بعد از آن همسر مهرداد اول، ژینو که از دیگر زنان اشکانی است که عهده‌دار نیابت سلطنت پدرش بود.

#### شاهنشاهی ساسانی
زنان در دوران ساسانی حقوق بسیار بالاتری نسبت به زنان در روم داشته‌اند. برای مثال اگر به دختری تجاوز می‌شد، کشورداری وظیفهٔ دادن ۵۰۰۰ دنار (سکه طلا) را به آن دختر داشت که این مورد حتی فراتر از قانون‌های حمورابی است. همچنین زنان مشخصاً توانایی گرفتن ارثیه برابر با مرد، طلاق و مهریه مشخص را داشته‌اند. همچنین یکی از شگفت‌آورترین مدارک، عقدنامه‌ای است که در شهر بلخ یافت شده که در آن یک زن دو شوهر قانونی به خواست خودش داشته است.
در سده هفتم میلادی، دو زن به نام‌های آزرمیدخت و پوراندخت توانستند به پادشاهی ایران ساسانی برسند. پس از کشته شدن خسرو پرویز به دست پسرش شیرویه در سال ۶۲۸ میلادی، شیرویه بیش از شش ماه حکومت نکرد و دختر بزرگ خسرو پرویز، پوراندخت به سلطنت نشست. هر چند بنا به همه گزارش‌ها، این دو یگانه بازماندگان مشروع خاندان ساسانی بودند، کریستین سن، پذیرش پادشاهی آن‌ها و نیک نامی آن‌ها در منابع ساسانی را، نشان از پذیرش آنان توسط موبدان (روحانیون زرتشتی) می‌داند. شاهدخت ساسانی پوراندخت، دختر خسرو پرویز، پیش از کشته‌شدن تقریباً دو سال بر ایرانشهر حکومت کرد. در زمان سلسله ساسانیان، بسیاری از سربازان ایرانی که توسط رومیان اسیر شدند از زنان بودند که مانند مردان به جنگ می‌آمدند و در نبرد با رومیان، وجود شمار زیادی سربازان زن در ارتش ایران گزارش شده است.
زنان ایرانی در بسیاری از شاهکارهای مینیاتور ایرانی به تصویر کشیده شده‌اند. این نگاره‌ها اغلب به عنوان منابعی برای «ردیابی توالی مد زنان از دوره‌های قبل» استفاده می‌شوند.
در نبرد تیسفون (۳۶۳) سربازان پیروز روم زنان جوان پارسی را گرامی می‌داشتند و آنها را به عنوان غنیمت جنگی تصاحب می‌کردند.

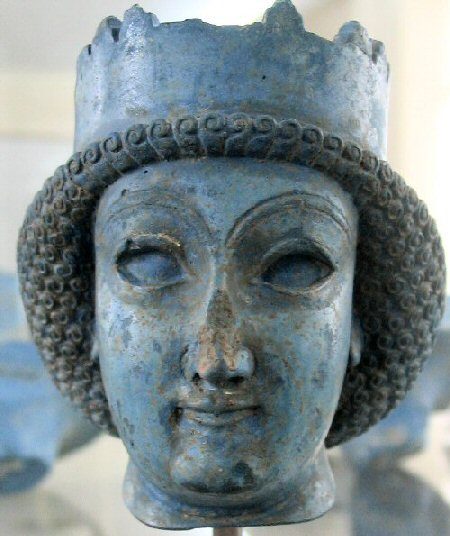
آتوسا، دختر کوروش بزرگ، شهبانوی داریوش بزرگ و مادر خشایارشا بود
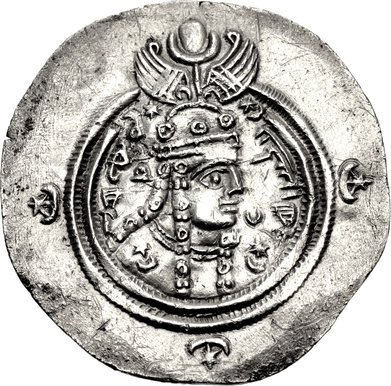
یک درم از پوراندخت
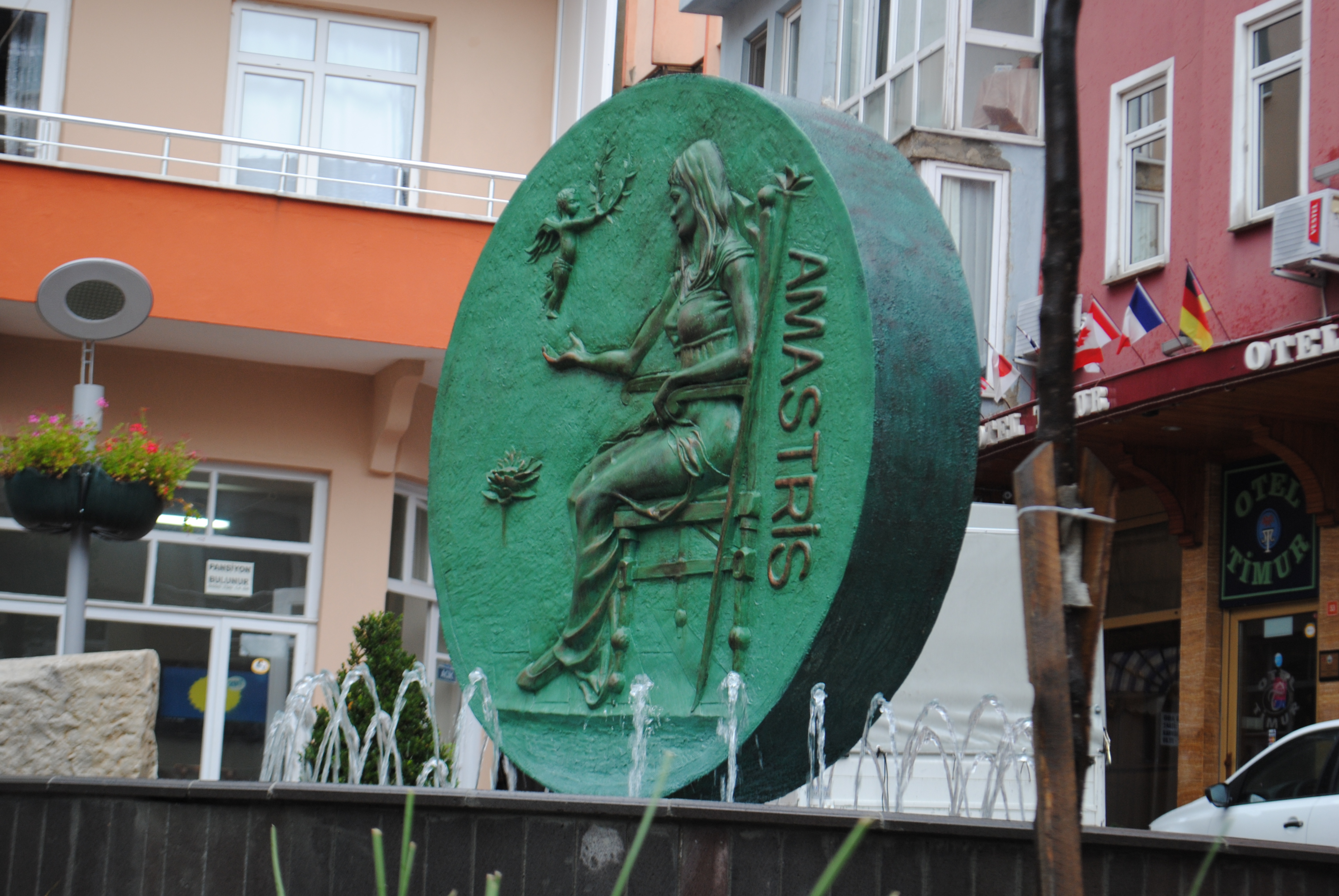
آماستریس، دختر هوخشدره و برادرزادهٔ داریوش سوم، آخرین پادشاه هخامنشی
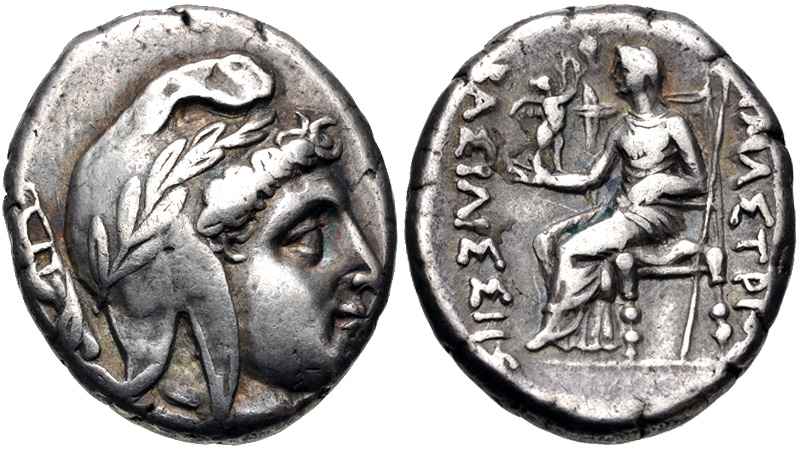
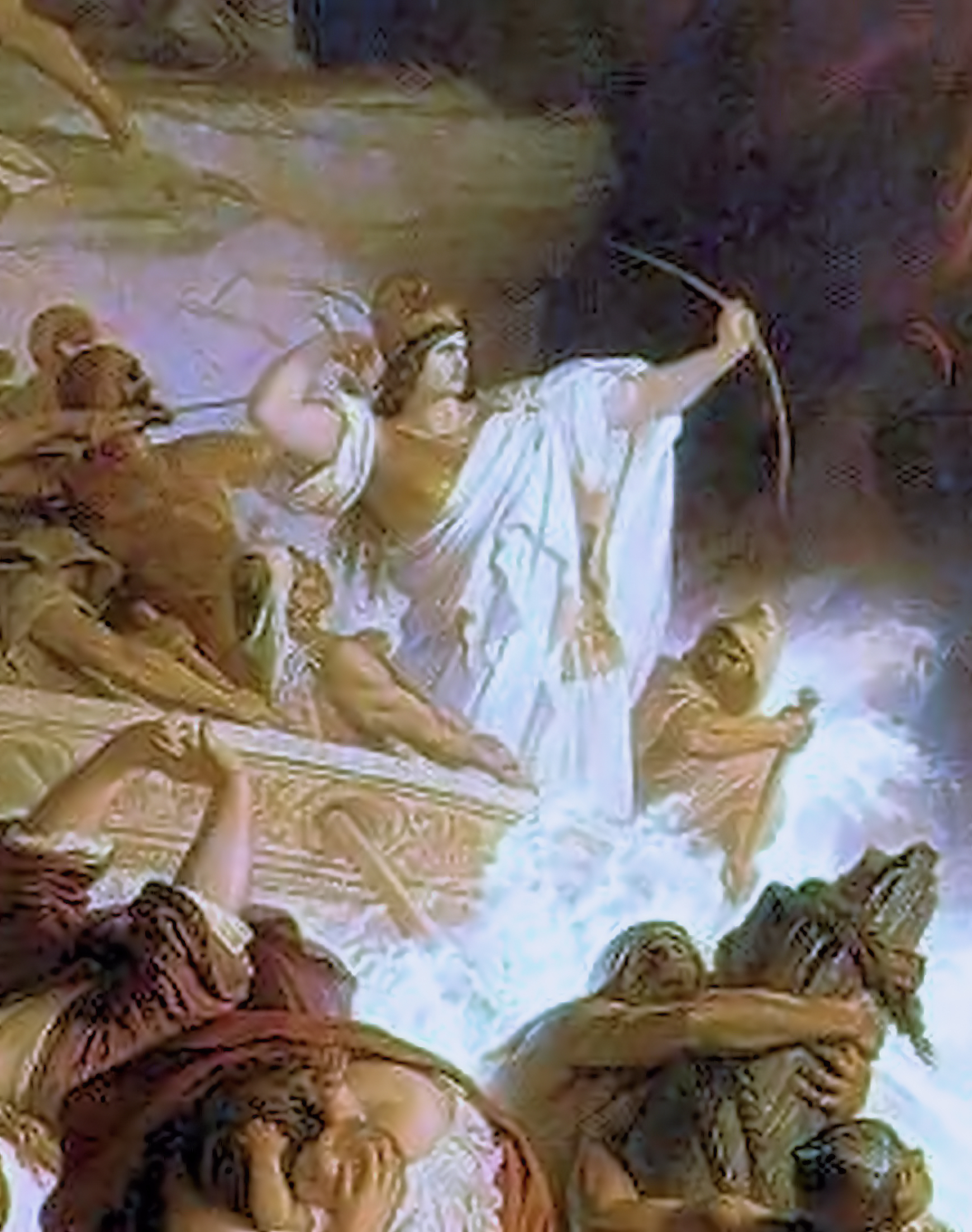
آرتمیس یکم دریاسالار ارتش هخامنشی در نبرد آرتمیزیوم و سالامیس
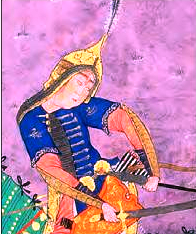
گردآفرید دختر گژدهم پهلوان زن اساطیر ایرانی
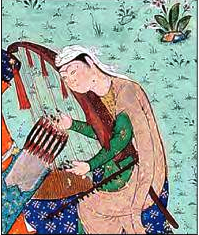
آزاده در حال نواختن چنگ
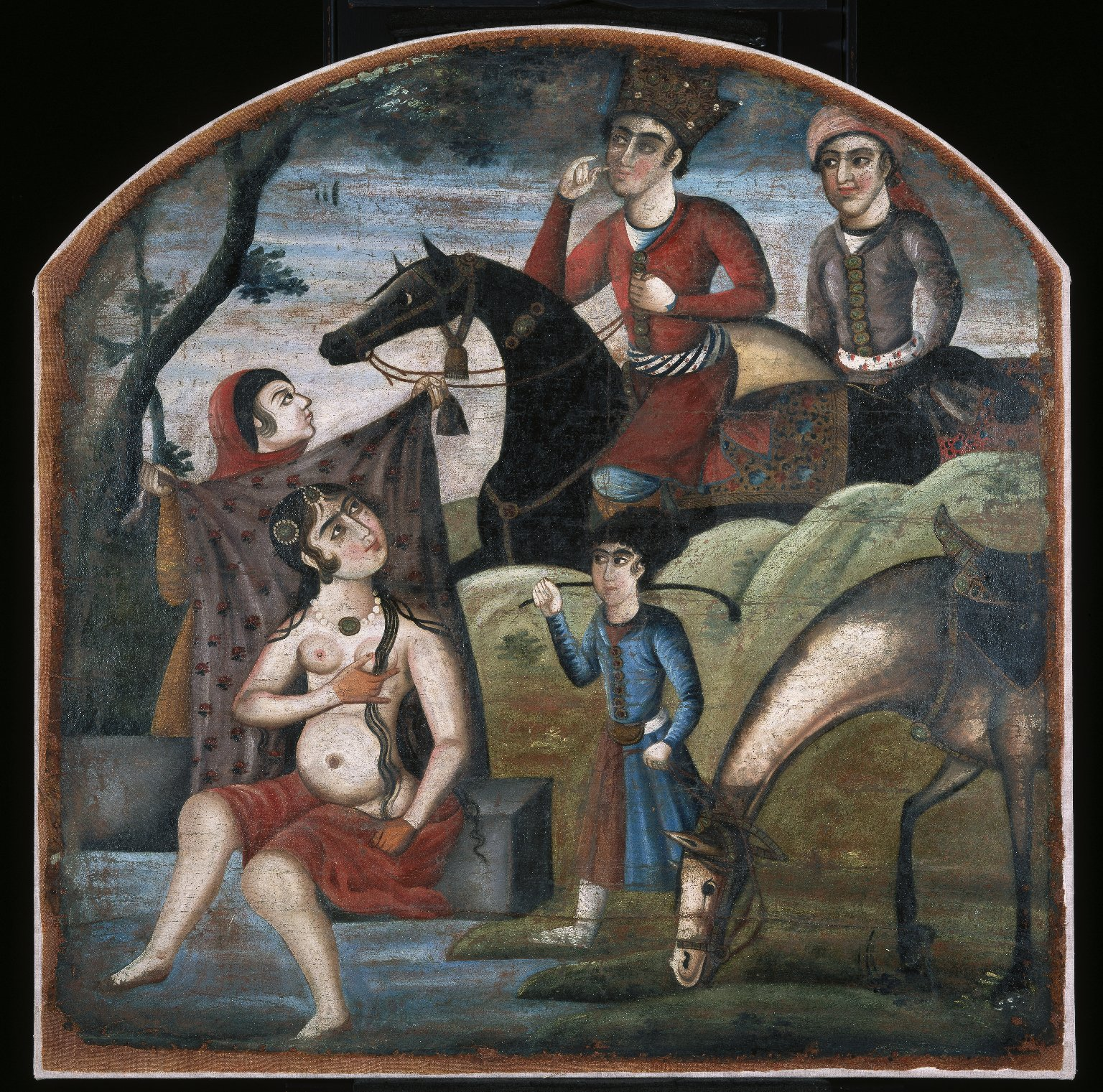
خسرو و شیرین یکدیگر را می‌بینند؛ اواسط قرن هجدهم. موزه بروکلین
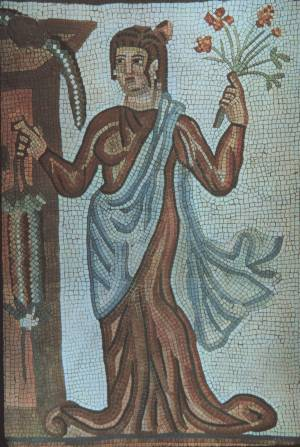
زنی به تصویر کشیده شده در موزاییک کف پرسو رومی در بیشاپور
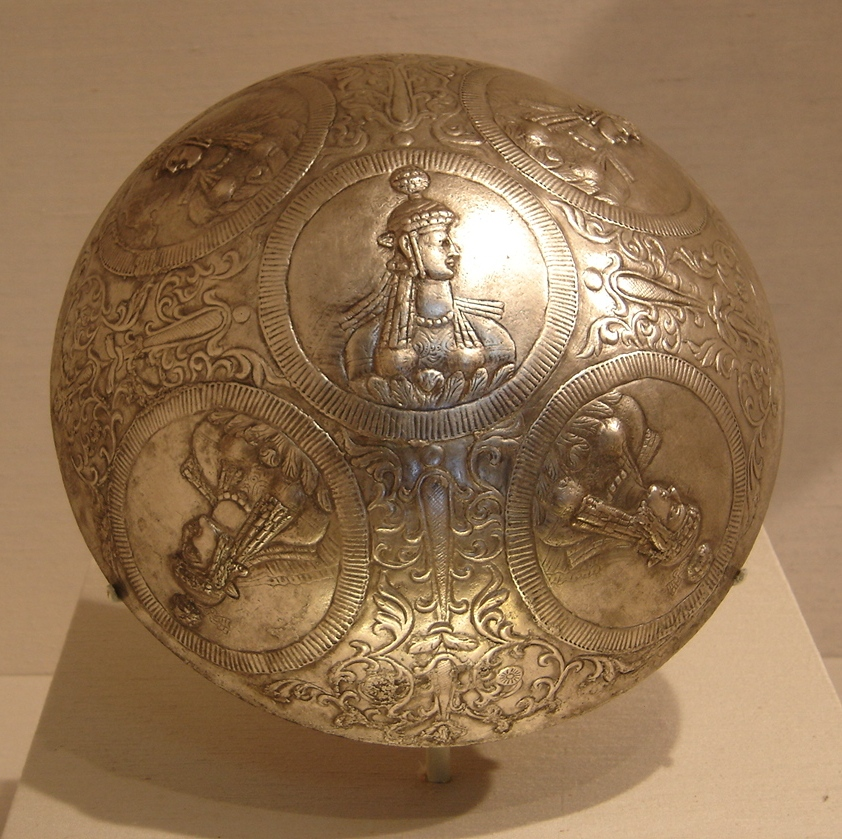
زن ایرانی که در پنج مدال روی این کاسه به تصویر کشیده شده دارای مدل مویی است که نشان می‌دهد احتمالاً در زمان پادشاهی نرسه در  خانواده سلطنتی ساسانی ملکه بوده باشد.

### دوره‌های اسلامی
اسلام مقام زن آزاد را در دو حیطهٔ همسری و مادری می‌داند.دیدگاه اسلام دربارهٔ زن با همه آرای فلسفی و مذهبی و عادات متقدم و متاخر متفاوت است. قرآن در آیه ۲۱ سوره روم می‌گوید: از نشانه‌های [قدرت و ربوبیت] او این است که برای شما از جنس خودتان همسرانی آفرید تا در کنارشان آرامش یابید.

#### صفویان
عبدالرسول خیراندیش دربارهٔ دشواری‌های مطالعات تاریخی دربارهٔ زنان در طول تاریخ ایران می‌نویسد:
«شکی نیست که نیمی از تاریخ به زنان تعلق دارد، با این حال بی‌هیچ شک و تردیدی، تاریخ‌نگاری ما مردانه است و تقریباً تمامی صفحات تاریخ را به مردان اختصاص داده‌اند. به هر حال چنین می‌نماید که نمی‌توان به سادگی به مسئله حضور زنان در تاریخ و تاریخ‌نگاری پرداخت.»
 حکومت صفویان حرمسراهای بزرگی تشکیل می‌داده‌اند. در این دوره زنانی در عرصه‌های پیکار حضور مؤثر داشته‌اند و زنانی بوده‌اند که در سیاست میدان داری کرده‌اند و نیز بانوان متعددی که همیشه در صحنه ادب و فرهنگ جلوه داشته‌اند و به شعر و نثر اقبال نشان داده‌اند. زنان صفوی در سیاست، اثر تاریخی قابل توجهی از خود به جا گذاشتند و به نحو غیر مستقیم و از پس حجاب‌ها نقش خود را ایفا کردند تا جاییکه حرمسرای صفویان را به یکی از بازیگران تأثیرگذار در عصر افول و سقوط صفوی تبدیل نمودند. در عرصهٔ فرهنگی نیز با وجود اهمیت کمتر ایشان به نسبت دانشمندان و عالمان عصر صفوی، می‌توان از توجه و حمایت زنان ایرانی صفوی به علم آموزی و گسترش آن اشاره کرد. در زمینه حضور در فعالیت‌های اجتماعی، نیز باید به محدودیت‌هایی اشاره کرد که برای حضور آن‌ها در جامعه ایجاد شده بود که خود باعث کاهش منابع در این زمینه گشته است.در دوره صفویه نظام آموزشی ایران دستخوش تحول شد و این تحول بر وضعیت آموزش زنان نیز تأثیرات فراوانی گذارد. درنتیجه، برای برخی از زنان امکان فراگیری علوم و معارف اسلامی و بحث و تفکر پیرامون آن‌ها در قالب برپایی مناسک دینی و همین‌طور، فرصت یادگیری برخی هنرها فراهم شد. اما برخی با سوادآموزی دختران مخالف بودند و نظام آموزشی کارآمدی برای زنان وجود نداشت.
در مورد نوع پوشش زنان عصر صفوی آنچه از نوشته‌های سیاحان بر می‌آید زنان در دوره صفویه دارای حجاب و پوشش خاصی بوده‌اند و در پرده زندگی می‌کردند. تعصب مردان ایرانی به حدی بود که زنان خود را در محدودیت نگه می‌داشتند و از دادن هر نوع آزادی امتناع می‌کردند و اجازه نمی‌دادند با مردان غریبه معاشرت کنند.

#### قاجاریان
در دوره قاجار زنان نقش نیروی ذخیره را داشتند که این امر در اقتصاد از اهمیت بالایی برخودار بود. کار آنها همیشه به نفع خانواده، صاحب مشاغل و دولت بود. زنان روستایی و طبقه پایین بیشتر در زمینه قالی‌بافی، گلدوزی و تولید انواع لباس، پارچه، کره، میوه و چای فعالیت داشتند. آنها همچنین در تولید ابریشم و پنبه و همچنین صنایع دستی دیگر کار می‌کردند. زنان همچنین در سردخانه‌ها، حمام‌های عمومی و خانه‌های مرفه‌تر به عنوان خدمتکار، پرستار و پرستار بچه‌ها استخدام می‌شدند. در شهرهای پرجمعیت، زنان به عنوان سرگرم‌کننده، رقصنده یا فاحشه کار می‌کردند. اگرچه بسیاری از فرصت‌های کار برای زنان باز بود، دستمزد آنها کمتر بود. زنانی که در این دوره زمانی در نساجی و تولید پوشتک کار می‌کردند، به‌طور متوسط یک سوم حقوق کار مردان را به دست می‌آوردند. اگرچه به زنان با توجه به توانایشان دریافت دستمزد داده می‌شد؛ اما آنها هنوز هم از حقوق زیادی برخوردار نبودند و حتی فروش دختران روستایی توسط رئیس خانواده آنها امکان‌پذیر بود.
این دوره زمانی، به ویژه بین سال‌های ۱۹۰۵ و ۱۹۱۱، آغاز «بیداری» زنان در ایران بود. این بیداری را می‌توان یک جنبش زنانه و فمینیسم دانست. زنان شروع به درگیری بیشتر با حوزه‌های عمومی کردند، حرمسرای ناصرالدین شاه در جنبش تنباکو در سال ۱۸۹۱ مشارکت کرد. با این وجود، فقط زنان ثروتمند درگیر این امر نبودند بلکه زنان عادی نیز در این امر دخیل بودند. بانک ملی ایران تحقق آرزوی دیرینه ایرانیان برای داشتن بانکی ملی و وطنی بود. ابتدا زمزمه تشکیل این بانک توسط حاج امین الضرب، تاجر پیشرو عصر ناصری آغاز شد. با شروع انقلاب مشروطه مبارزان دل خسته از عملکرد بانک انگلیسی شاهی در ایران، علم تأسیس بانک ملی ایران را بر سر دست گرفتند که در این میان باید از تجاری چون ارباب جمشید و معین التجار نام برد. با تشکیل مجلس شورای ملی، استقلال از بانک‌های خارجی در دستور کار قرار گرفت و با استقبال گسترده آحاد مردم رو به رو شد، چنان‌که تجار ایرانی و پارسیان مقیم هند به میدان آمدند و حتی زنان خانه‌دار النگوها و جواهرات خود را برای تأمین سرمایه این بانک فروختند. این پیشینه تاریخی، سرمایه ای بزرگ برای این بانک محسوب می‌شود.
طوفان مجلس در سال ۱۹۱۱ توسط زنان، آگاهی سیاسی بی‌سابقه‌ای از زنان و همچنین یک اقدام عمومی را نشان داد. به‌طور کلی، موارد متعددی وجود داشت که اقدامات زنان را محدود می‌کرد. جایی که به آنها اغلب به عنوان تحقیر جنسیتی و زندانی نشان داده می‌شدند.
اغلب پیش از انقلاب دیدگاه خاورشناسی نسبت به زنان قاجار وجود دارد. بدرالملوک بامداد، همسر احمد شاه قاجار، در کتاب از تاریکی تا نور، که دو سال قبل از انقلاب اسلامی (۱۹۶۸–۱۹۶۹) منتشر شد، به تاریخ پارسیان قبل از جنبش تنباکو به عنوان "۱۰۰ سال تاریکی اشاره دارد، که در آن زنان موجودات ضعیف و عروسک‌های ناتوان هستند، در حالی که زیر پوشش‌های ضخیم و مانند انگل‌های وابسته از جامعه پنهان می‌شوند. بامداد همچنین ادعا کرد که زنان زندانی بودند، در خانه یا زیر چادر و روپوش محصور شده‌اند.
سیما بهار در مقاله ای با عنوان "پیشینه تاریخی جنبش زنان در ایران" مشخص کرد که دوره انقلاب مشروطه اولین فرصتی بود که زنان توانستند با مردان در اقدامات عمومی شرکت کنند. وی بر این باور است که در دوره قاجار فعالیت‌های زنان فقط به خانوار محدود می‌شد؛ اگر آنها در همه جا مانند محصولات تولیدی مانند روستاها فعال بودند، تولید برای خانواده بود. زنان طبقه بالا حتی زندگی در خفاتری را سپری می‌کنند. آنها فقط با مردان مجاز به بیرون رفتن بودند. در زمان سلطنت قاجاریان (۱۹۲۵ تا ۱۷۸۹)، ملک‌جهان خانم همسر محمدشاه و مادر ناصرالدین‌شاه قاجار بود و به عنوان ملکه مادر یا مهد علیا در دوران سلطنت پسرش، از سال ۱۸۴۸ تا زمان مرگ در سال ۱۸۷۳، از نفوذ سیاسی بسیاری برخوردار شد.

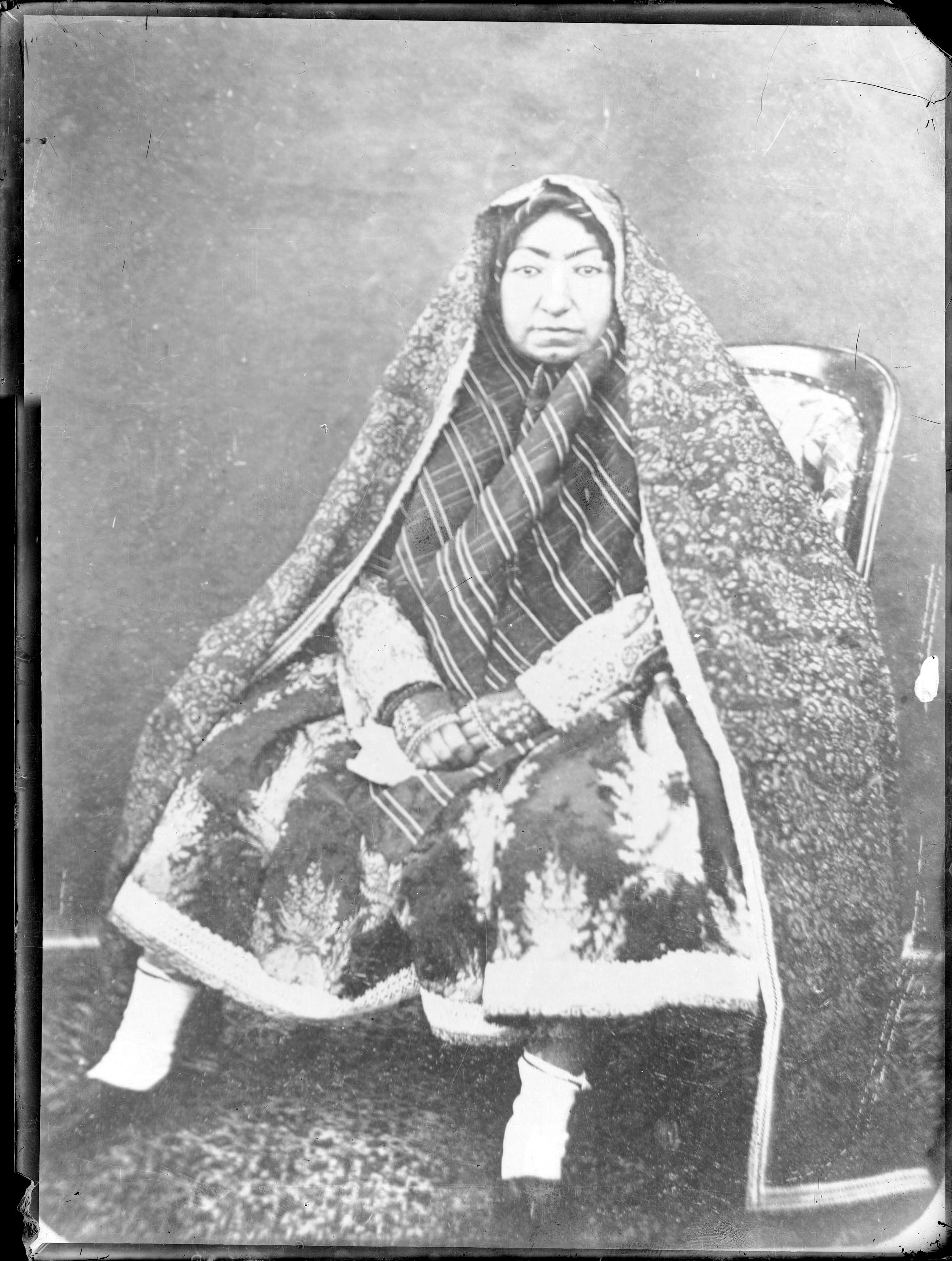
ملک‌جهان خانم، همسر و مادر حکام قاجار
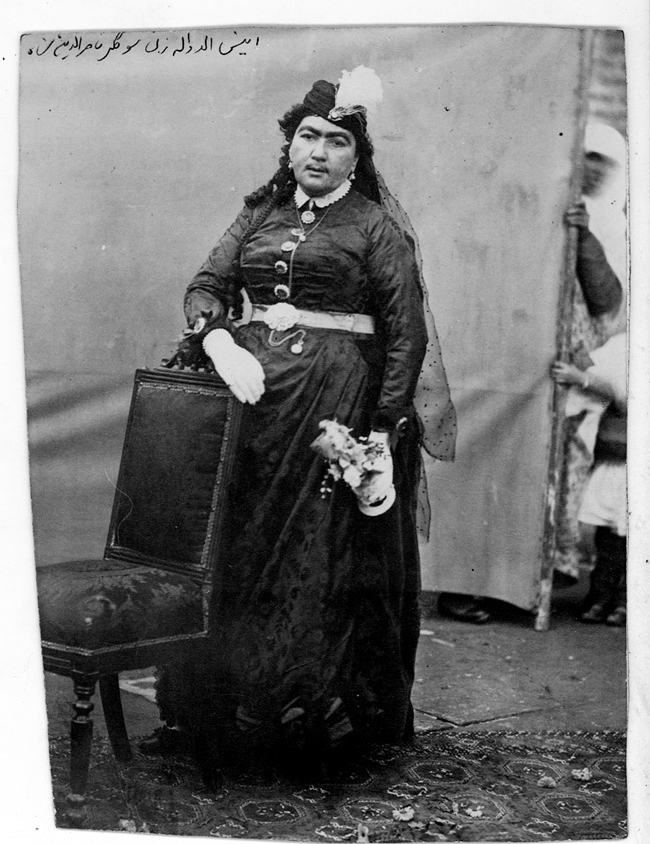
انیس‌الدوله، همسر ناصرالدین شاه
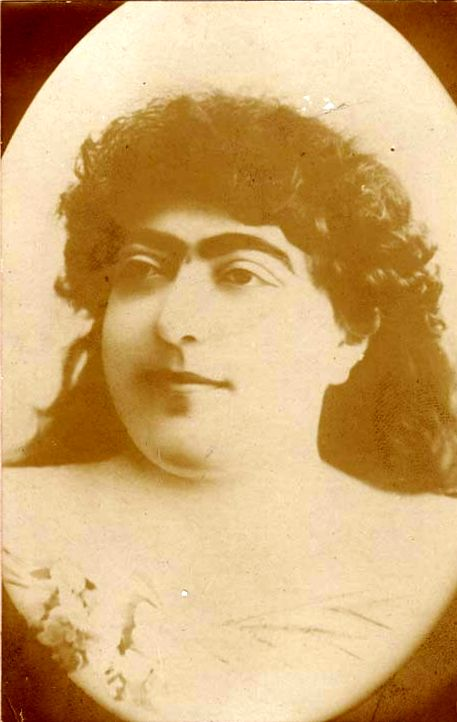
یک زن قاجاری
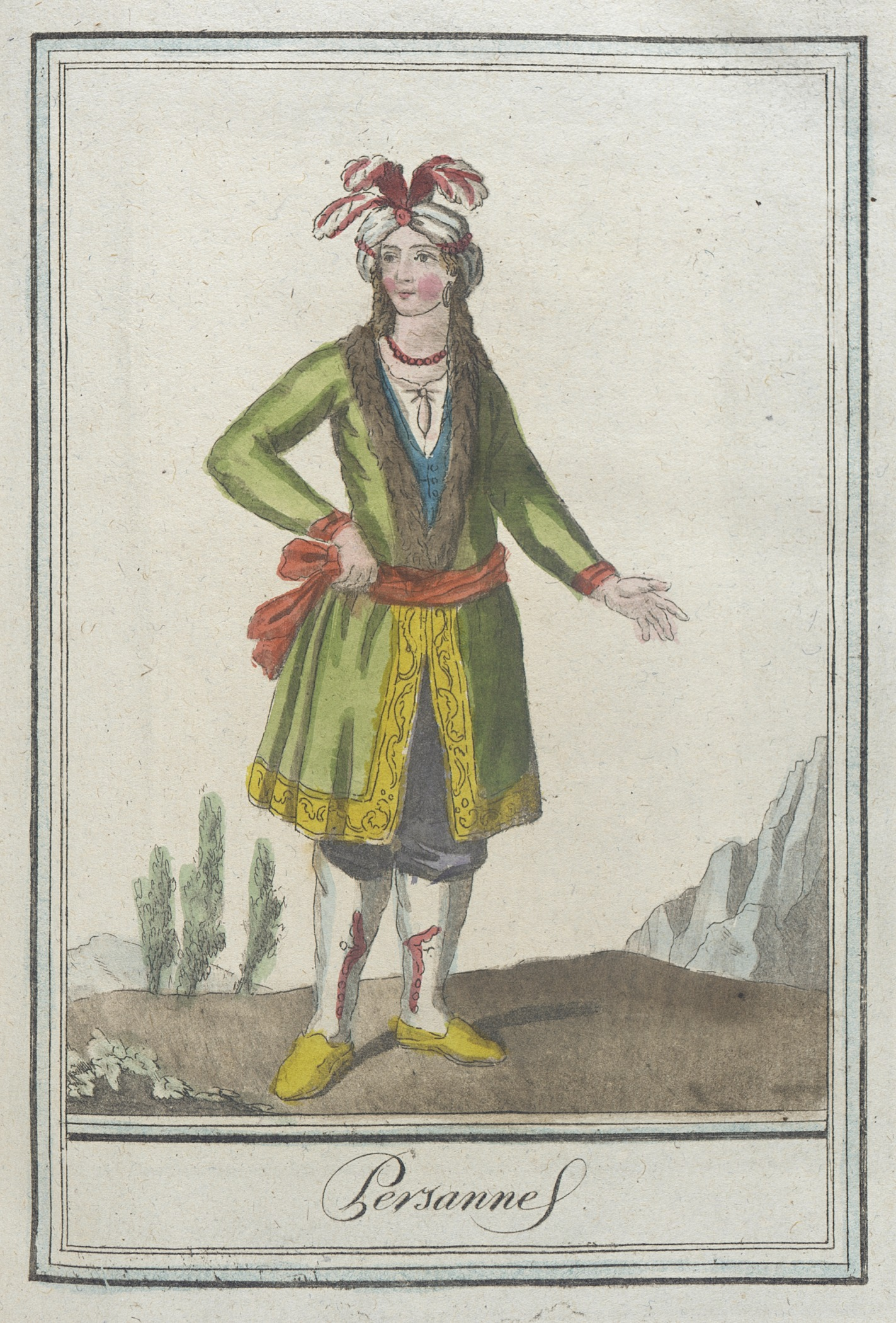
دختر ایرانی اوایل دوره قاجار
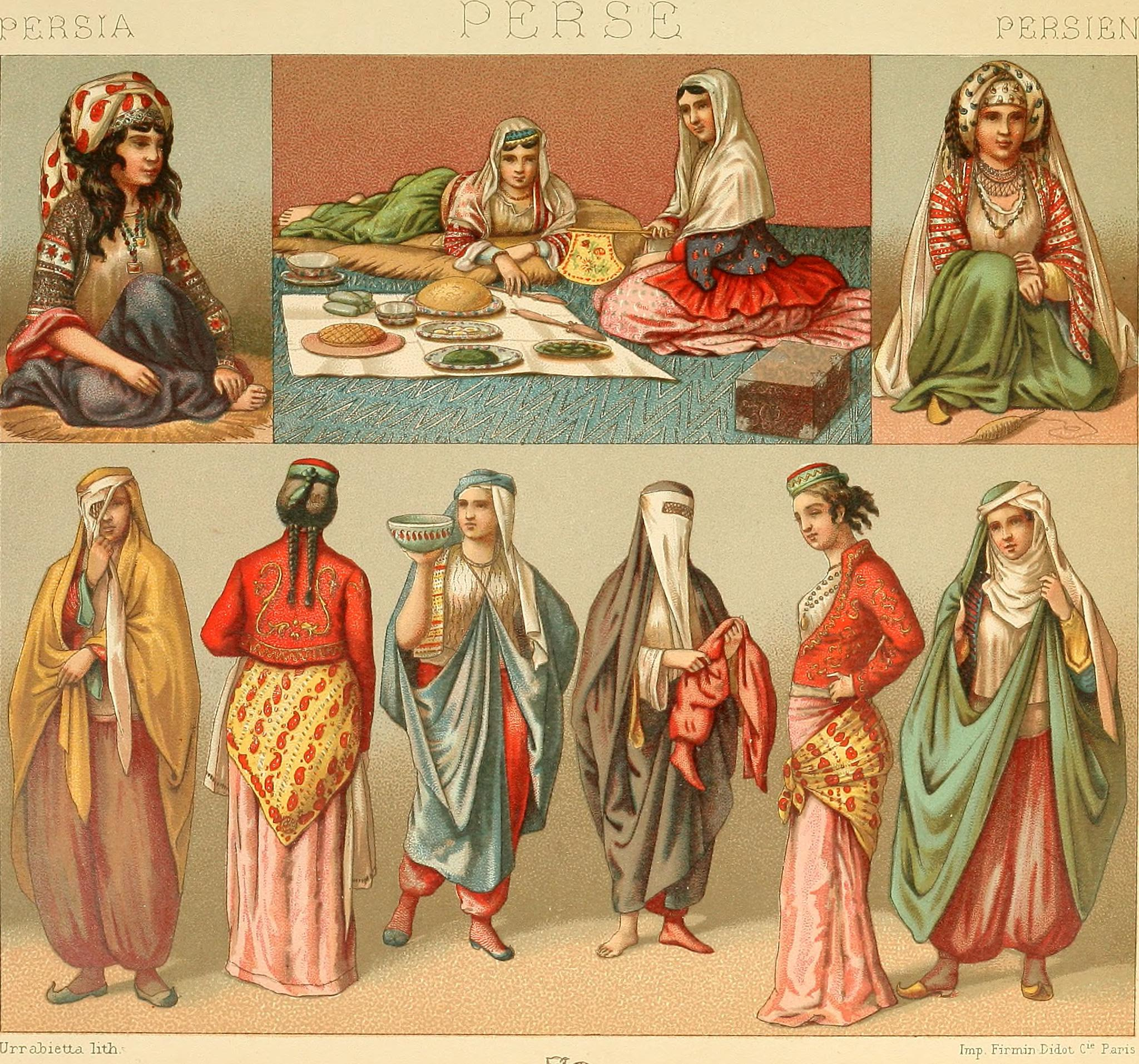
انواع لباس زنان ایرانی در  دوره قاجار

##### انقلاب مشروطه
در جریان تحولات سیاسی انقلاب مشروطه فعالیت بیرونی زنان بیشتر شد. در جریان نهضت مشروطه یا خود حضور داشتند یا مشوق مردان در نهضت بودند. آنها در صورت عدم توانایی شرکت مستقیم، از ایثار کمکهای مالی در راه پیشبرد اهداف مشروطه دریغ نداشتند. زنان در لحظه لحظهٔ این حرکت مهم سیاسی و اجتماعی فعالانه حضور داشتند و هنگامی که مخالفت با دولت آغاز شد و مردم در مسجد شاه تهران بارها و بارها بست نشستند، زنان نیز عهده‌دار مسئولیتهای مهمی بودند. آنان ضمن همراهی با مردان درآوردن علما به مسجد برای سخنرانی، مسئولیت حفظ جان علما را هم برعهده داشتند. ضمن اشغال اطراف منبر، آماده می‌شدند، تا در صورتی که طرفداران استبداد قصد بلوا و اغتشاش داشتند به سرکوب آنها بپردازند. انجمنهای خصوصی و سازمان‌های مخفی ایجاد کردند، در تظاهرات شرکت کردند، و برای مشروطیت به مبارزه‌های مسلحانه و اقدامات غیرخشونت‌آمیز پرداختند (نظیر انجمن مخدرات وطن).
در زمان فتح تهران توسط مجاهدین مشروطه ایستادگی و مبارزات یک زن در کنار دیگر مجاهدین نقطه عطفی در نقش زنان در این جنبش است. سردار بی بی مریم بختیاری قبل از فتح تهران مخفیانه با عده‌ای سوار وارد تهران شده و در خانه پدری حسین ثقفی منزل کرد و به مجرد حملهٔ علیقلی‌خان سردار اسعد به تهران، پشت بام خانه را که مشرف به میدان بهارستان بود سنگربندی نمود و با عده‌ای سوار بختیاری، از پشت سر با قزاق‌ها مشغول جنگ شد. او حتی خود شخصاً تفنگ به دست گرفت و با قزاقان جنگید. نقش او در فتح تهران، میزان محبوبیتش را در ایل افزایش داد و طرفداران بسیاری یافت به‌طوری‌که به لقب سرداری مفتخر شد.
به هر حال قانون اساسی مشروطه (۱۲۸۵) ایران برای زنان حقی قایل نشده بود و حتی زنان را در کنار مهجوران و مجرمان از حق رای محروم کرده بود.

#### پهلوی
شاهان پهلوی از سال ۱۹۲۵ تا ۱۹۷۹ حاکم ایران بودند و اصلاحاتی را در زمینه حقوق زنان انجام دادند. نمونه ای از اصلاحات اولیه توسط رضاشاه، کشف حجاب بود، "این کشف حجاب از زنان ایران با حکم ویژه ای در ۸ ژانویه ۱۹۳۶ صورت گرفت. دخالت زنان در امور جامعه به‌طور کلی افزایش یافت. زنان ایرانی به‌طور فزاینده ای در بخش‌های اقتصادی، آموزش و پرورش و نیروی کار مشارکت داشتند. سطح سواد نیز بهبود یافت. نمونه‌هایی از مشارکت زنان: زنان مناصب رسمی در سیاست مانند وزارت، هنر، قضاوت، علم و دانش، ورزش و … به دست آوردند. او به مؤسسات آموزشی عالی مخصوصاً دانشگاه تهران دستور داد که از دختران و زنان را نیز ثبت نام کند. از سوی دیگر نیز سازمان‌های زنان مانند جمعیت نسوان وطن‌خواه تعطیل شدند و نشریات مربوط به زنان بسته شد ولی به جای آن‌ها کانون بانوان که میانه‌رو و خیریه‌ای بود تشکیل شد. در سال‌های ۱۳۰۹ تا ۱۳۱۳ قانون مدنی ایران نیز تدوین شد. به موجب این قانون که -با چند اصلاح جزئی- اجرای آن تا به امروز ادامه یافته؛ میزان ارث فرزندان دختر نصف فرزندان پسر است و زنان از زمین ارث نمی‌برند همچنین طبق قانون شوهر موظف به پرداخت مهریه تعیین شده توسط دادگاه و دولت مسئول پیگیری این امر در صورت درخواست زن شد.
در زمان محمدرضا پهلوی اصلاحات دیگری نیز انجام شد؛ به عنوان مثال در سال ۱۹۶۳، محمد رضا شاه حق رأی دادن زنان را تصویب کرد و اندکی پس از آن اولین وکلای زن در مجلس شورای ملی ایران در سال ۱۹۶۳ در انتخابات سراسری رأی آوردند و به مجلس راه یافتند و به عنوان قاضی و وزیر در کابینه منصوب شدند. در سال ۱۹۶۷ قانون خانواده در ایران نیز اصلاح شد که موقعیت زنان را در جامعه ایران بهبود بخشید. این قانون در قانون مدنی گنجانده شده بود و برای محافظت از همسران، فرزندان و زنان مطلقه طراحی شده بود. هدف اصلی این اصلاحات، برابری بین زن و مرد در جامعه بود.
سازمان زنان ایران تشکیل شد و در اواخر سلسله پهلوی مواردی از قانون حمایت خانواده ۱۳۵۴ تصویب گشت. در قوانین حمایت از خانواده در سال‌های ۱۹۶۷ و ۱۹۷۳، شوهر موظف بود برای طلاق به جای اعلام طلاق سه‌گانه مطابق احکام اسلام «من تو را طلاق می‌دهم»، به دادگاه برود و جریان طلاق را آغاز کند. همچنین اجازه همسر اول برای شوهر برای گرفتن زن دوم لازم شد. حضانت فرزند بجای‌آنکه به‌طور خودکار به پدر اعطا شود، به دادگاه‌های جدید حمایت از خانواده واگذار شد. حداقل سن ازدواج زنان در ۱۹۶۷ از ۱۳ به ۱۵ سال و در ۱۹۷۵، به ۱۸ سال افزایش یافت.
در طول دوره پهلوی، پیشرفت‌هایی برای زنان در تحصیل و کار شکل گرفت. از سال ۱۹۶۵ تا ۱۹۶۶، درصد زنان بی سواد ۱۱ درصد کاهش یافت. با این حال، این کاهش بیسوادی عمدتاً در مناطق شهری اتفاق افتاده بود که ۲۰ درصد بیسوادی کاهش داشت، در حالی که در مناطق روستایی ۳ درصد کاهش داشت که به احتمال زیاد به دلیل افزایش مراکز آموزشی و دانشگاه‌ها در شهرهای ایران، عمدتاً در تهران و آبادان، در این بازه زمانی است.
افزایش تحصیلات در میان زنان منجر به افزایش مشارکت زنان در زمینه‌های مختلف در طول دوره ۱۹۵۶–۱۹۶۶ شد. زنان در رشته‌هایی مانند زیست‌شناسی، مطالعات کشاورزی، پزشکی، معلمی، حقوق و اقتصاد در میان سایر زمینه‌ها شروع به کار کردند و به آنها قدرت سیاسی چشمگیری می‌بخشند. اشتغال زنان در مراکز شهری مانند آبادان، تبریز و اصفهان افزایش یافت که در دو مورد اخیر افزایش قابل توجهی در نیروی کار زنان مشاهده شد. جالب است که در این دوره، اشتغال زنان در تهران اندکی کاهش یافته است. در سال ۱۳۵۰ بیش از ۲۵٪ دانشجویان مؤسسات آموزش عالی را زنان تشکیل می‌دادند، در سال ۱۳۵۴، ۲۹٪ و در سال ۱۳۵۷ حدود ۳۸٪ دانشجویان دانشگاه‌های ایران زنان بودند. تحقیقات متعددی نشان می‌دهند با وجود افزایش باسوادی زنان، نگرش آنان نسبت به نقش سنتی و نیز جایگاه فرودست خود تغییری نکرده بود.
تا قبل از انقلاب ۱۳۵۷، ۱۵۰۰ زن در مقام‌های ارشد مدیریتی در سطح کشور، ۲۲ زن در مجلس شورای ملی، ۵ زن در شهرداری و ۳۳٪ کل مشاغل آموزش عالی در ایران بر عهده زنان بود. در این دوران، دو زن (فرخ‌رو پارسا و مهناز افخمی) نیز در مقام وزارت خدمت نمودند.
همچنین زنان، بسیار در گروه‌های سیاسی فعالیت می‌کردند که از نمونه بارز آن می‌توان به اشرف دهقانی اشاره کرد.

فرح پهلوی آخرین شهبانوی ایرن
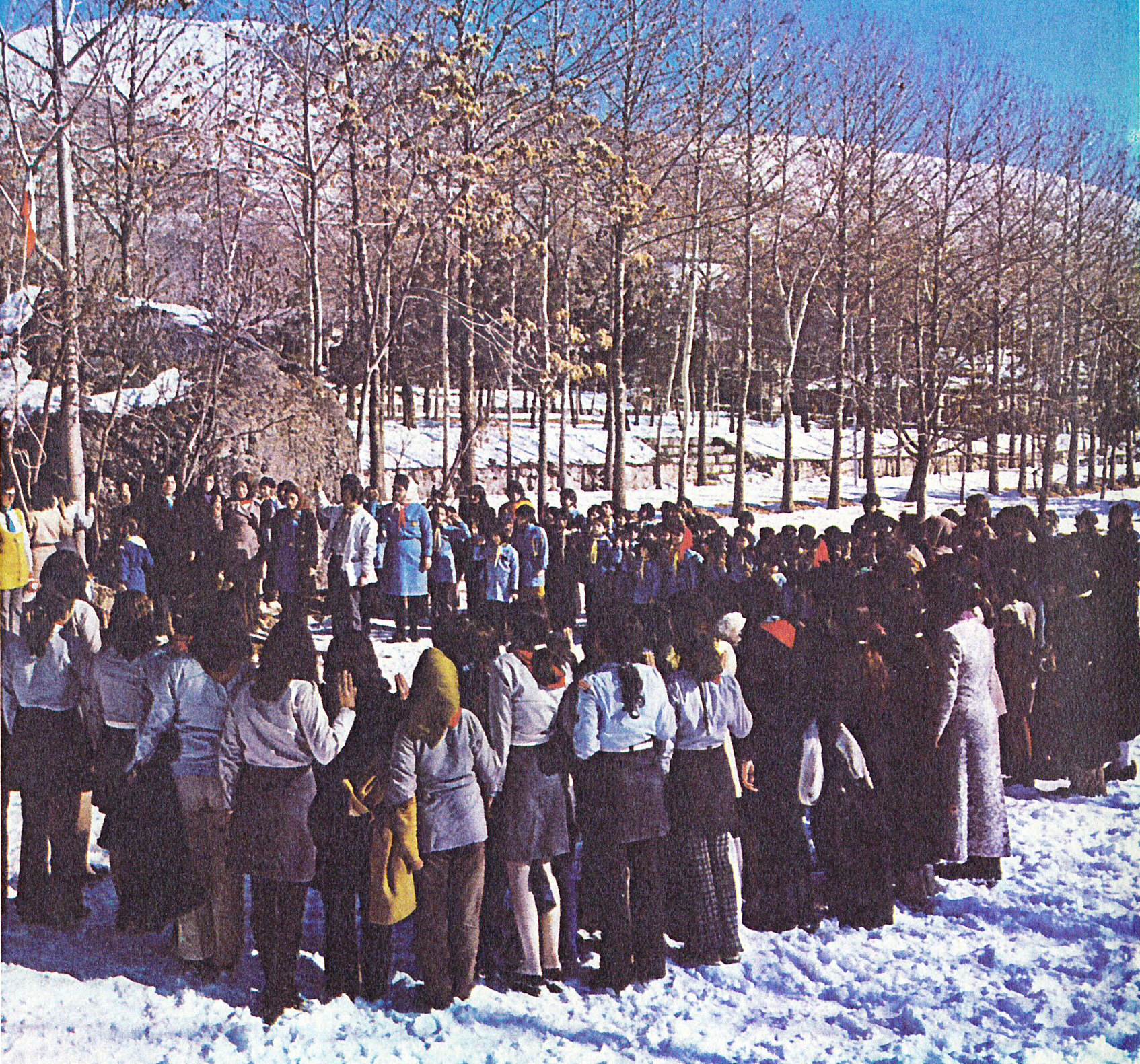
پیشاهنگی دختران در ایران
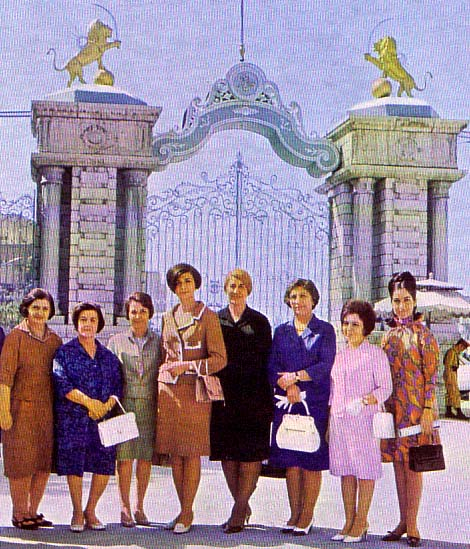
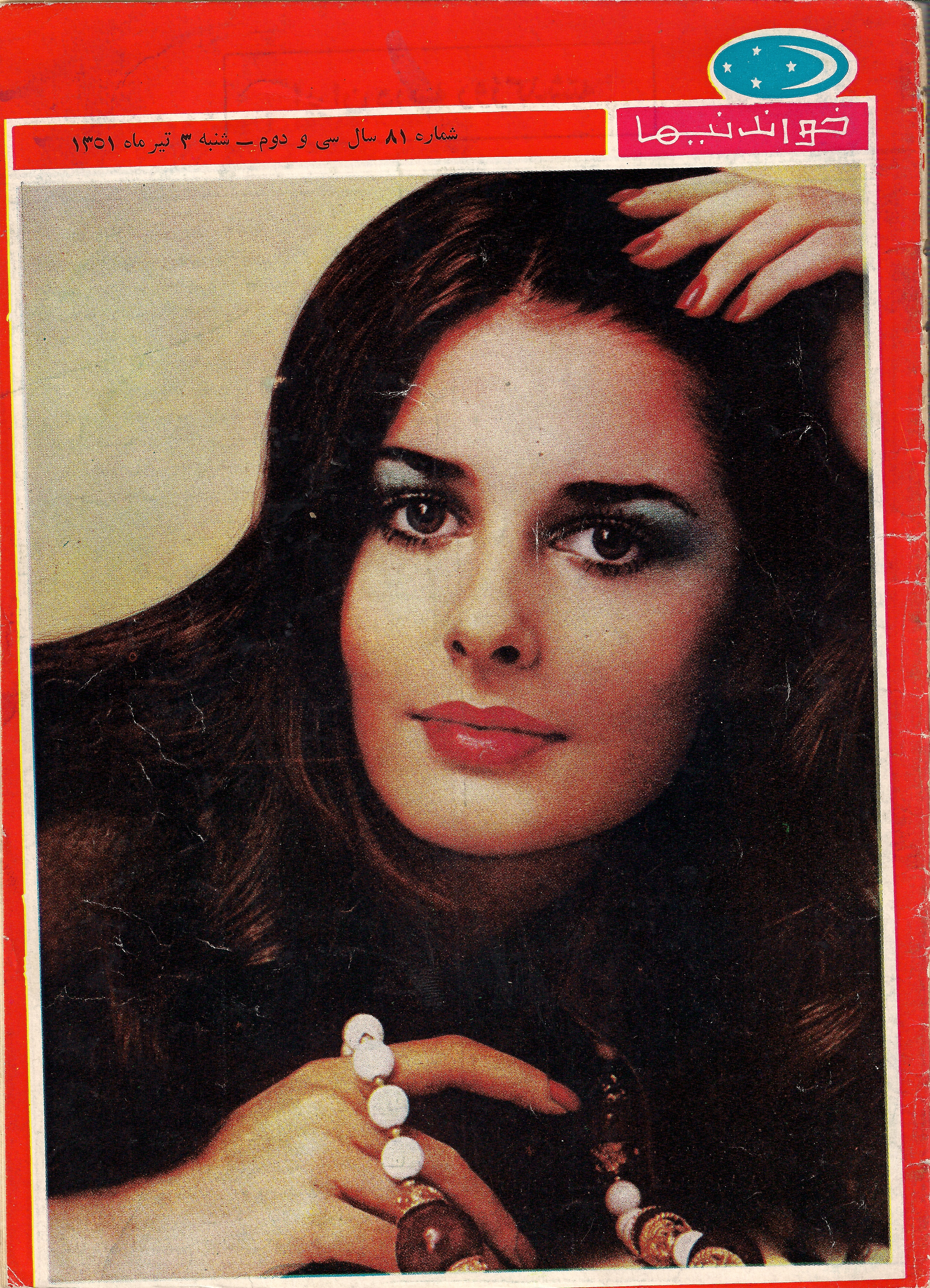
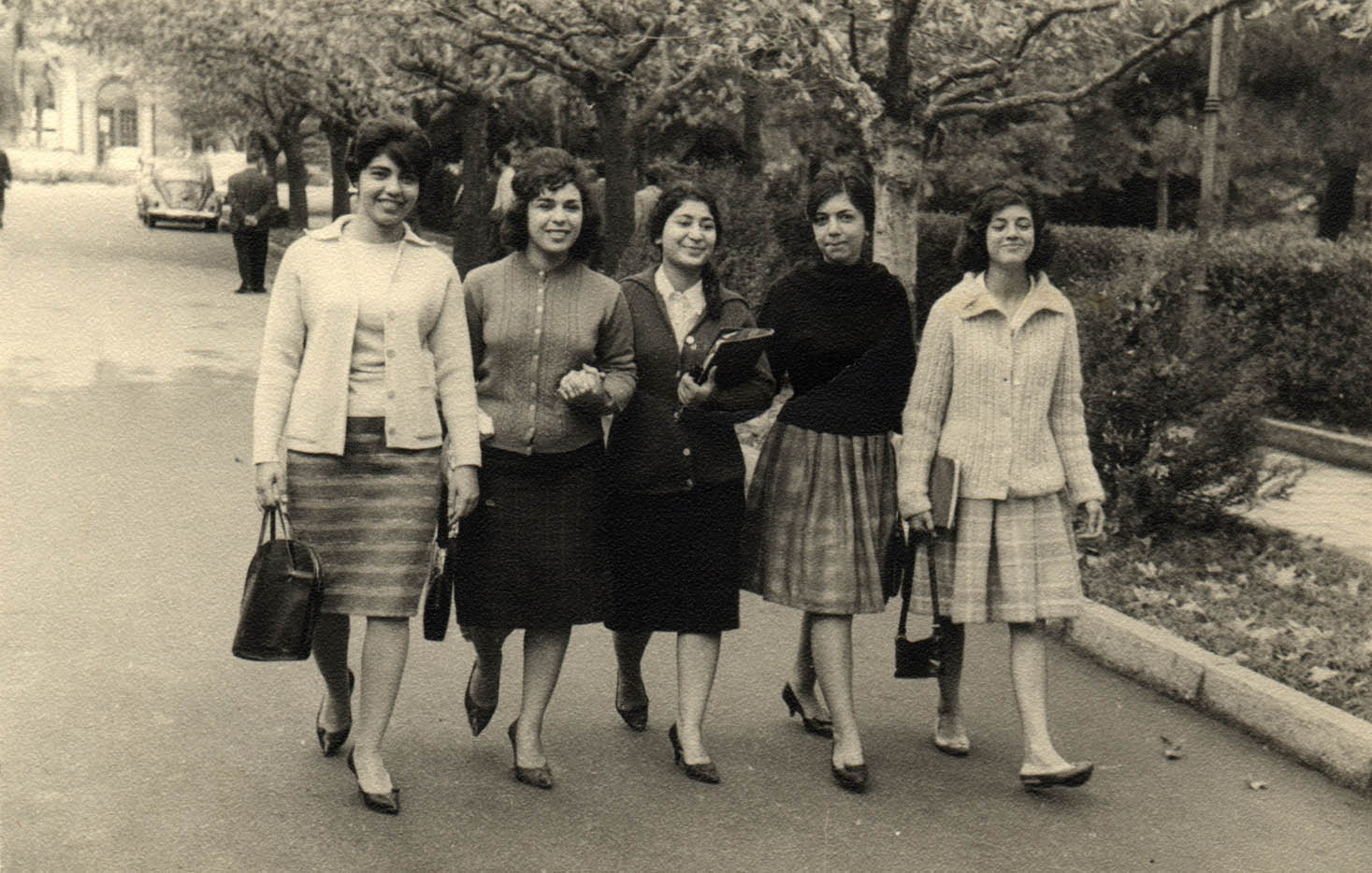
دختران دانشجو در دوره پهلوی
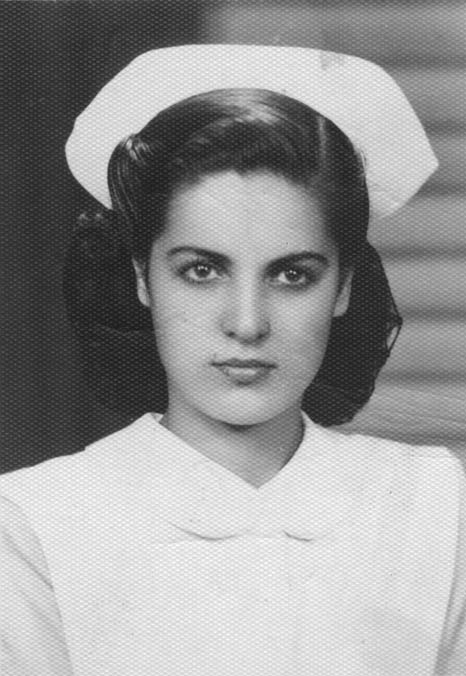

#### جمهوری اسلامی ایران

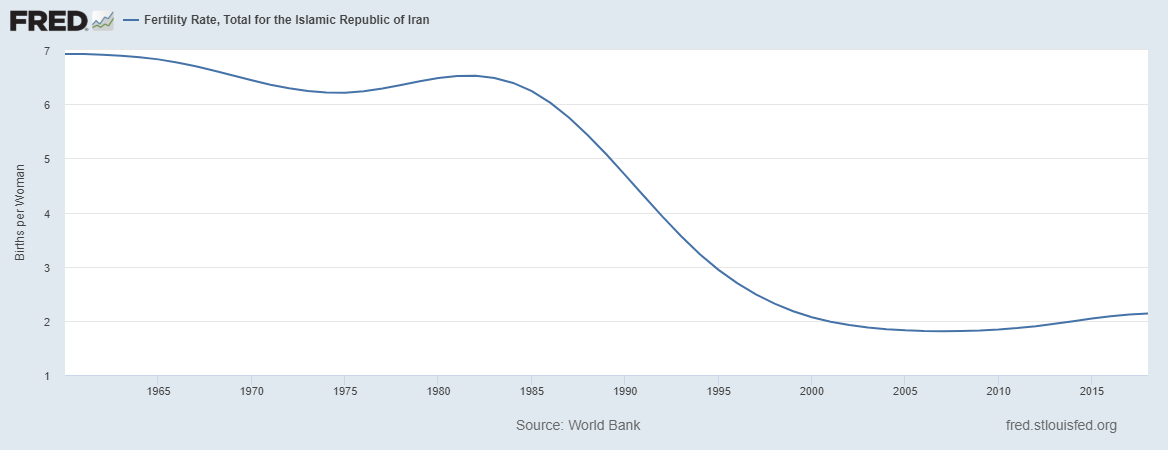
کاهش میزان باروری نشان می‌دهد زنان ایرانی نسبتاً اشتیاق کمتری برای زایمان دارند.

به دنبال انقلاب ۱۳۵۷، حکومت ایران از پادشاهی به جمهوری اسلامی تبدیل شد. در دوران پس از انقلاب اسلامی، زنان ایرانی در برخی زمینه‌ها فرصت‌های بیشتر و در برخی زمینه‌ها محدودیت‌های بیشتری داشته‌اند. یکی از ویژگی‌های بارز آن، مشارکت گسترده و فعال زنان دارای پیشینه سنتی در جریان انقلاب بود که به سرنگونی سلطنت پهلوی منجر شد. زنان که در طول حکمرانی دودمان پهلوی تحصیل کرده بودند و در مشاغل مختلف مشغول بودند و به همین واسطه اعتماد به نفس آن‌ها افزایش پیدا کرده بود در تظاهرات علیه پهلوی که به سرنگونی آن منتهی شد، مشارکت گسترده و فعال داشتند. فرهنگ آموزش برای زنان همچنان برای جای خودش پابرجا بود به طوری که حتی پس از وقوع انقلاب، تعداد نسبتاً زیادی از زنان وارد خدمات مختلف دولتی و آموزشی از جمله آموزش عالی شدند و در سال ۱۹۹۶ در انتخابات مجلس ۱۴ زن به مجلس شورای اسلامی راه یافتند.
در مدت رهبری روح‌الله خمینی مسائل متناقض متعددی را برای زنان به دنبال داشت. زنان در مناطق خاص نفوذ زیادی پیدا کردند؛ اما با این وجود با مانع تراشی‌های وسیع سیاسی برای برابری با مردان روبرو شده بودند. به عنوان مثال، زنان مجاز به خدمت در ارتش اغلب در گروه‌های شبه نظامی بودند اما در بسیاری از رشته‌های تحصیلی در مدرسه محدود شدند. پس از جنگ ایران و عراق، زنان همچنان به کسب جایگاه سیاسی ادامه دادند. زنان هم در خط مقدم جبهه، در خانه و در محل کار بسیج شده بودند. آنها در نقش‌های اساسی پیاده‌نظام مانند برنامه‌های اطلاعاتی و مبارزات سیاسی نیز شرکت داشتند. در اوج جنگ ایران و عراق، زنان قسمت عمده ای از نیروی کار داخلی را تشکیل می‌دادند و جایگزین مردانی می‌شدند که در حال جنگ، کشته یا مجروح شده بودند.
روح‌الله خمینی پس از پیروزی انقلاب اسلامی از مشارکت زنان قدردانی می‌کرد. در ماه مه ۱۹۷۹، خمینی خطاب به حضار خود صحبت کرد و در مورد ارتباط جبرئیل و فاطمه زهرا پس از مرگ پدرش و رخدادهای سخت آینده گفت. وی جایگاه فاطمه را نه دیدار با فرشته وی بلکه موقعیت معنوی خاص و ویژگی اخلاقی عالی او می‌دانست و معتقد بود که ایشان الگوی ایده‌آل زنان است. به همین دلیل خمینی روز ولادت فاطمه زهرا را روز زن نامید.
در حالی که در طول انقلاب اسلامی، حجاب به عنوان نمادی از اعتراض دیده می‌شد، هنگام بحث دربارهٔ حجاب اجباری، بسیاری از زنان نگران بودند. وقتی خمینی نقل کرد که وی ترجیح می‌دهد زنان را با لباس اسلامی متواضع ببیند، این موضوع موجب اختلاف بین زنان شد. در سال ۱۳۵۹، حجاب اجباری شد و تولید لوازم آرایشی حرام و ممنوع و پروانه‌های ساخت آن‌ها باطل اعلام گردید. همچنین مجازات‌های سنگین توسط پلیس امنیت و اخلاق از جمله برداشتن رژ لب توسط تیغ اعمال شد.
در اوایل دهه ۱۹۸۰ مقام قضاوت برای زنان ممنوع شد و حق وکالت از آنان گرفته شد. جمهوری اسلامی قوانین حمایت از خانواده در سال‌های ۱۹۶۷ و ۱۹۷۳ را که تعدد زوجات را محدود می‌کرد، به زنان حق طلاق می‌داد و حداقل سن ازدواج برای دختران تعیین می‌کرد را لغو کرد. رژیم پیشگیری از بارداری را ممنوع و سن ازدواج دختران را از ۱۵ به ۹ سال کاهش داد. آنها همچنین زنان را از تحصیل در رشته‌های مختلف تحصیلی و شغلی منع کردند. پس از درگذشت خمینی، بسیاری از محدودیت‌ها برای زنان برداشته شد. دولت سعی کرد رشد جمعیت را درحالی‌که توزیع وسایل پیشگیری از بارداری به صورت رایگان انجام می‌شد، تثبیت کند. این باعث شد که نرخ باروری از ۳٫۲ به ۲٫۳ کودک به ازای هر زن کاهش یابد که یکی از پایین‌ترین نرخ‌های رشد جمعیت در خاورمیانه بود.
در سال ۱۹۹۲، شورای عالی انقلاب، ادغام مجموعه‌ای از سیاست‌های اشتغال را برای زنان به تصویب رساند که ادغام زنان در نیروی کار را تشویق می‌کرد و در عین حال بر اهمیت نقش خانوادگی برای زنان تأکید می‌شد. زنان ترغیب شدند که وارد کارهای زنانه، داروسازی، مامایی و کارهای آزمایشگاهی شوند. اگرچه از ادامه فعالیت برخی استادان به عنوان «خلاف موازین اسلامی» جلوگیری شد. در سال ۱۹۹۰ تحصیل در رشته حقوق برای زنان آزاد شد و آنها در دادگاه‌های مدنی ویژه اجازه حضور داشتند، اگرچه همچنان نمی‌توانستند به عنوان قاضی خدمت کنند.
در دوران ریاست جمهوری اکبر هاشمی رفسنجانی اصلاحات عملی بیشتری برای زنان آغاز شد. رفسنجانی بیان کرد: «در اسلام هیچ مانعی برای آموزش زنان در هیچ زمینه ای وجود ندارد». سه زمینه اصلی که رفسنجانی بر آنها تمرکز داشت، آموزش، تنظیم خانواده و بهداشت و ازدواج بود. آمار مربوط به سال‌های ۱۹۸۶/۸۷ نشان می‌دهد که پذیرش زنان در دانشکده‌های دندانپزشکی، شنوایی سنجی، آمار، بینایی سنجی، رادیولوژی و رادیوتراپی با مردان برابر است. به اعتقاد رهبران سیاسی و مذهبی، یک زن در ایران می‌تواند همزمان هم سنتی باشد و هم مدرن که این دیدگاه در آموزش‌هایی که می‌بینند، القا می‌شود. به این معنی که نقش اصلی زن در خانه و مراقبت از فرزندان، خانواده و وظایف خانه است. در حالی که او هم می‌تواند در جامعه حضور داشته باشد، به دنیای اجتماعی برود و یک زندگی عمومی داشته باشد.
محدودیت خانه یک قلمرو خصوصی سنتی برای زن ایجاد می‌کند در حالی که آزادی بیرون رفتن یک حضور اجتماعی مدرن ایجاد می‌کند. جمهوری اسلامی به‌طور مستقیم زنان را به حضور در خانه و انجام کارهای خانگی محدود نمی‌کرد، اما این امر در جنبه مذهبی این نظام انجام شد.
برنامه آموزشی جمهوری اسلامی ایران یک شکاف آشکار بین آموزش به دختران و پسران دارد که شامل معرفی مسئولیت یک خانواده و همچنین نقش مردان و زنان در زندگی زناشویی است. اما به دختران اعتماد به نفس داده می‌شود تا ضمن حفظ زندگی خانوادگی شخصی، خود را در زمینه‌های آموزشی که مایل به حضور در آن هستند، قرار دهند.
گذشته از تحصیل، رفسنجانی تمرکز زیادی بر تنظیم خانواده و بهداشت در سراسر ایران داشت و زنان نقش اصلی را در این زمینه داشتند. جمعیت ایران در طول دهه ۱۹۸۰ با وجود جنگ ایران و عراق به اوج خود رسید، در حالی که میزان زاد و ولد در سال ۱۹۸۳ به ۳٫۹ رسید، که دو برابر میانگین جهانی است. کلینیک‌های بهداشتی زنان در سراسر کشور تأسیس شد. تا سال ۱۹۹۴، بیش از ۱۰ هزار مرکز بهداشتی در ایران وجود داشت و راه و چاره‌های پیشگیری از بارداری در دسترس زنان قرار می‌گرفت.
در سال ۱۹۸۶، مجلس شورای اسلامی به معرفی قانونی ۱۲ ماده ای رأی داد که بسیاری از حقوق ازدواج برای زنان را مجاز می‌دانست. این حقوق شامل توافقنامه‌های قبل از ازدواج، حقوق زن مطلقه برای به اشتراک گذاشتن املاک و افزایش حقوق نفقه بود. در سال ۱۹۹۲، مجمع تشخیص مصلحت نظام قانونی را تصویب کرد که به زنانی که «به ناحق و ناعادلانه» طلاق گرفته بودند، اجازه می‌داد از شوهر سابق بابت خدماتی که در طول ازدواج انجام داده بود، پول دریافت کنند.
در سال ۱۹۹۹، ایران ۱۴۰ ناشر داشت که برای برگزاری نمایشگاه کتاب‌ها و مجلات منتشر شده توسط زنان کافی بود. از سال ۲۰۰۵، ۶۵ درصد دانشجویان دانشگاه‌های ایران و ۴۳ درصد حقوق بگیران زن هستند. از اوایل سال ۲۰۰۷، نزدیک به ۷۰ درصد دانشجویان رشته‌های فنی و مهندسی ایران را زنان تشکیل می‌دهند.
حضور ۲۷٫۱٪ وزیر زن، دولت ایران را در اوایل دهه اول قرن بیست و یکم در میان ۲۳ کشور نخست جهان قرار داد، ۲٫۸–۴٫۹٪
حضور زنان در مجلس شورای اسلامی در ۱۵ سال گذشته این کشور را در میان ۲۵ کشور جهان نخست قرار داده است.
در سال ۲۰۰۹ فاطمه بداغی معاون حقوقی رئیس‌جمهور و مشاور عالی رئیس‌جمهور محمود احمدی‌نژاد شد.
مریم مجتهدزاده که معاونت زنان را اداره می‌کرد نیز به عنوان مشاور رئیس‌جمهور انتخاب شد.
در فرماندهی انتظامی جمهوری اسلامی ایران نیز زنانی وجود دارند که با جنایاتی که توسط زنان و کودکان مرتکب شده‌اند، برخورد می‌کنند.
مطابق نظر سید علی خامنه‌ای، احترام به زنان، فرصتی برای رشد استعدادهای زنان در خانواده و جامعه است.
در ۱۴ مه ۲۰۱۹، مجلس شورای اسلامی آیین‌نامه اعطای تابعیت ایران به فرزندان حاصل از ازدواج زنان ایرانی با مردان خارجی را تصویب کرد. در تاریخ ۲ اکتبر ۲۰۱۹، شورای نگهبان موافقت کرد که این لایحه را به عنوان قانونی تصویب کند، با در نظر گرفتن سابقه بررسی پدران خارجی.
در اوت ۲۰۱۹، فدراسیون فوتبال جمهوری اسلامی ایران با فشار فیفا و اعتراضات مدنی پیوسته زنان، ممنوعیت ورود زنان ایرانی به ورزشگاه را برای اولین بار و پس از ۴۰ سال، لغو کرد.
در ۸ سپتامبر ۲۰۱۹، سحر خدایاری پس از دستگیری به دلیل تلاش برای ورود به ورزشگاه آزادی، خودسوزی کرد. به دنبال آن حادثه، فیفا اطمینان داد که زنان ایرانی می‌توانند از اکتبر ۲۰۱۹ به استادیوم‌ها بروند که البته چنین چیزی تقریباً به جز یک بازی عملی نشد.
در ۱۰ اکتبر ۲۰۱۹، بیش از ۳۵۰۰ زن برای بازی انتخابی جام جهانی مقابل کامبوج در ورزشگاه آزادی حضور یافتند.

## ورود زنان به ورزشگاه آزادی
در خرداد ۱۴۰۲، عاصم یوسفی، مدیر ورزشگاه آزادی، اعلام کرد که شرایط برای حضور بانوان مهیا شده و از فصل بعد، زنان طرفدار فوتبال می‌توانند دیدارهای استقلال، پرسپولیس و تیم ملی را در این ورزشگاه مشاهده کنند.
در مرداد ۱۴۰۲، گزارش شد که ورزشگاه‌های یادگار امام تبریز، نقش جهان اصفهان، شهدای فولاد اهواز، آزادی تهران و شهید سلیمانی سیرجان مجوز میزبانی از زنان را دریافت کرده‌اند. در هفته نخست لیگ برتر نیز، زنان توانستند در سه بازی، از جمله دیدار پرسپولیس و آلومینیوم اراک در ورزشگاه آزادی، حضور داشته باشند.

##### نقض حقوق زنان
«عکس‌های پزشکی قانونی زنجان، نشان می‌دهد که تن من از شانه و سینه تا بازو و ران پا چگونه توسط مردان [زندانبان] دریده شده بود… من بارها و بارها، چه در سلول‌های انفرادی و چه در بند عمومی زندان اوین، حتی در بند عادی زنان زندان زنجان، روایت‌هایی از تعرض‌های [جنسی] مردان حکومت جمهوری اسلامی ایران نسبت به زنان را شاهد بوده‌ام و شنیده‌ام».

نرگس محمدی
بر پایه گزارش سازمان دیده‌بان حقوق بشر، طرحی که با نام «جوانی جمعیت و حمایت از خانواده» در دستور کار حکومت جمهوری اسلامی ایران قرار گرفته که حقوق زنان را بیش از پیش، نقض می‌کند. این سازمان همچنین قانون مصوب مجلس شورای اسلامی ایران برای «افزایش جمعیت» را ناقض حقوق بانوان دانسته که تندرستی و زندگی‌شان را به خطر می‌اندازد. تشویق سران نظام جمهوری اسلامی ایران به افزایش جمعیت در حالی است که ایران با چالش‌های عمده‌ای نظیر فقر، کم‌آبی و بیکاری… روبه‌رو است. ورود زنان به ورزشگاه‌ها با همهٔ نکات مثبت و منفی، در کل گامی مثبت در جهت برابری جنسی بوده است.

## فرهنگ

### ادبیات فارسی
بسیاری از آفرینندگان شعر و نثر کلاسیک زنان بودند از جمله رابعه بلخی و طاهره قرةالعین، اما کار ادبی زن سال‌ها سرکوب شد و حتی از آنها سلب شد.
در دوران اخیر، زنان نقش برجسته ای در ادبیات فارسی داشته‌اند. شاعران معاصر ایران مانند پروین اعتصامی، سیمین بهبهانی، فروغ فرخزاد و مینا دست‌غیب در گسترش و غنی سازی ادبیات زنان در ایران کمک کرده‌اند. سیمین بهبهانی شعرهای عاشقانه پرشور و همچنین شعرهای داستانی سرشار از محبت مادرانه سروده است. او فارغ از جنسیت، طبقه و مذهب مدافع حقوق فردی بوده است. افزون بر این، بهبهانی در ادبیات خود رقابتی ندارد بلکه آثار او به زن و مرد قدرت می‌بخشد. بهبهانی رئیس انجمن نویسندگان ایران بود و در سال ۱۹۹۷ نامزد دریافت جایزه نوبل ادبیات شد.
از نویسندگان معاصر می‌توان به سیمین دانشور، مهشید امیرشاهی، شهرنوش پارسی‌پور، منیرو روانی‌پور و زویا پیرزاد اشاره کرد. کارهای دانشور ادبیات ایران قبل از انقلاب و بعد از انقلاب را در بر می‌گیرد. اولین مجموعه داستان کوتاه وی، با نام آتش خاموش در سال ۱۹۴۸ منتشر شد. این اولین مجموعه داستان کوتاه بود که توسط یک زن در ایران منتشر شد. در سال ۱۹۶۹، او سووشون (عزاداران سیاوش)، رمانی که بازتاب دهنده تجربه مدرنیته ایران در قرن ۲۰ است را منتشر کرد. این اولین رمانی بود که توسط یک زن در ایران منتشر شد. دانشور اولین رئیس انجمن نویسندگان ایران بود. شهرنوش پارسی پور در دهه ۱۹۸۰ پس از انتشار داستان‌های کوتاه محبوب شد. او ۱۹۹۰ رمان، زنان بدون مردان که در زمینه مسائل جنسی و هویت پرداخته شده است را منتشر کرد. بسیاری از مردم به دلیل صریح بودن بیش از حد کار او از وی انتقاد کردند و به این دلیل که وی بسیاری از دیدگاه‌های سنتی مانند ستم جنسی، بکارت و جنسیت را به چالش کشید. در نتیجه، در نهایت توسط جمهوری اسلامی از نوشتن ممنوع شد. کارهای منیرو روانی‌پور شامل مجموعه ای از داستان‌های کوتاه، کنیزو (برده زن) و رمانش اهل غرق است. روانی‌پور به دلیل تمرکز خود بر آیین‌ها، سنت و رسوم زندگی ساحلی شهرت دارد.

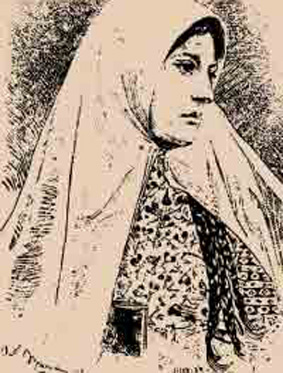
طاهره قرةالعین (۱۲۶۸-۱۲۳۰- قمری)
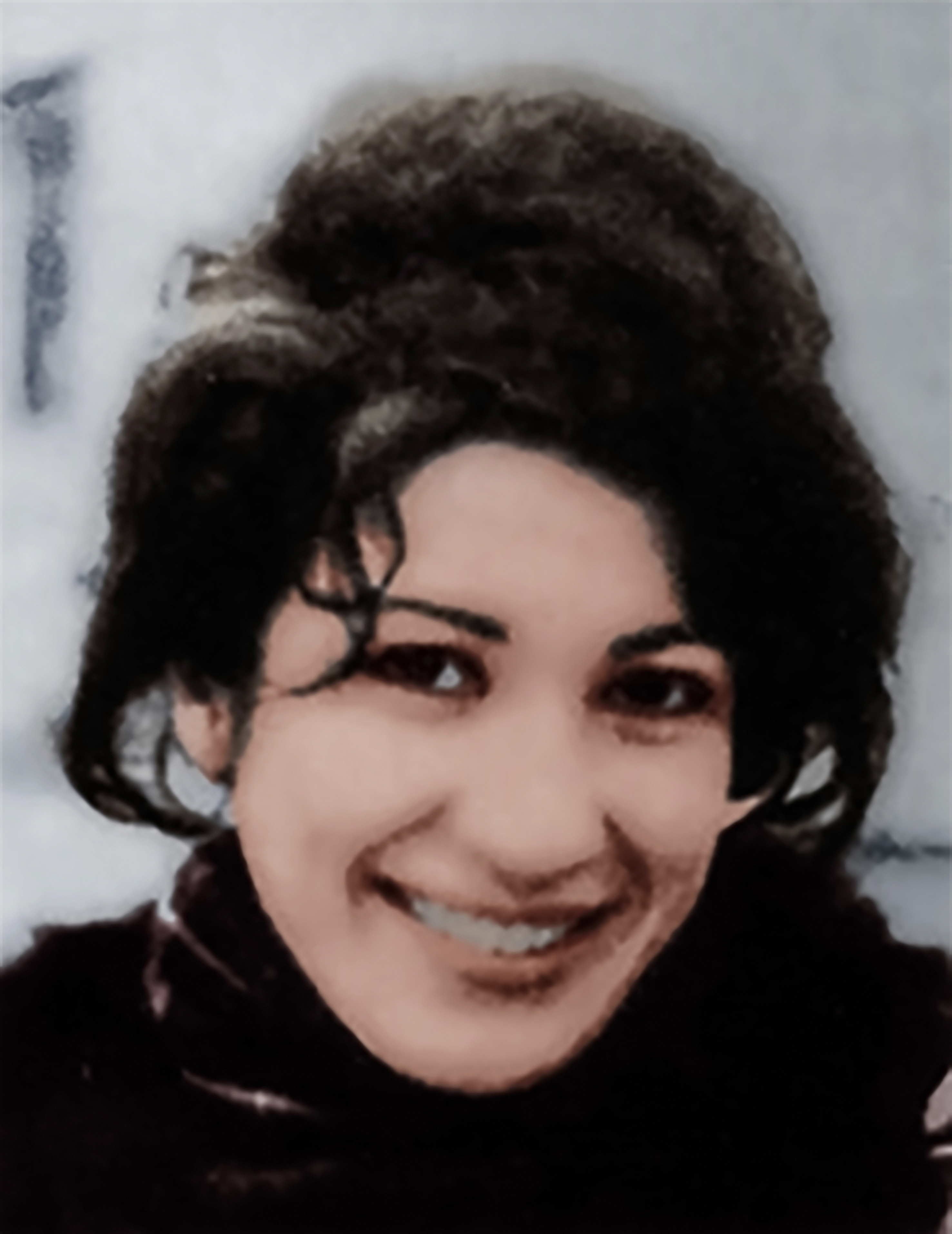
فروغ فرخزاد (۱۳۱۳-۱۳۴۵)
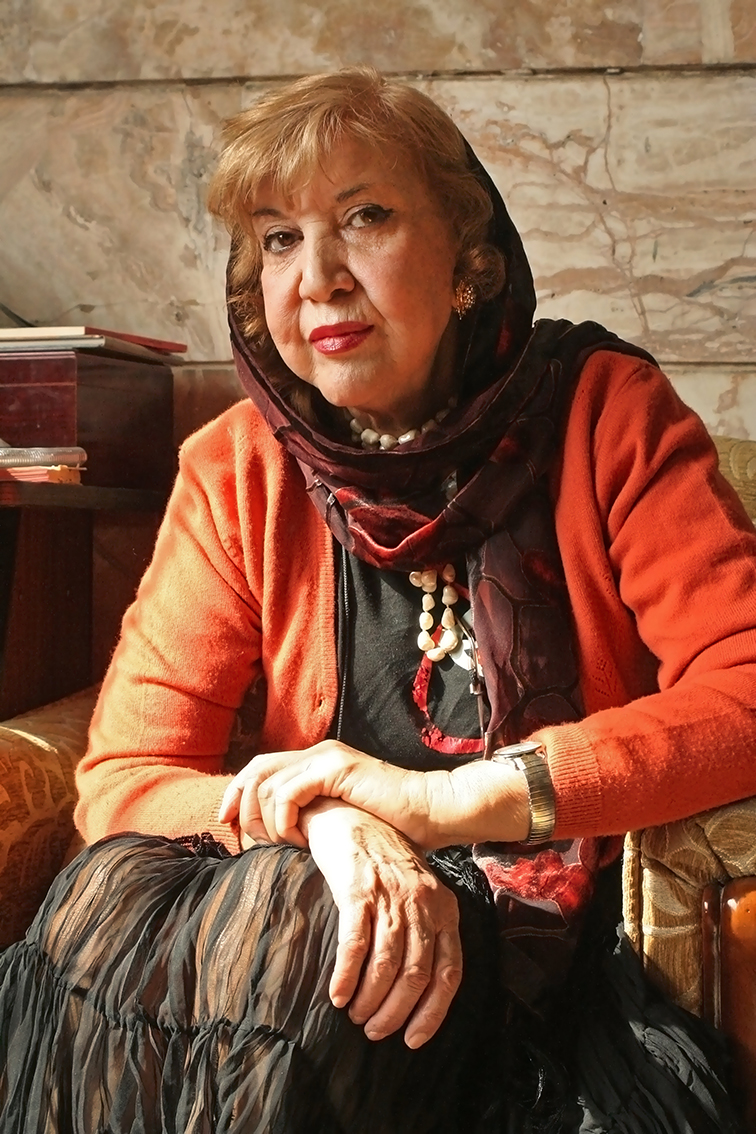
سیمین بهبهانی (۱۳۰۶-۱۳۹۳)
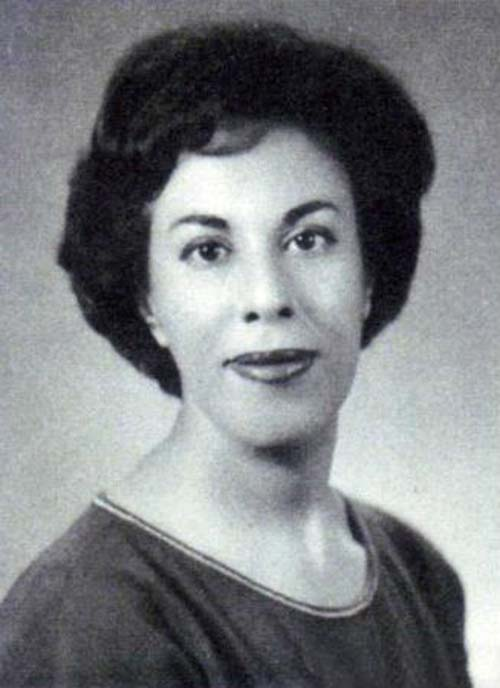
سیمین دانشور (۱۳۰۰–۱۳۹۰)
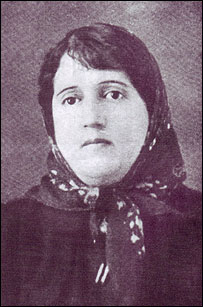
پروین اعتصامی
(۱۲۸۵–۱۳۲۰)

### موسیقی

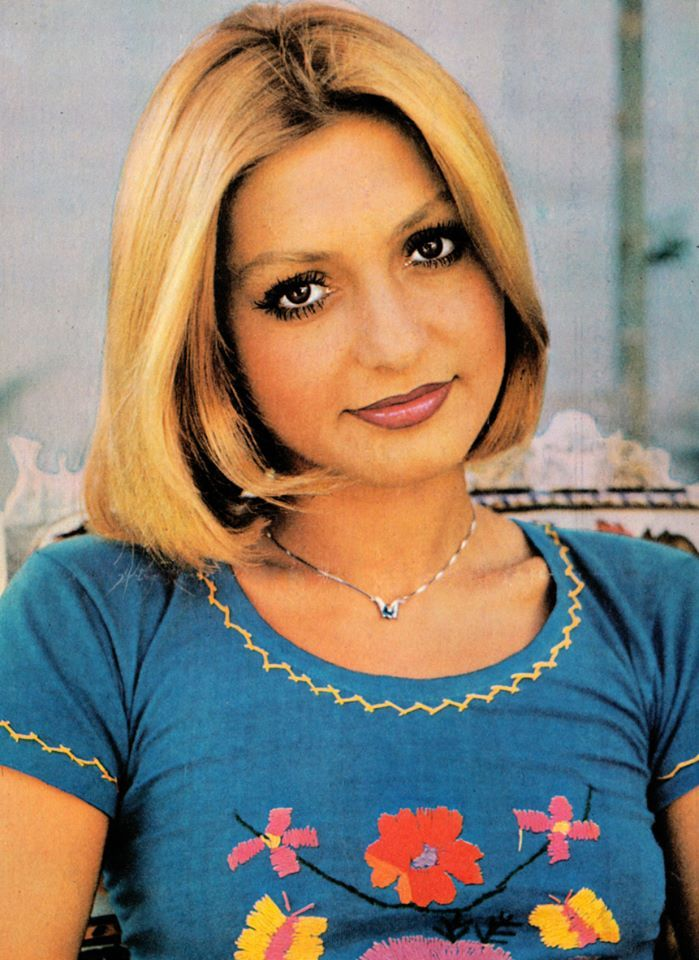
گوگوش به نمادی از ممنوعیت فعالیت زنان در زمینه موسیقی پس از انقلاب ۱۳۵۷ شد که به مدت ۲۰ سال بدون فعالیت بود.

موسیقی ایران و زنان ایران در طول تاریخ این کشور به یکدیگر پیوند خورده‌اند. از مهم‌ترین مُهرنگاره‌های خُنیا (:موسیقی) در جهان؛ باید از آنچه که در «تپه چغامیش» دزفول برجای مانده، یاد کرد که در سال‌های ۱۹۶۱–۱۹۶۶ میلادی، یافت شده است. این مهرنگاره ۳۴۰۰ ساله؛ سیمایی از بزم رامشگران را نشان می‌دهد. ما، نگاره‌ای را در دست داریم و می‌دانیم که در پادشاهی «شوکال ماه هو» و از سده ۱۷ پیش از میلاد در ایران، تار نواخته می‌شد. با یافتن یک کنده کاری در ایلام بازهم آگاهی داریم که خنیاگران ایران؛ دَف را همراه چنگ می‌نواختند. در این کنده کاری همچنین دیده می‌شود که از میان ۱۱ تن خنیاگر؛ ۸ تن چنگ، ۲ تن نی و یک تن دهل می‌نوازند. ۱۵ زن خواننده، در میان رامشگران دیده می‌شوند که در حال کف زدن هستند. در بخش‌های دیگری از ایران و از سال ۵۵۹ پیش از میلاد، سفالهایی در تپه سیلک کاشان و مرودشت پیدا شده که سیمایی از پایکوبی و دست افشانی بر آن‌ها نگارگری شده است.
تا پیش از انقلاب ۱۳۵۷ ایران زنان و دختران ایران می‌توانستند بخوانند و بنوازند و کنسرت‌های خواننده‌های زن در ایران برگزار می‌شدند. اما پس از آن محدودیت‌های بیشتری برای زنان وضع شد و برای بیش از ۴۰ سال، تاکنون خواندن و اجرای زنان در ایران دارای محدودیت بوده است. محدودیت‌ها حتی فراتر از خود هنرمندان زن رفته و برای همکاران مرد آن‌ها نیز وضع می‌شود.
شاید قمر الملک وزیری اولین استاد زن موسیقی ایرانی بود که سبک جدیدی از موسیقی را معرفی کرد و مورد ستایش سایر استادان موسیقی ایرانی آن زمان قرار گرفت. چند سال بعد، محمود کریمی دانش آموزان زن چون ارفع اطرایی، سوسن مطلوبی، فاطمه واعظی، معصومه مهرعلی و سوسن اصلانی را تربیت کرد که بعداً استاد موسیقی سنتی ایرانی شدند. سودابه سالم و سیما بینا به ترتیب موسیقی کودکان ایرانی و موسیقی محلی ایران را توسعه دادند. نوآوری‌های ساخته شده توسط زنان ایرانی محدود به موسیقی ایرانی نیست. به عنوان مثال، لیلی افشار در حال کار بر روی ترکیبی از موسیقی کلاسیک فارسی و غربی است.
گوگوش یکی از مشهورترین خواننده‌های ایرانی است. میراث وی به دوران پیش از انقلاب ۱۳۵۷ در ایران برمی گردد، جایی که شهرت او در ایران به الویس پرسلی یا باربارا استرایسند رسید.

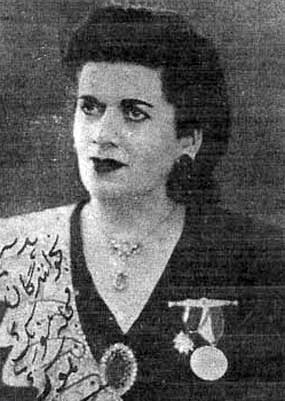
ملوک ضرابی
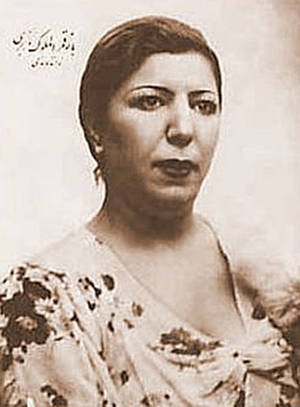
قمرالملوک وزیری
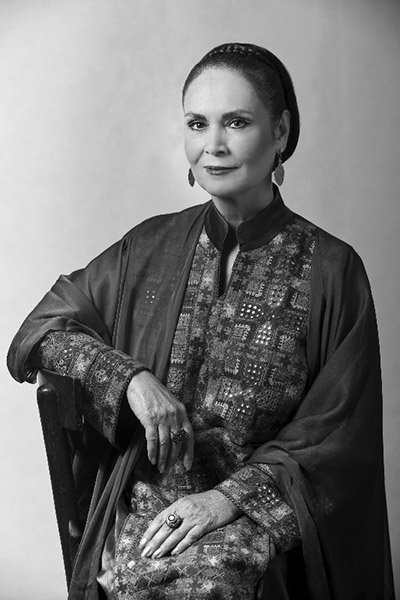
پریسا
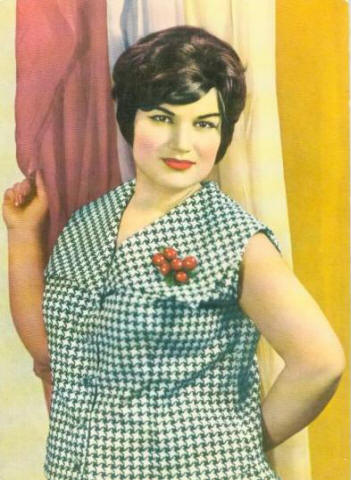
الهه
دلکش
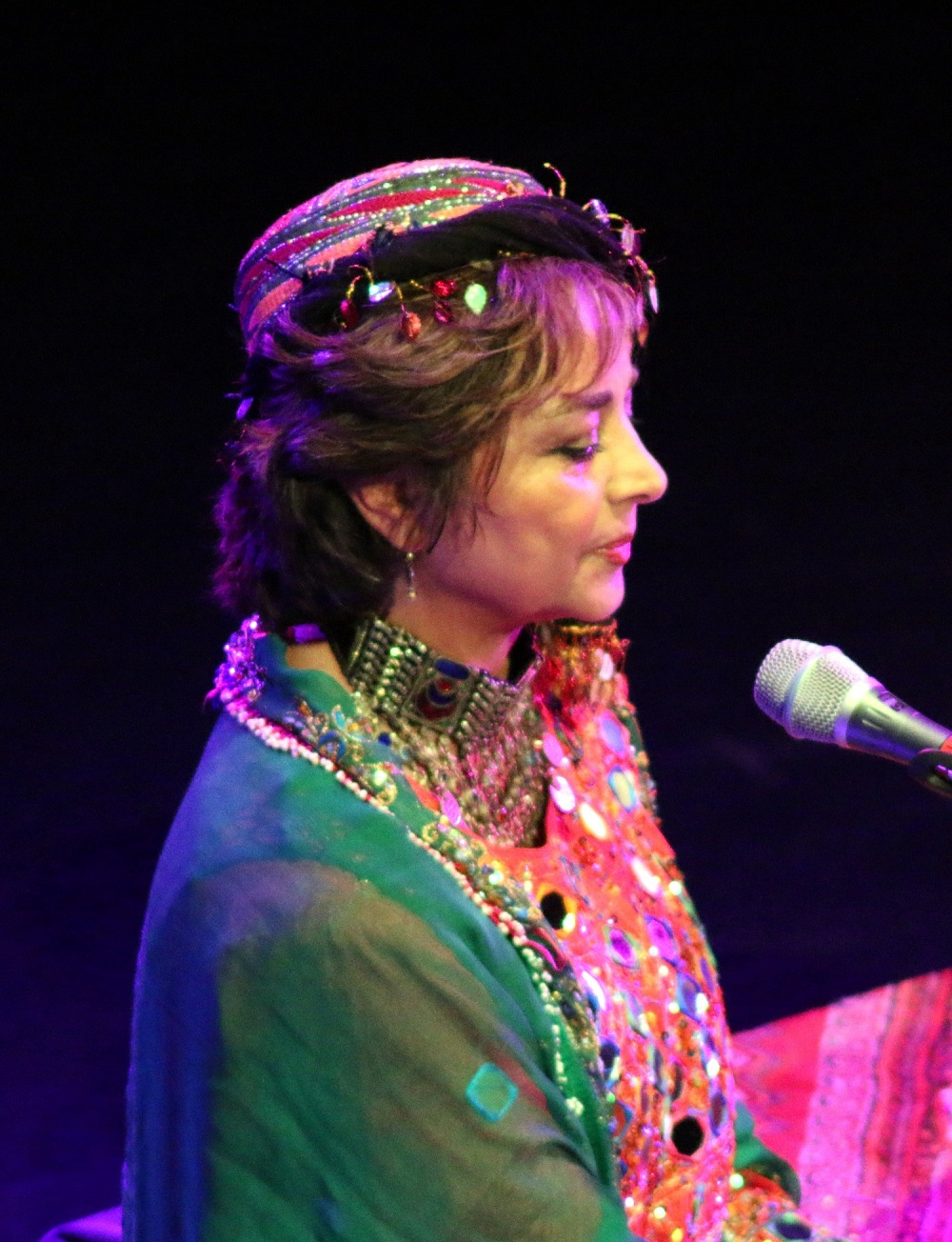
سیما بینا
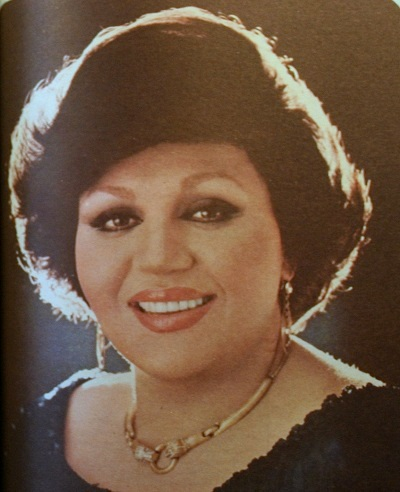
هایده

### سینما
زنان ایرانی نقش مهمی در به رسمیت شناختن جهانی هنر ایران و به ویژه سینمای ایران داشته‌اند. از زمان ظهور موج جدید سینمای ایران، ایران تعداد بی شماری از فارغ التحصیلان مدرسه فیلم را تولید کرده است. هر ساله بیش از ۲۰ کارگردان جدید در این زمینه فارغ‌التحصیل می‌گردند، بسیاری از آنها زنان هستند که اولین فیلم‌های خود را می‌سازند. در دو دهه گذشته درصد کارگردانان سینمای ایران که زن هستند از درصد زنان کارگردان فیلم در اکثر کشورهای غربی فراتر رفته است. موفقیت مدیر پیشگام رخشان بنی اعتماد حاکی از آن است که بسیاری از کارگردانان زن در ایران مدتها قبل از اینکه سمیرا مخملباف کارگردان فیلم را به عنوان سرخط خبرها کار کنند، سخت روی فیلم‌ها کار می‌کردند. چهره‌های شناخته شده بین‌المللی در سینمای زنان ایران عبارتند از: تهمینه میلانی، رخشان بنی اعتماد، زهرا دولت‌آبادی، نیکی کریمی، سمیرا مخملباف، مهین اسکویی، پری صابری، حنا مخملباف، پوران درخشنده، شیرین نشاط، سپیده فارسی، مریم یاسمین ملک‌نصر و سارا رستگار.
رخشان بنی اعتماد نویسنده و کارگردان ایرانی احتمالاً شناخته شده‌ترین و مطمئناً پرکارترین فیلمساز زن ایران است. او با مستندها و فیلم‌هایی دربارهٔ آسیب‌شناسی اجتماعی خود را به عنوان مقام ارشد سینمای ایران تثبیت کرده است. یکی از شناخته شده‌ترین کارگردانان زن فیلم در کشور امروز در عرصه جهانی سمیرا مخملباف است که در حالی که تنها ۱۷ سال داشت اولین فیلم خود را به نام سیب کارگردانی کرد. سمیرا مخملباف برنده جایزه هیئت داوران کن ۲۰۰۰ برای تخته سیاه، فیلمی دربارهٔ محاکمات دو معلم دوره‌گرد در کردستان شد.
حذف بازیگران سینمای قبل از انقلاب ایران، با همراهی نسبی (یا دست‌کم سکوت) جریان معترض و روشنفکری اوایل انقلاب انجام شد. به‌ویژه روزنامه‌نگاران ادبیات سینمایی بعد از انقلاب و نشریاتی چون ماهنامه سینمایی فیلم، در این حذف‌های دردناک با مدیران فرهنگی همراه بودند. نوع نگاه تحقیرگرانه به آنچه فیلم‌فارسی خوانده می‌شد و همچنان نیز در میان گروهی از نویسندگان سینمای ایران جاری است، در همراهی با این حذف و محرومیت نقش داشت.
این موضوع به‌ویژه با مشاهده محصولات جریان اصلی سینمای ایران که بخش عمده‌ای از آن‌ها تقلید و بازسازی فیلم‌های قبلی و استفاده از تمهیدات سطحی چون تقلید خوانندگان قدیمی و رقص مردان و شوخی‌های کلامی جنسی است، بیش از پیش پرسش‌های جدی را دربارهٔ دلایل واقعی حذف بازیگران قدیمی و آنچه به نام سینمای سطحی پیش از انقلاب خوانده می‌شد، طرح می‌کند.
- فروزان، ستاره بی‌بدیل سینمای پیش از انقلاب که نامش تضمین‌گر فروش فیلم‌ها بود، با حضور در تعدادی از شاخص‌ترین آثار چون قلندر، باباشمل، دشنه و دایره مینا، به دادگاه انقلاب احضار و با شرط بخشش اموال و نداشتن هیچ‌گونه فعالیت هنری و اجتماعی، اجازه زندگی گرفت. او سال ۱۳۹۴ در ۷۸ سالگی در انزوا درگذشت.
- نوری کسرایی، بازیگر تعدادی از آثار موج نو سینمای ایران از جمله پنجره، تنگسیر، و شازده‌احتجاب، دی ماه سال ۱۳۹۸ در ۶۸ سالگی در انزوای کامل، به طوری که پیکرش دو روز بعد از مرگ در خانه‌اش یافت شد، درگذشت.
- پوری بنایی، از بازیگران مهم پیش از انقلاب و نقش‌آفرین آثاری چون قیصر، کوچه مردها، غزل، و میراث، بعد از انقلاب به دادگاه انقلاب احضار و از فعالیت هنری محروم شد.
- ایرن، بازیگر توانا و بی‌پروای سینمای قبل از انقلاب که در فیلم‌هایی چون بلوچ، موسرخه، برهنه تا ظهر با سرعت، و شام آخر بازی کرده بود، در چند سال ابتدایی انقلاب بازیگر چند نقش حاشیه‌ای در خط قرمز، جایزه و هزاردستان شد، اما همه فصول بازی‌هایش در این آثار هنگام نمایش حذف شد. او سال ۱۳۹۱ در ۸۵ سالگی درگذشت.
- طوطی سلیمی
- آرام
- سپیده
- شورانگیز طباطبایی
- فرزانه تأییدی

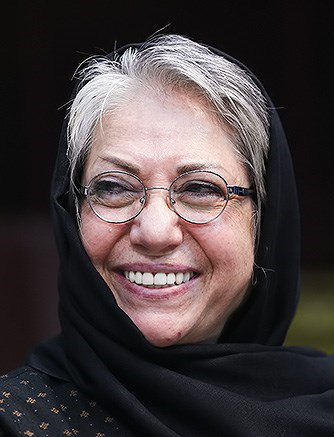
رخشان بنی‌اعتماد
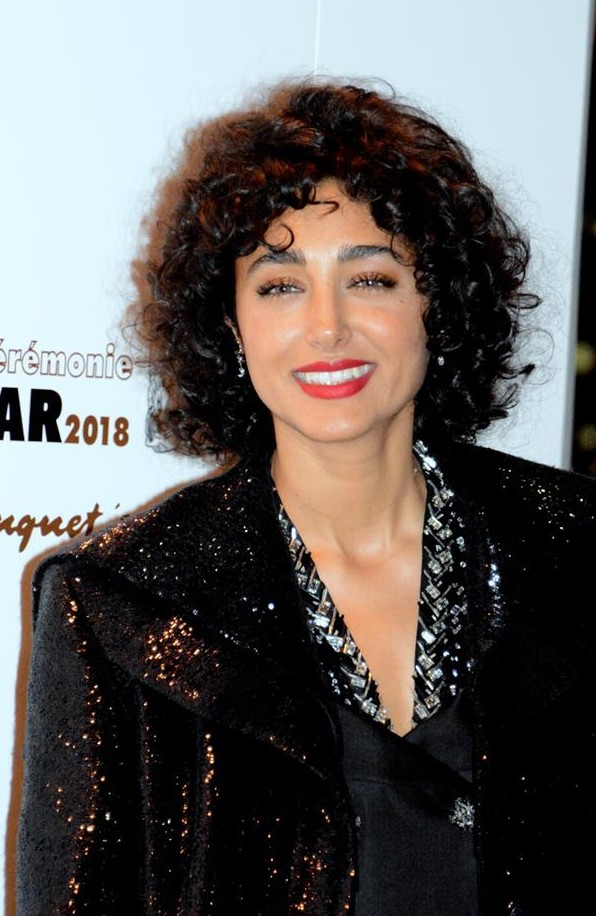
گلشیفته فراهانی
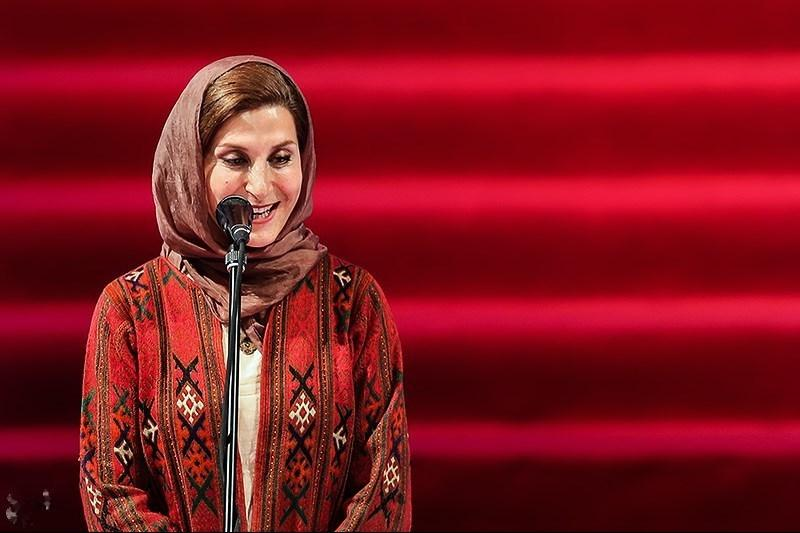
فاطمه معتمدآریا
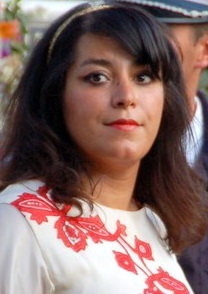
مرجان ساتراپی
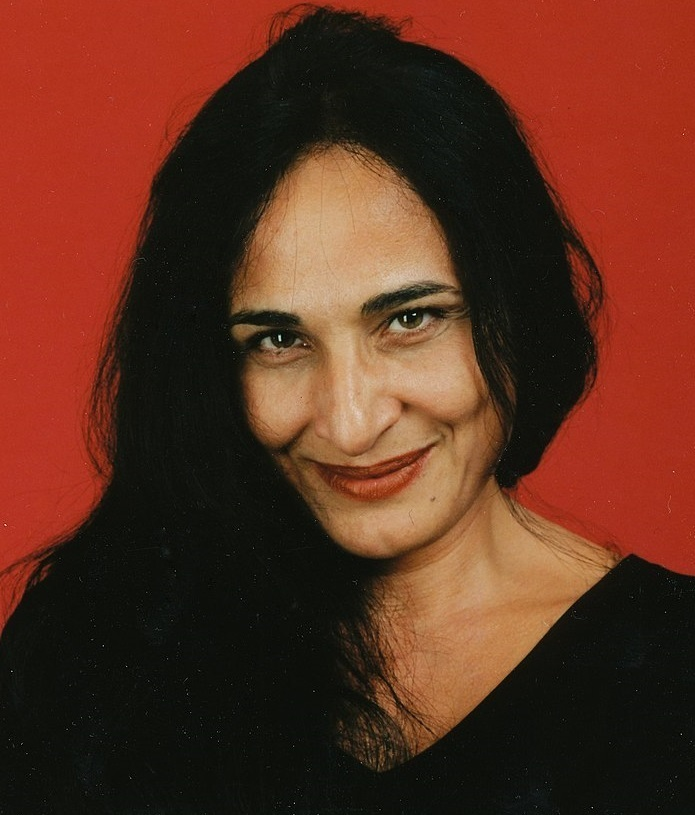
سوسن تسلیمی
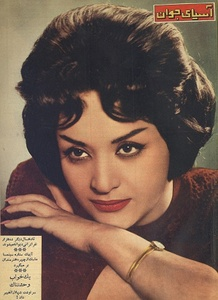
شهلا ریاحی
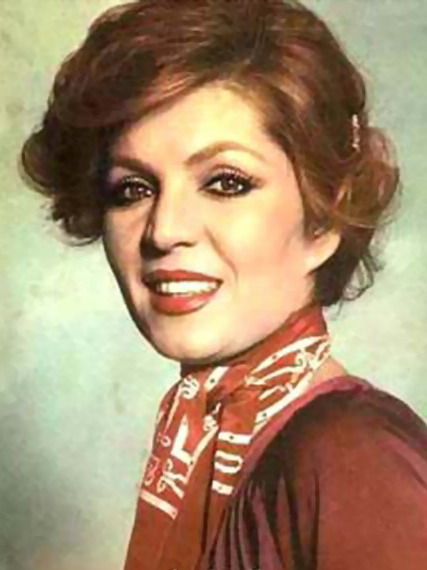
فروزان
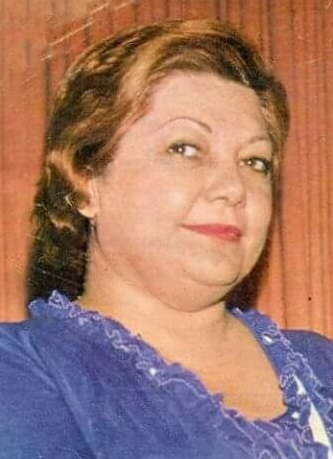
حمیده خیرآبادی

### ورزش
از لحاظ تاریخی، مشارکت زنان در ورزش به دلیل باورهای اجتماعی پیرامون نقش‌های جنسیتی محدود بود. ورزش حوزه مردانه در نظر گرفته می‌شد و زنان نقشی در انجام فعالیت‌های بدنی نداشتند. ورود زنان به عرصه ورزش به قانون ورزش در مدارس بر می‌گردد و در سال ۱۳۱۱ انجمن ورزشی دانشجویان در دانش‌سرای عالی و در سال ۱۳۱۲ انجمن تربیت بدنی تأسیس شد. با پیروزی انقلاب اسلامی نیز کسانی وجود داشتند که با اعتقاد به ضرورت ورزش زنان به دنبال توسعه ورزش زنان در بعد همگانی و سپس در بعد قهرمانی بودند؛ بنابراین به دنبال تغییر نگاه مسئولان کشوری برآمدند.
زنان ایرانی در دهه ۲۰ تا ۵۰ شمسی در چهار رشته دو و میدانی، کاراته، بسکتبال و والیبال نقش‌آفرینی کردند و پس از انقلاب اسلامی از میادین ورزشی دورافتادند. اما ورزش زنان در دهه ۷۰ با تلاش‌های صورت‌گرفته به شکل گسترده‌ای از سر گرفته و چند رشته ورزشی اضافه و ورزش‌های گروهی آغاز شد. زنان ورزشکار ایرانی در میادین بین‌المللی نیز حاضر شدند. قبل از انقلاب ۹ مربی و ۷ داور زن در کشور فعالیت داشتند و در مجموع ۷ رشته در بخش بانوان فعال بود اما پس از پیروزی انقلاب اسلامی زنان ورزشکار ایران در بیش از ۴۰ رشته ورزشی فعالیت و حضور دارند. علاوه بر این بیش از ده‌ها هزار مربی و داور زن در کشور فعالیت دارند.
- لیلا اسفندیاری
- پروانه کاظمی
- الهام‌السادات اصغری

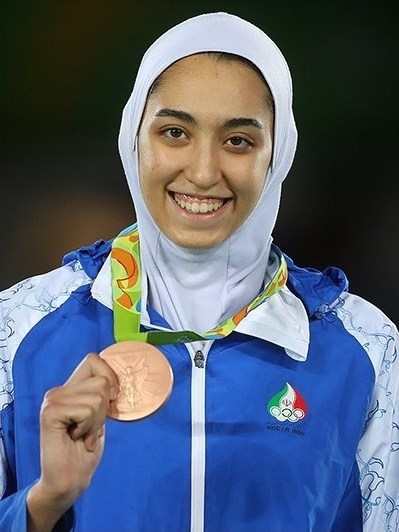
کیمیا علیزاده
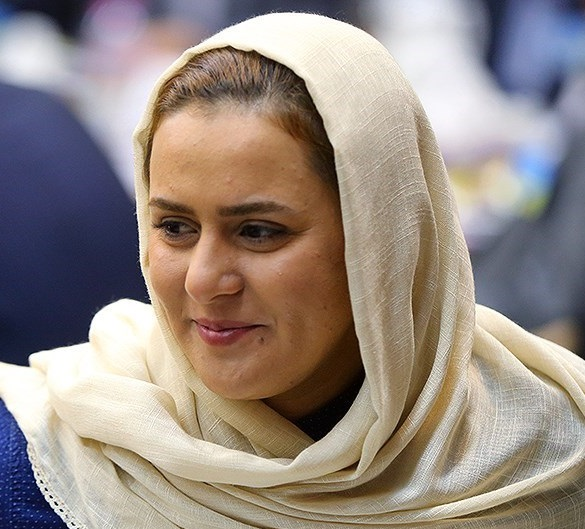
زهرا نعمتی
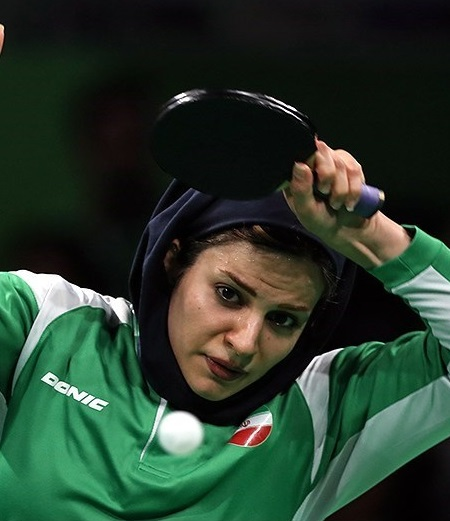
ندا شهسواری
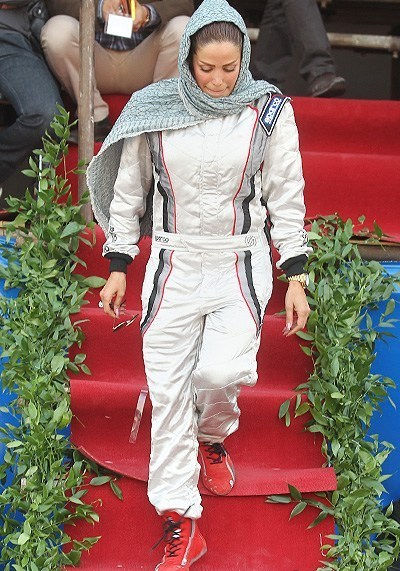
لاله صدیق
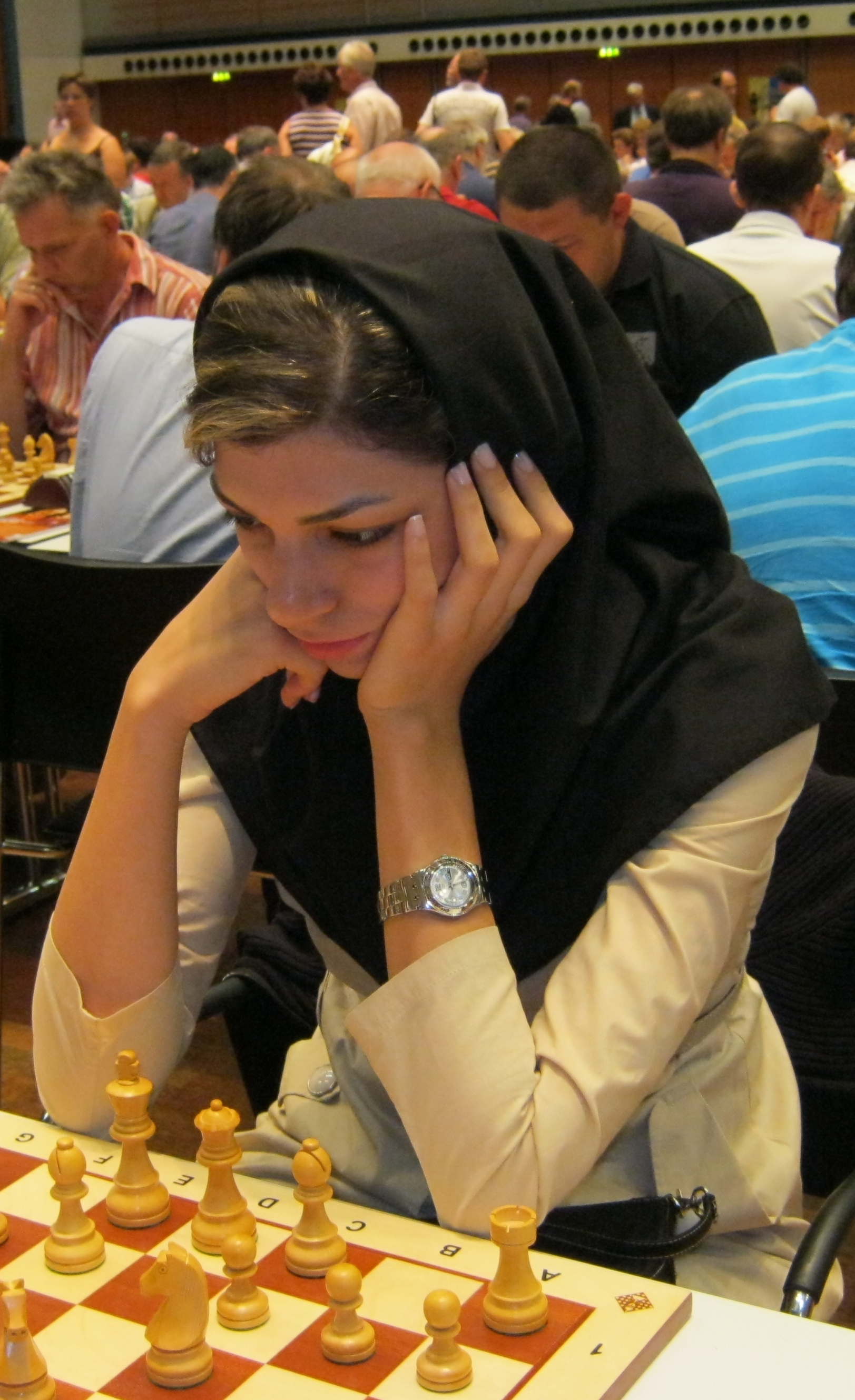
آتوسا پورکاشیان
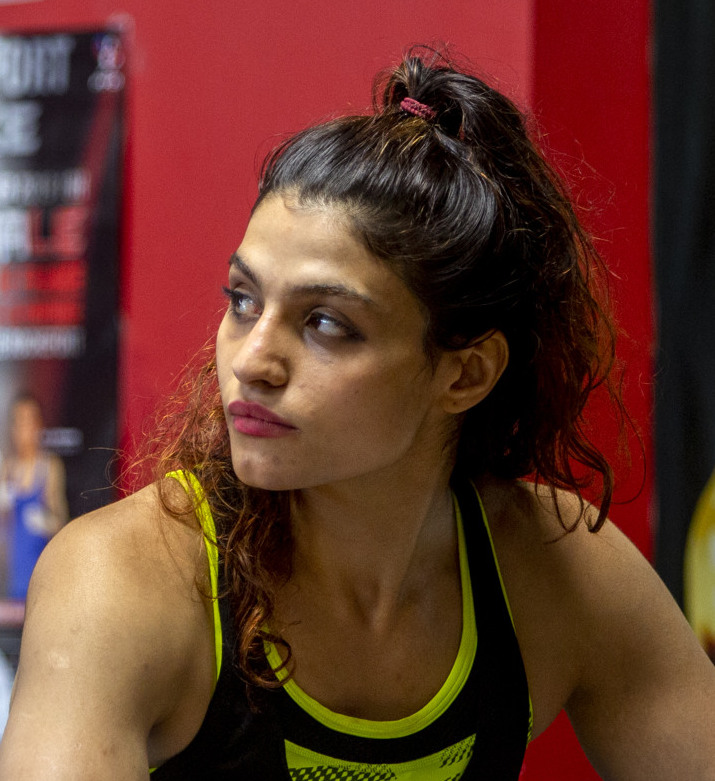
صدف خادم
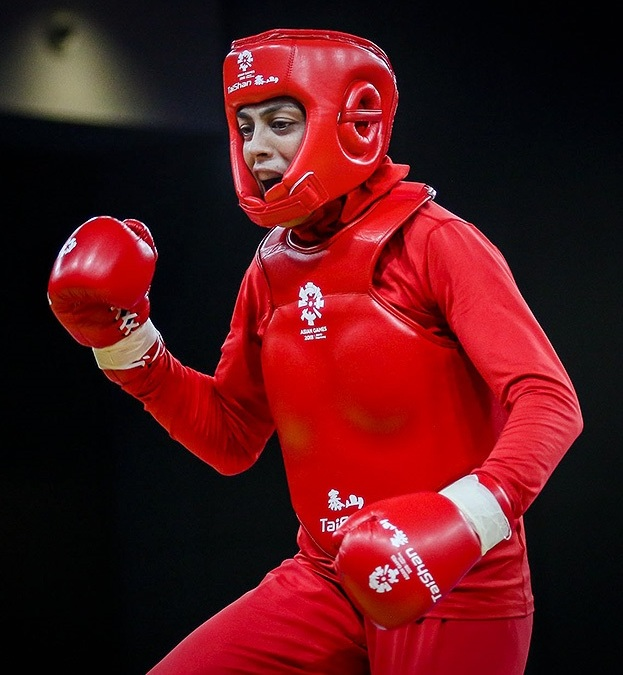
شهربانو منصوریان

### هنر

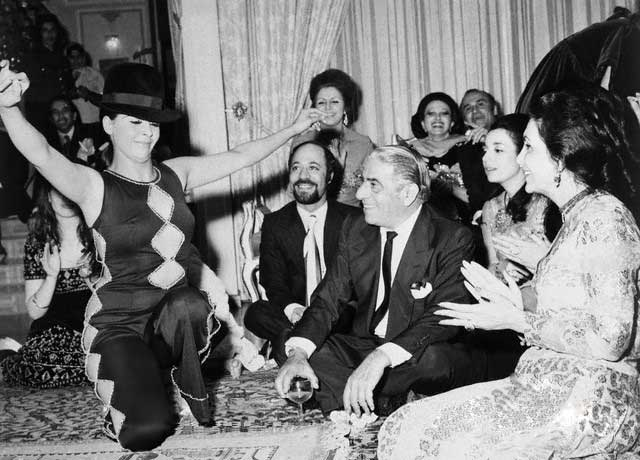

- شمس الضحی نشاط اصفهانی، او دختر حاج میرزا صفی علیشاه مردی عارف و سرسلسله درویشان شاه نعمت الهی بود. آثار نقاشی و تابلوهای او سبب شد که گواهینامه و مدال طلای فنی دانشگاه هاروارد را دریافت کند و در آمریکا و بلژیک نیز صاحب مدال شود.
- لرتا، نخستین هنرمند تئاتر در زرگنده تهران متولد شد. او نخستین ایرانی بود که به گونه حرفه ای بازیگری را آغاز کرد.
- ملوک ضرابی، ملوک ضرابی مسن‌ترین خواننده ایران و نخستین آهنگ ساز معاصر است. او در کاشان متولد شد و در سال ۱۳۰۲ فعالیت هنری‌اش را آغاز کرد. او در طول دوران خوانندگی بیش از ۳۰۰ صفحه پر کرد.
- مکرمه قنبری
- پروین تیموری، نخستین زن انیماتور در سال ۱۳۴۱ از دانشکده هنرهای زیبا فارع التحصیل شد. فیلم زندگی که در سال ۱۳۴۶ در فستیوال کودکان به نمایش درآمد، اولین فیلم انیمیشن ایرانی است که براساس اصول علمی ساخته شد و در سطح جهان به نمایش درآمد.
- منصوره حسینی
- فاخره صبا، اولین باغچه بان، و منیره وکیلی نخستین کسانی هستند که در ایران کلاس آواز به معنای آکادمیک و جهانی آن دایر کردند، اولین در آن زمان تنها ۲۱ سال داشت.
- لیلا تقی پور، نخستین زن گرافیست ایران در مشهد متولد شد، در سال ۱۳۲۵ دانشکده هنرهای زیبا را به پایان برد. او تصویرگری کتاب‌های سال اول، دوم، سوم، چهارم و ششم را پیش از انقلاب بر عهده داشت.[۸۹]
- نادره انور، نادره انور نخستین زنی است که به‌طور حرفه ای با بهره‌گیری از تحصیلات آکادمیک به عکاسی پرداخت، او در تهران متولد شد. او پس از فارغ‌التحصیلی از هنرستان برای ادامه تحصیل به بریتانیا واز آنجا به برای تحصیل در آکادمی عکس کلن به آلمان رفت.[۹۰]
- کلارا آبکار نخستین زن مینیاتوریست ایرانی در خانواده‌ای از ارمنی‌های اصفهان متولد شد. او در هنرستان عالی هنرهای زیبا تحصیل کرد و در تابلوهای مینیاتورش مناظر اسب سواری، طبیعت بی جان، گلها، آرامگاه خیام، عطار، شیخ احمد و همچنین برج‌های فیروز آبادی و علی‌آباد کاشان که تحت نظر سازمان ملی هنر و موزه‌ها است، جایگاه ویژه ای دارد.

لرتا
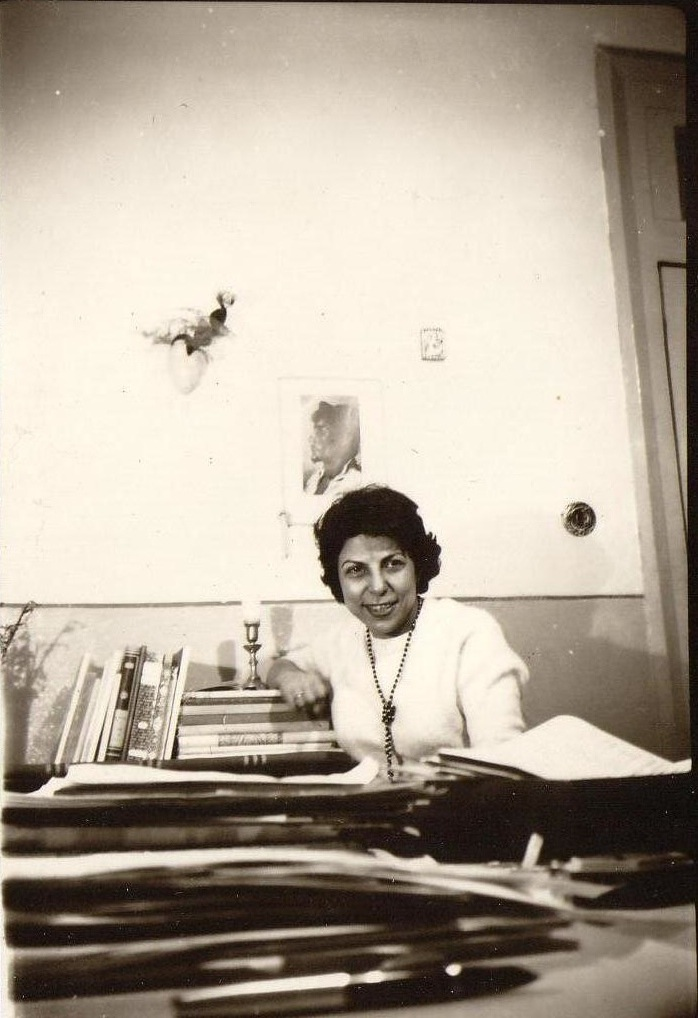
توسی حائری
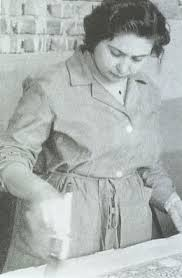
کلارا آبکار
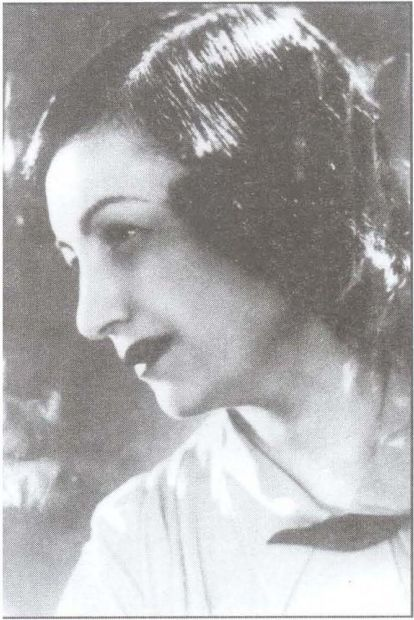
ساتنیک آقابابیان
سیما کوبان

## سیاست
| نهاد                          | کرسی‌ها       |
| ----------------------------- | ------------ |
| هیئت دولت جمهوری اسلامی ایران | ۲ / ۳۱(6%)   |
| مجلس شورای اسلامی             | ۱۷ / ۲۹۰(6%) |
| مجلس خبرگان رهبری             | ۰ / ۸۸(0%)   |
| شورای نگهبان                  | ۰ / ۱۲(0%)   |
| مجمع تشخیص مصلحت نظام         | ۰ / ۳۹(0%)   |
| شوراهای اسلامی شهر و روستا    |              |
| شورای اسلامی شهر تهران        | ۶ / ۲۱(29%)  |
| شورای اسلامی شهر مشهد         | ۲ / ۱۵(13%)  |
| شورای اسلامی شهر اصفهان       | ۲ / ۱۳(15%)  |
| شورای اسلامی شهر شیراز        | ۲ / ۱۳(15%)  |
| شورای اسلامی شهر تبریز        | ۱ / ۱۳(8%)   |

از نظر اهمیت نقش سیاسی زنان در ایران، می‌توان به دو شیوه از حضور زنان اشاره کرد:
1. حضور مستقیم در سیاست
2. شرکت در شبکه ازدواج و پیامد آن (نفوذ سیاسی)

از زنان مشهور تاریخ سیاسی ایران می‌توان به آرتمیس ژنرال هخامنشی و اولین دریاسالار زن جهان، آرتادخت خزانه دار پادشاهی اشکانی، پوران‌دخت ساسانی اولین پادشاه زن ساسانی و آزرمی‌دخت ساسانی دومین پادشاه زن ساسانط اشاره کرد. از دگر زنان مشهور تاریخ سیاسی ایران پوران‌خاتون، مادر حسن میمندی مشهور به حسنک وزیر است. او دارای ۲ فرزند پسر بود که یکی وزیر محمود و مسعود غزنوی و دیگری هم در دستگاه دیوانی بود. او مشاور فرزند بزرگش، حسنک وزیر بود. او از زنان بزرگ و از مادران مشهور تاریخ است. همچنین سیده ملک‌خاتون، همسر فخرالدوله دیلمی و مادر مجدالدوله دیلمی، را می‌توان نام برد. او اولین زنی بود که در ابن پس از اسلام به پادشاهی رسید. او مدت ده سال هم نیابت سلطنت مجدالدوله را داشت و مورد احترام مردم بود. او از مردان بزرگی همچون ابوعلی سینا جانب‌داری می‌کرد. همچنین ترکان خاتون، همسر ملکشاه سلجوقی، از زنان توانای تاریخ ایران محسوب می‌شود که در مسائل سیاسی مشاور همسرش بود. در حکومت ملک‌شاه سلجوقی، در خدمت همسرش بود. او مخالف سر سخت خواجه نظام‌الملک، وزیر ملک‌شاه بود و بسیار آبادی‌ها ساخته است.
ملکه خیرالنساء، مادر شاه عباس کبیر و همسر سلطان محمّد، نیز از زنان نامدار ایران بود که فرمان‌دهی قشونی پیشتر از ۱۰۰ هزار نفر سواره و پیاده از قزوین تا شیروان را بر عهده داشت و عثمانیان را از خاک ایران بیرون کرد.
پری‌خان خانم، دختر شاه طهماسب صفوی، نیز از زنان سیاستمدار بود. او با نفوذ در امرای قزلباش، شاه اسماعیل دوم را به جانشینی شاه طهماسب صفوی انتخاب کرد و سپس سلطان محمّد خدابنده را به قدرت رساند و خودش به دست همین سلطان کشته شد. گوهرشاد خاتون، همسر شاهرخ تیموری، فرزند امیر تیمور گورکانی، نیز از زنان مشهور بود. آثار او در زمینه تاریخی مشهور است. او در حکومت نیز مشاور و یاور شاهرخ تیموری بود.
پس از اسلام، نخستین بانوی ایرانی که در نهضت اجتماعی قیام کرد، نامش آزاد بود. این زن همسر شهریار پسر بازان، نایب‌السلطنه ایران در یمن، بود که در پی جریانات آزاد، فرمان‌دهی سپاهیان را در یمن بر عهده گرفت.
مشارکت سیاسی از جمله اموری است که از سوی محافل روشن‌فکری بسیار مورد توجه قرار گرفته و از آن به عنوان یکی از مهم‌ترین شاخص‌های توسعه یاد می‌شود، به گونه‌ای که عدم مشارکت سیاسی به‌خصوص مشارکت سیاسی زنان، به عنوان یکی از نشانه‌های عقب‌ماندگی کشورها عنوان می‌شود. ایران با ۶٫۵ درصد در گروه کشورهایی با کمترین میزان مشارکت زنان در مناصب کلیدی قرار دارند.
زنان عملاً از ورود به بسیاری از حوزه‌های سیاسی و قضایی محروم مانده‌اند. ساختار قدرت در مقابل ورود زنان به سطوح مختلف سیاست ورزی از خود مقاومت نشان می‌دهد. در نتیجه این محذورات، امروز زنان تنها ۵٫۹ درصد از کرسی‌های مجلس را در اختیار دارند.
بر اساس گزارش مشترک اتحادیه بین پارلمانی و کمیته زنان سازمان ملل در سال ۲۰۱۷، ایران (با احتساب شمار ۱۷ نماینده در مجلس) از نظر تصدی زنان در پارلمان در میان ۱۹۳ کشور دنیا، در رتبه صد و هفتاد و هفتم قرار دارد. در این گزارش، از نظر حضور زنان در دستگاه اجرایی هم رتبه صد و سی نهم به کشورمان تعلق گرفته است.
تاکنون، چندین زن دارای پست‌های عالی در دولت یا مجلس بوده‌اند. قبل و بعد از انقلاب ۱۹۷۹، چند زن به عنوان وزیر یا سفیر منصوب شدند. فرخرو پارسا اولین زنی بود که در سال ۱۹۶۸ به عنوان وزیر آموزش و پرورش و مهناز افخمی به عنوان معاونت امور زنان در سال ۱۹۷۶ منصوب شد.
برخی مانند طاهره صفارزاده، معصومه ابتکار، اعظم طالقانی، فاطمه حقیقت جو، الهه کولایی، فاطمه جوادی، مرضیه دباغ و زهرا رهنورد پس از انقلاب در سیاست ایران نقش داشتند. سایر زنان ایرانی مانند گلی عامری و فرح کریمی در کشورهای غربی سمت دارند.
در حال حاضر ۱۷ زن در مجموع ۲۹۰ نماینده مجلس زن هستند.
در حال حاضر چندین سازمان سیاسی کاملاً مربوط به زنان در ایران فعال هستند، از جمله:
| سازمان                     | دبیرکل           | عضو                                 |
| -------------------------- | ---------------- | ----------------------------------- |
| جامعه زینب                 | اعظم حاجی‌عباسی   | جناح اصولگرایان جمهوری اسلامی ایران |
| اتحادیه زنان جمهوری اسلامی | صدیقه حجازی      | جناح اصولگرایان جمهوری اسلامی ایران |
| مجمع اسلامی بانوان         | فاطمه کروبی      | جناح اصلاح‌طلبان جمهوری اسلامی ایران |
| جمعیت زنان جمهوری اسلامی   | زهرا مصطفوی      | جناح اصلاح‌طلبان جمهوری اسلامی ایران |
| اتحادیه زنان روزنامه‌نگار   | ژاله فرامرزیان   | جناح اصلاح‌طلبان جمهوری اسلامی ایران |
| انجمن زنان اصلاح‌طلب        | زهرا شجاعی       | جناح اصلاح‌طلبان جمهوری اسلامی ایران |
| جامعه زنان مسلمان مترقی    | فاطمه راکعی      | جناح اصلاح‌طلبان جمهوری اسلامی ایران |
| جامعه زنان انقلاب اسلامی   | اعظم طالقانی     | جناح اصلاح‌طلبان جمهوری اسلامی ایران |
| انجمن حمایت از حقوق زنان   | شهیندخت مولاوردی | جناح اصلاح‌طلبان جمهوری اسلامی ایران |

### انقلاب ۱۳۵۷
برخی از سخنان رژیم جدید با وعده‌هایی از محوریت موقعیت زنان در جامعه ایران بود. فراتر از شعارها، هزاران زن نیز به شدت در خود انقلاب بسیج شدند، و در گروه‌های مختلف زنان به‌طور فعال در کنار همتایان مرد خود شرکت کردند.

### جنگ
هجده ماه پس از انقلاب اسلامی ایران، صدها هزار زن ایرانی در جنگ ایران و عراق با ظرفیت‌های مختلف شرکت کردند.جنگ ایران و عراق دورانی بود که در آن زنان ایرانی نقش‌هایی جدایی‌ناپذیر از حفظ جامعه ایران را برعهده گرفتند.و مشارکت زنان در آن عامل اصلی بازتاب (بازاندیشی) زنان در نقش سیاسی-اجتماعی خود در ایران پس از انقلاب بوده استمیلیون‌ها زن ایرانی در جنگ شرکت کردند: جنگ در کنار مردان، جمع‌آوری اطلاعات، کار به عنوان پزشک، راننده کامیون، روزنامه‌نگار و اهدای خون. بسیاری نیز برای تأمین هزینه جنگ به طلا و پول کمک کردند.آنها نه تنها اسلحه حمل می‌کردند، به مأموریت‌های نظارتی می‌رفتند، از مجروحان مراقبت می‌کردند، از انبارهای مهمات محافظت می‌کردند،مهاجرت از مناطق جنگی و آشنایی با محیط‌های اجتماعی دیگر. و درگیر شدن در مسائل اقتصادی ناشی از جنگ و تحریم‌های اقتصادی بین‌المللی. جنگ بر زنان ایرانی تأثیرات مثبت و منفی داشت و آنها را مستقیم یا غیرمستقیم با نظام سیاسی و اجتماعی درگیر کرد.

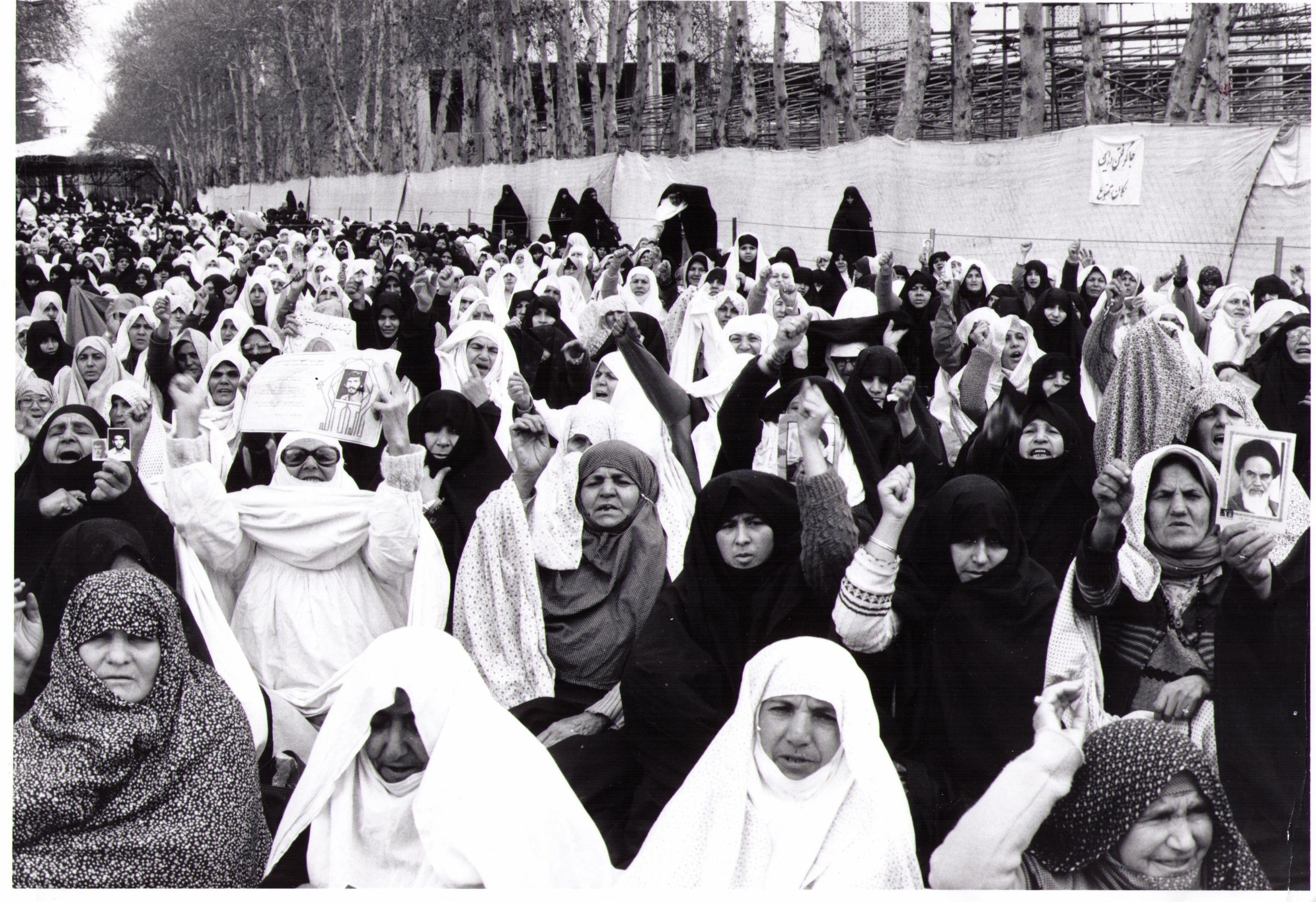
زنان ایرانی در نماز جمعه بزرگ. تهران ۱۳۶۴
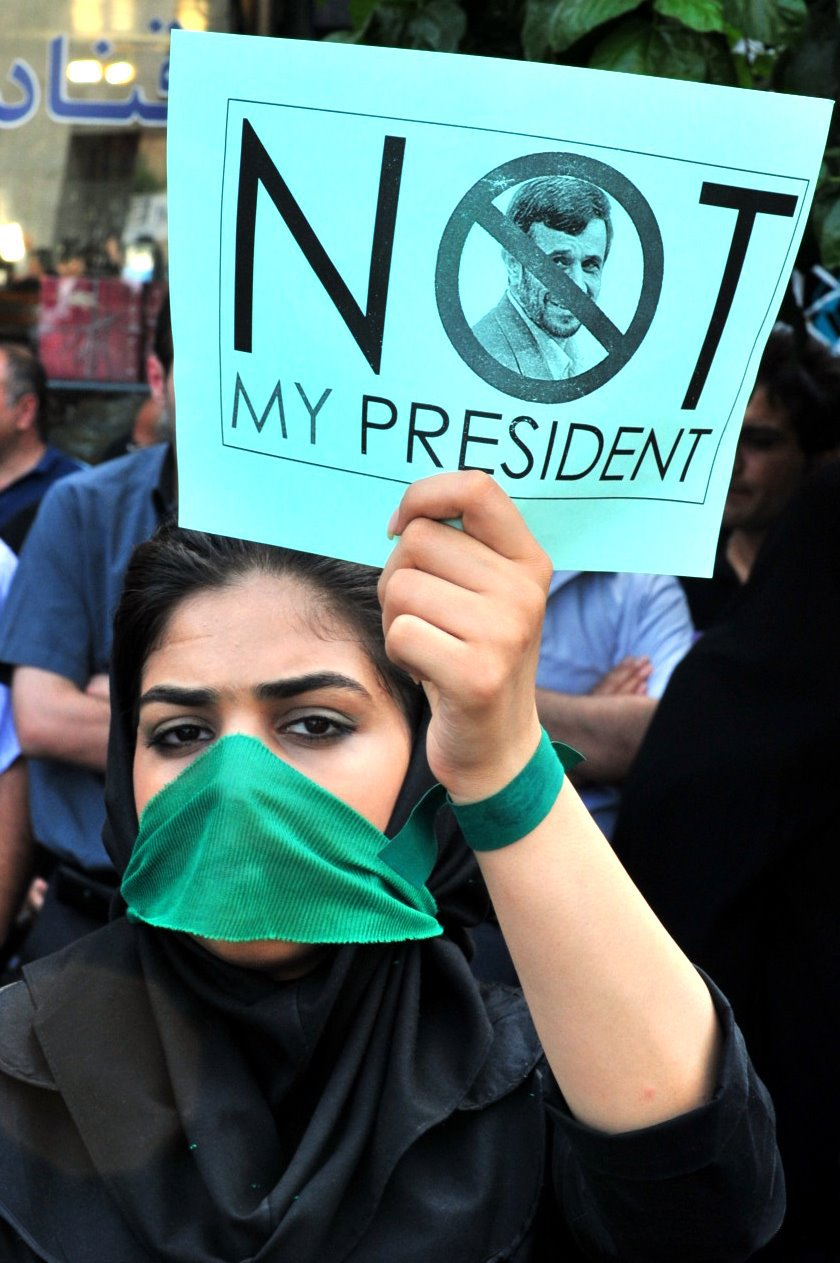
ندا آقاسلطان

### نیروهای مسلح
- مرضیه ارفعی
- محترم اسکندری
- زینب امین، زینب امین شاعر بود، اما سخنرانی او با چادر و روبنده در مقابل مجلس شورای اسلامی دراعتراض به اولتیماتوم روسیه در سال ۱۲۸۹، اولین باری بود که صدای آزادیخواهی زنان ایرانی در یک تظاهرات علنی را به گوش همگان می‌رساند.[۱۱۵]
- آدینه بنی مهد رانکوهی، در لنگرود متولد شد، او در سال ۱۳۴۲ در رشته حقوق قضایی دانشگاه تهران پذیرفته شد و چهار سال بعد از آن فارغ‌التحصیل شد. او جزو اولین دسته پنج نفری زنان قاضی ایران است. پیش از آن زنان اجازه قضاوت در دادگستری را نداشتند.
- بانو امین
- فرخ رو پارسا
- بی‌بی مریم بختیاری
- فخرآفاق پارسا
- منیره گرجی فرد

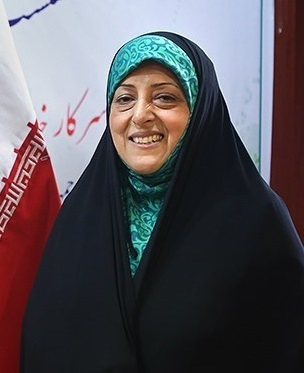
معصومه ابتکار
ظفردخت اردلان
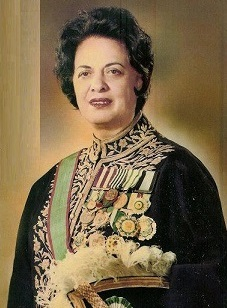
فرخ رو پارسا
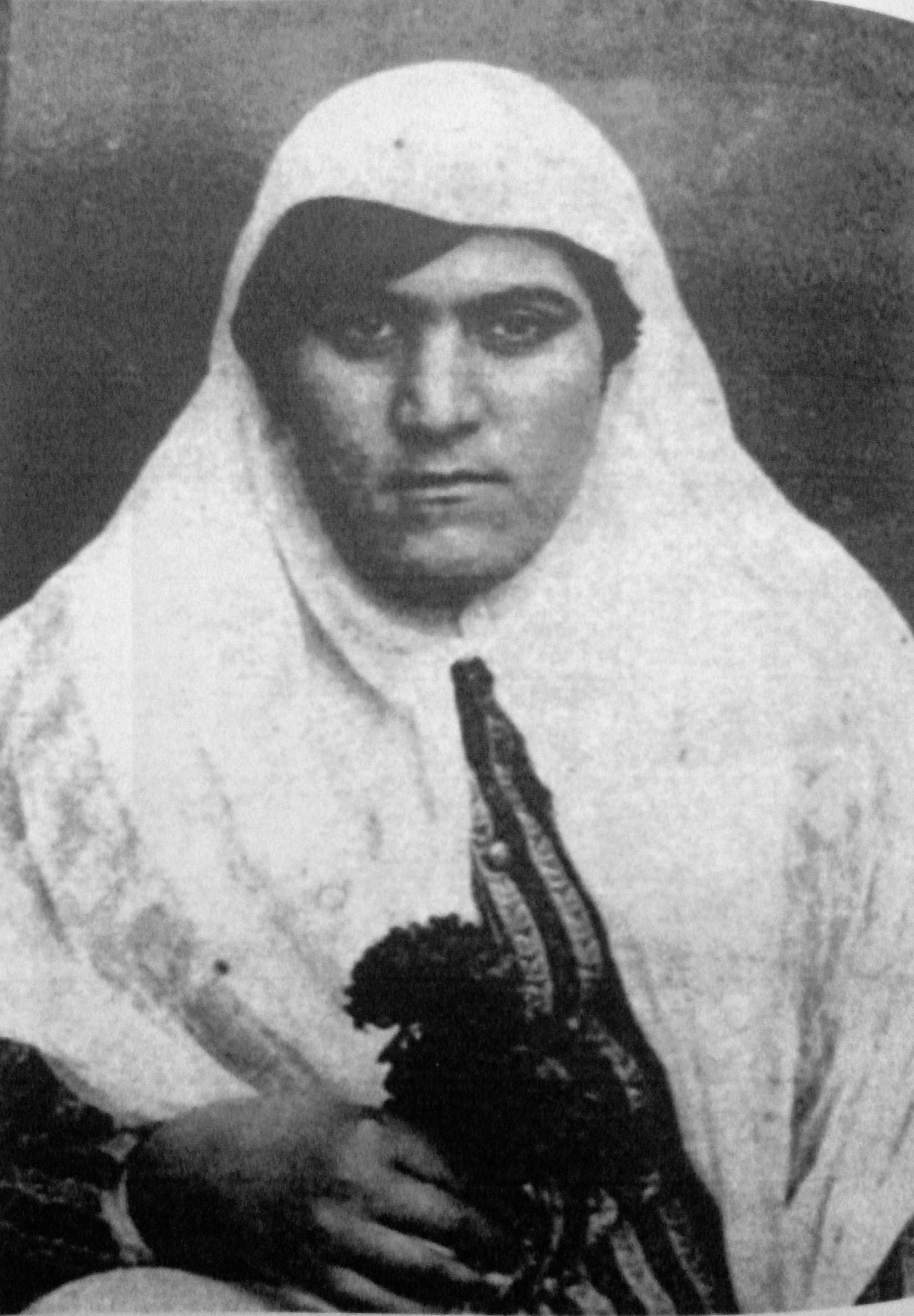
زینب پاشا
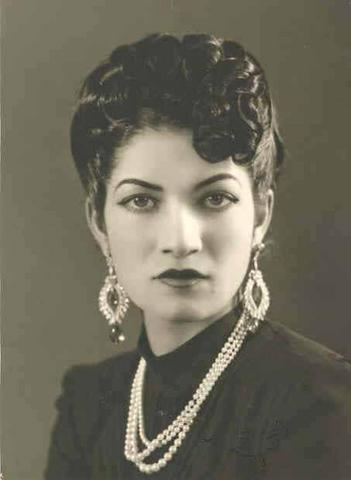
اشرف پهلوی
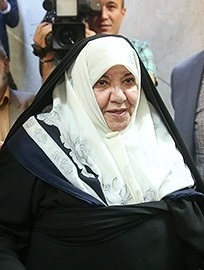
اعظم طالقانی
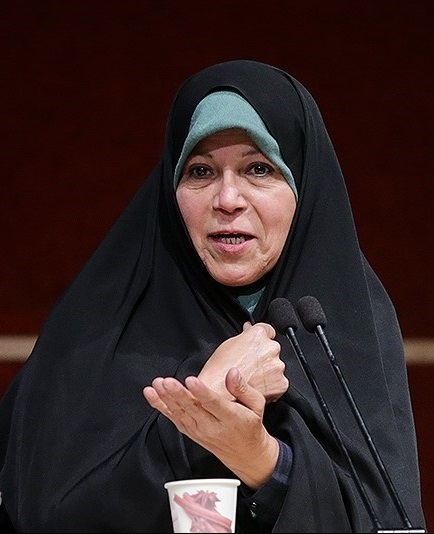
فائزه هاشمی رفسنجانی
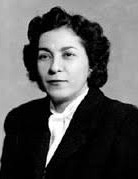
مهرانگیز منوچهریان
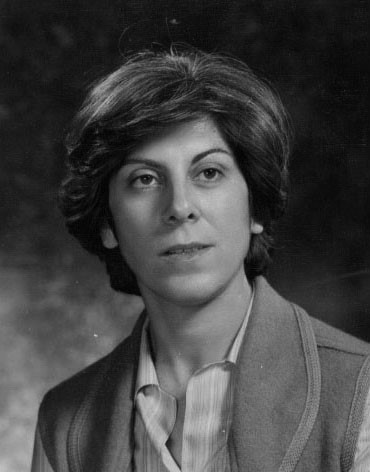
پروانه اسکندری

## حقوق

نشسته از چپ به راست: فخرآفاق پارسا، ملوک اسکندری، کبری چنانی، مستوره افشار، نصرت مشیری، صفیه اسکندری، عصمت‌الملوک شریفی - ایستاده: مهرانگیز اسکندری، بانو چنانی، هایده افشار، عباسه پایور، قدیسه مشیری اعضای جمعیت نسوان وطنخواه

### فمینیسم
از زمان انقلاب ۱۳۵۷، فمینیسم در دید نظام حاکم بر ایران برابر با «بی‌عفتی» در نظر گرفته می‌شود. اما سیاست‌های جمهوری اسلامی منجر به آگاهی جنسیتی در میان مردم ایران شده است. حقوق زنان در ایران با انطباق این کشور با ارزش‌های مدرن در اواخر قرن نوزده و اوایل قرن بیست دستخوش تغییراتی شد و رو به بهبود نهاد. در طول قرن بیستم، جنبش‌های سکولار، لیبرال، ناسیونالیست و چپ‌گرا معمولاً حقوق زنان را به عنوان بخشی از دغدغه‌های خود مطرح می‌کردند، اما واکنشی که بنیادگران از خود نشان دادند تا به امروز مانع اصلی بر سر بهبود حقوق زنان در ایران است.

### جنبش زنان ایران
جنبش زنان در ایران به جنبش اجتماعی زنان ایرانی در دوره‌های مختلف، برای به دست آوردن حقوق زنان و تلاش آنان برای از بین بردن موقعیت فرودست زنان گفته می‌شود. نمونه این پدیده در سال‌های ۱۲۸۹ تا ۱۳۱۱ دیده می‌شود.
جنبش‌های اجتماعی توسط گروهی ناراضی از وضع موجود شکل می‌گیرد که نظم اجتماعی موجود را به چالش می‌کشند و قصد تغییر یا اصلاح آن را دارند. فعالیت آنان مداوم و پیوسته است (برخلاف شورش و کودتا) و در ابتدای کار با مخالفت عمومی روبرو می‌شوند، این مخالفت ممکن از سوی دولتِ حاکم باشد یا از سوی نهادهای مخالف دیگر. فعالیت‌های جنبش از مقداری سازماندهی و شبه ساختار برخوردار است و همه گروه‌های فعال درک مشترکی از هدف‌ها و ایده‌آل‌های جنبش دارند. علاوه بر مخالفت‌های سنت‌گرایان، دولت‌مردان ایرانی در تمام دوره‌های تاریخی نیز همانند بسیاری از کشورهای جهان سوم همواره این جنبش‌ها را صرف نظر از انگیزه آنها، خطری علیه حکومت و قدرت خویش تلقی می‌کردند.

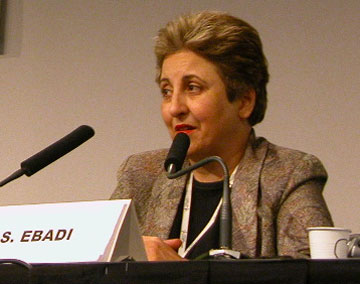
شیرین عبادی، فعال حقوق زن ایرانی

جنبش حقوق زنان در ایران به ویژه در محدوده تاریخ سیاسی کشور پیچیده است. زنان به‌طور مداوم مرزهای جامعه را تحت فشار قرار داده و به‌طور مداوم از حقوق سیاسی و اقتصادی بیشتری برخوردار می‌شوند. زنان به‌طور فعال در هر سطح از انقلاب شرکت کردند. طی چند ماه پس از تشکیل جمهوری اسلامی توسط روح‌الله خمینی بسیاری از حقوق مهم زنان لغو شد اما در اواسط دهه ۱۹۸۰ با قوانین محافظت کننده تر جایگزین شد.
در سال ۲۰۰۳، شیرین عبادی، اولین قاضی زن ایران در دوران پهلوی، به دلیل تلاش‌هایش در ارتقا حقوق بشر، جایزه نوبل صلح را از آن خود کرد.
طی چند دهه گذشته، زنان ایرانی در جنبش علمی، جنبش هنری، موج جدید ادبی و موج جدید سینمای ایران حضور چشمگیری داشته‌اند. براساس وزارت تحقیقات ایران، در سال تحصیلی ۱۹۹۸–۹۹ حدود ۶ درصد از استادان کامل، ۸ درصد استادان دانشیار و ۱۴ درصد استادیارها زن بودند. با این حال، زنان ۵۶ درصد از کل دانشجویان علوم طبیعی یعنی از جمله یک نفر از هر ۵ دانشجوی دکترا را شامل می‌شوند. در کل ۴۹٫۸ درصد دانشجویان دانشگاه در ایران زن هستند.
با انتخاب محمود احمدی‌نژاد به عنوان رئیس‌جمهور در سال ۲۰۰۵، رسانه‌های غربی بیان کردند که حقوق زنان در دوران او کاهش یافته است. پس از انتخاب مجدد احمدی‌نژاد در سال ۲۰۰۹، اولین وزیر زن منصوب شد.

### حق رای
حق رای زنان در ایران در ۱۲ اسفند ۱۳۴۱ به رسمیت شناخته شد. در تاریخ ۱۹ دی‌ماه ۱۳۴۱، با اعلام انقلاب سفید توسط محمدرضا شاه که در شش اصل خلاصه می‌شد اعطای حق رأی به زنان نیز داده شد و علی‌رعم همهٔ مخالفت‌های مراجع تقلید و روحانیان حق رأی زنان پذیرفته شد. فرخ‌رو پارسا اولین زنی بود که به نمایندگی از مردم تهران، در دوره بیست و یکم انتخابات مجلس شورای ملی وارد مجلس شد. بعد از تصویب لایحه انتخابات انجمن‌های ایالتی و ولایتی توسط روزنامه‌های تهران خبر در سال ۱۳۴۱، روحانیون این لایحه را تحت نفوذ اندیشه‌های ضداسلامی و غیراسلامی دانستند. حق رأی زنان در کمتر از بیست سال بعد، در اولین رأی‌گیری ای که در حکومت جمهوری اسلامی ایران برقرار شد، نه تنها غیراسلامی دانسته نشد بلکه جزو حقوق مسلم زنان بود که می‌بایست در حکومتی اسلامی از آن برخوردار باشند.
یکی از جدی‌ترین تحولات در زمینهٔ حق رأی زنان، در سال ۱۳۳۱ خورشیدی و در زمان دولت مصدق رخ داد که در تلاش بود تا قانون جدیدی را برای انتخاب مطرح کند. در این بین تعدادی از موافقان و مخالفان با هم روبرو شدند و نظرات خود را بیان کردند. در نتیجه اصلاح قانون انتخابات با مخالفت برخی قشرهای سنتی و روحانیون منتفی شد.

### خشونت
- قتل رومینا اشرفی
- ریحانه جباری
- دلارا دارابی

### حضور زنان در ورزشگاه
حضور زنان در ورزشگاه‌های ایران در سال‌های پیش از انقلاب ۱۳۵۷ آزاد بود و زنان ایرانی می‌توانستند بازی‌های ملی و باشگاهی زنان و مردان را آزادانه تماشا کنند؛ اما در سالهای بعد از انقلاب ۵۷ و در راستای سیاست‌های حکومت جمهوری اسلامی مبنی بر جداسازی زن و مرد و دیدگاه‌های مراجع تقلید شیعه در این باره محدود شد و تماشای مسابقات مردان در سالن یا ورزشگاه ممنوع شد. ممنوعیت تماشای بازی مردان در ورزشگاه‌ها برای زنان نوعی تبعیض جنسی شمرده می‌شود. با این حال تا کنون گزارش‌هایی مبنی بر حضور غیرمجاز دختران با لباس پسرانه در ورزشگاه‌ها منتشر شده است.
جریان اعتراض به ممنوع بودن حضور زنان و دختران با اعتراضات، خودسوزی و خودکشی همراه بوده است و جمهوری اسلامی با مقاومت چندساله بالاخره مجبور به پذیرفتن حضور زنان در ورزشگاه برای تماشای مسابقات مردان شد. یکی از افرادی که با خودسوزی اعتراض خود را به حکم دادگاه مبنی بر مجازات وی به جرم حضور در ورزشگاه پرداخت دختری به نام سحر خدایاری معروف به دختر آبی بود که نتوانست برای تماشای تیم استقلال به ورزشگاه راه پیدا کند. این حرکت اعتراضی با واکنش هنرمندان و سیاستمداران خارجی و ایرانی همراه بود.
در سال‌های اخیر فعالان حقوق زنان خواستار آزاد شدن حضور زنان برای تماشای مسابقات ورزشی مردان شده‌اند. از آن جمله می‌توان به تلاش برای ورود به بازی فوتبال ایران آلمان در سال ۱۳۸۳ و همچنین کمپین «دفاع از حق ورود زنان به ورزشگاه‌ها» با شعار «حق زن، نیمی از آزادی» (کمپین چهارشنبه سفید و روسری سفیدها) اشاره کرد. سرانجام با فرصت تعیین شده رئیس فیفاجانی اینفانتینو برای آزاد کردن ورود زنان به استادیوم حکومت ایران مجبور به عقب‌نشینی شد و اعلام کرد از اکتبر ۲۰۱۹ قانون ممنوعیت ورود زنان به استادیوم را لغو خواهد کرد ولی در عمل چنین چیزی جه یک حضور محدود رخ نداد. پیش از این دولت عربستان نیز از ژانویه ۲۰۱۸ ورود بانوان به استادیوم را آزاد کرده بود.

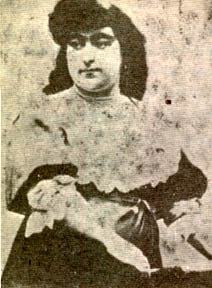
تاج‌السلطنه، دختر ناصرالدین شاه قاجار از مدافعان انقلاب مشروطه و عضو انجمن حریت نسوان
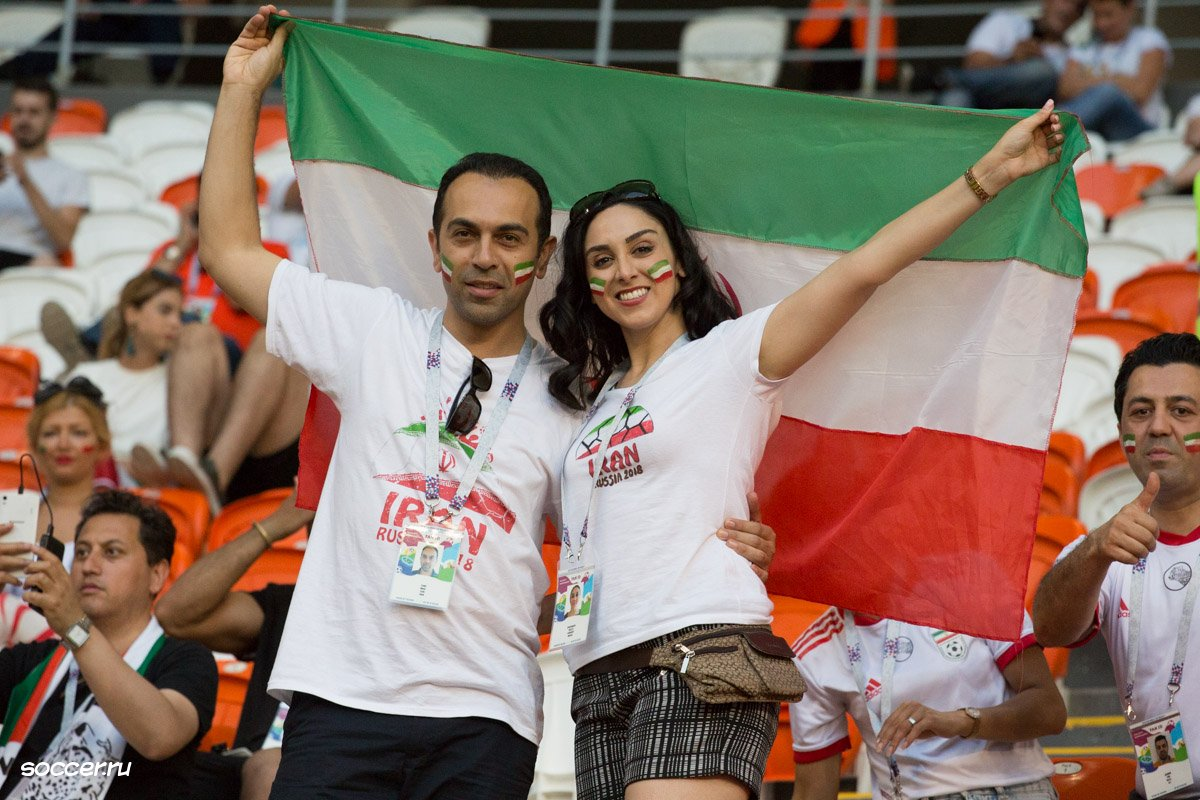
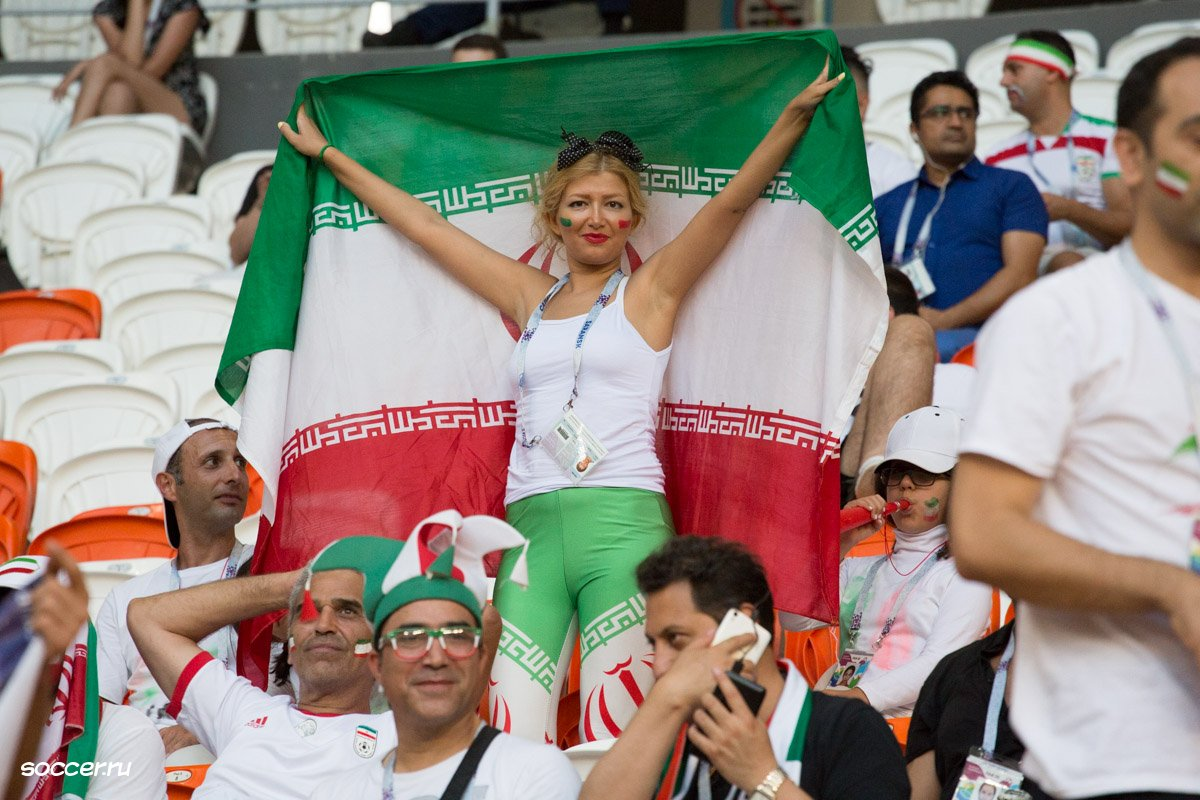

## دانش و فناوری

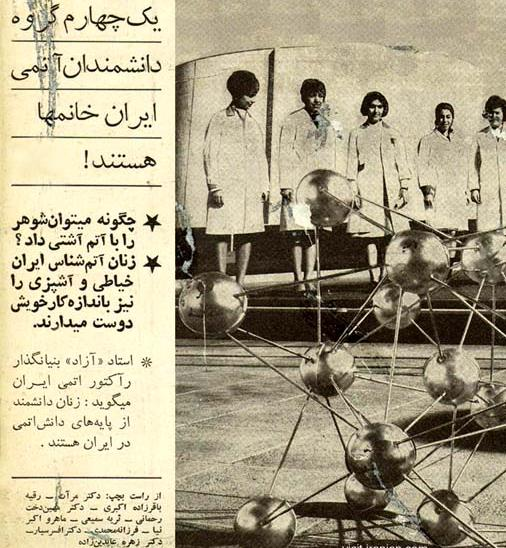
دکترای زن ایرانی در مقابل راکتور دانشگاه تهران، ۱۹۶۸. متن: "یک چهارم دانشمندان انرژی هسته ای ایران زن هستند"

- مریم میرزاخانی ریاضی‌دان ایرانی و استاد دانشگاه استنفورد، در سال ۲۰۱۴ به دلیل کنشگری در زمینه «دینامیک و هندسه سطوح ریمانی و فضاهای پیمانه‌ای آن‌ها» برنده مدال فیلدز شد که بالاترین جایزه در ریاضیات است. وی تنها زن[۱۳۸] و اولین ایرانی برندهٔ مدال فیلدز است.[۱۳۹]
- مونا جراحی
- افسانه صفوی
- پریرخ دادستان
- طاهره کاغذچی
- شهربانو عریان
- تاج الملوک مشکات حضرتی، نخستین پزشک جراح زنان از اعضای نخستین گروه دختران بود که وارد دانشکده پزشکی شد. او با کمک پسرعموی پدرش توانست اجازه تحصیل در دانشکده پزشکی را از رضا شاه بگیرد و در سال ۱۳۱۷ در دانشگاه تهران به تحصیل پزشکی پرداخت. او همزمان با کار در دو رشته جراحی زنان و عمومی تخصص گرفت.
- گوهر خانم، گوهر قاجار نوه فتحعلیشاه بود، از او به عنوان ستاره‌شناس نام برده شده است، همچنین کتاب شعری از او در سال ۱۲۷۷ چاپ شده، او خطاط هم بود.
- دکتر کحال، نخستین چشم‌پزشک زن، دختر یعقوب جدیدالاسلام همدانی بود. او مدیر نشریه هفتگی دانش بود که در سال ۱۲۸۶ منتشر می‌شد اما پیش از یک سالگی این هفته نامه تعطیل شد. دانش نخستین نشریه فارسی‌زبان بود که به موضوع زنان اختصاص داشت.
- مرجان جهانگیری، خانم جهانگیری که در سال ۱۹۸۸ در بریتانیا فارغ‌التحصیل شد، تحصیلاتش را در حوزه قلب ادامه داد و به عنوان نخستین جراح زن قلب در اروپا شناخته می‌شود.
- سکینه پری، سکینه پری نخستین جراح زن ایرانی در شوروی متولد شد، مادرش از ارمنی‌های ایران و پدرش نصرالله همدانی نام داشت. او تحصیلاتش را در شوروی تمام کرد و در سال ۱۳۱۲ در رشته جراحی و سرطان‌شناسی تخصص گرفت. او یک سال بعد به ایران بازگشت و اجازه طبابت گرفت و فعالیتش را در ایران در سن ۳۲ سالگی آغاز کرد.
- ملکه ملک‌زاده بیانی، نخستین زن باستان‌شناس در تهران متولد شد. او در سال ۱۳۱۳ برای ادامه تحصیل به فرانسه رفت و جزو اولین دخترانی بود که برای تحصیل به خارج فرستاده شد. او پس از تحصیل در ۱۳۱۷ در موزه ایران باستان آغاز به کار و بخش سکه‌ها، مهرها و الواح را تأسیس کرد و تا ۳۰ سال در سمت ریاست این بخش فعالیت کرد.
- ویکتوریا اوهانجانیان

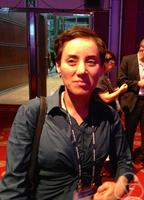
مریم میرزاخانی
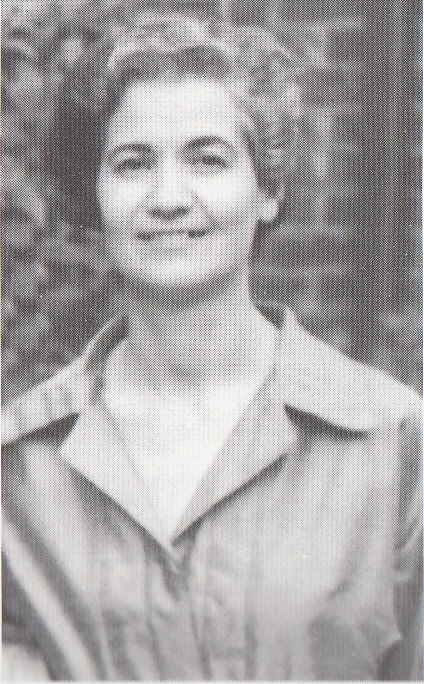
آلنوش طریان
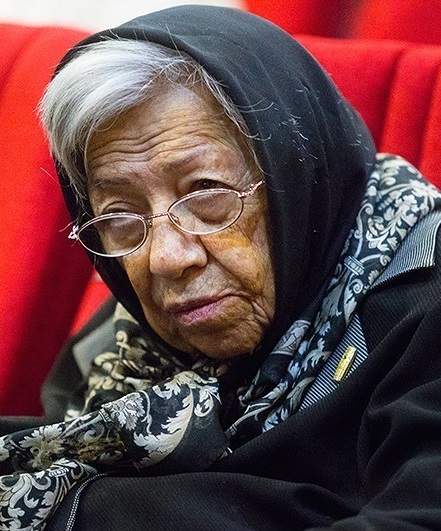
بدرالزمان قریب

## آموزش

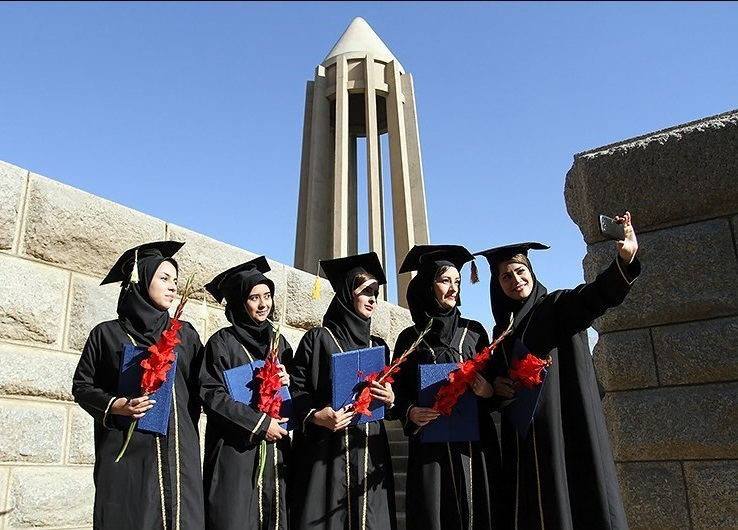
دانش آموختگان زن دانشگاه بوعلی سینا. طبق داده‌های یونسکو از سال ۲۰۱۲، ایران بیش از هر کشور دیگر در جهان در رشته‌های مهندسی دانشجوی دختر دارد.

آموزش رسمی زنان در ایران از سال ۱۹۰۷ با تأسیس اولین دبستان دخترانه آغاز شد. آموزش و پرورش نقش مهمی در جامعه ایران داشت، به ویژه هنگامی که ایران در اوایل قرن ۲۰ و با رشد تعداد مدارس زنان، دوره مدرنیزاسیون را تحت حکومت رضا شاه پهلوی آغاز کرد. در اواسط قرن، اصلاحات قانونی انقلاب سفید که به زنان حق رأی داد و حداقل سن ازدواج را افزایش می‌دهد، فرصت‌های بیشتری برای زنان برای ادامه تحصیل در خارج از خانه فراهم می‌کرد. پس از دوره‌های محدودیت تحمیل شده، پیشرفت تحصیلی زنان از طریق اسلامی سازی آموزش و پرورش پس از انقلاب سال ۱۹۷۹ ایران ادامه یافت و در سال‌های پس از تغییرات اساسی در برنامه درسی و کلاس‌های درس در پی انقلاب فرهنگی به اوج خود رسید. تا سال ۱۹۸۹، زنان برای حضور در دانشگاه در امتحانات ورودی حضور داشتند.
با وجود تلاش برای ایجاد محدودیت در حوزه آموزشی که بیشتر تحت سلطه زنان قرار داشت، مشارکت زنان در آموزش کند نشد. تغییرات در آموزش زنان به افزایش استفاده و تسلط بر فرصت‌های موجود در زنان تقسیم شده است، و تحمیل الزامات سختگیرانه حاکم بر نقش آنها در آموزش، از جمله کلاس‌های تفکیکی جنسیتی، پوشش اسلامی، و هدایت زنان به رشته‌های «زن محور» که مانع پیگیری مشاغل خاص می‌شود.
بیسوادی در زنان از سال ۱۹۷۰ که ۵۴ درصد بود، تا سال ۲۰۰۰ به ۱۷٫۳۰ درصد کاهش یافت. تحصیلات زنان ایرانی از ۴۶ درصد باسوادی، به ۸۳ درصد رسیده است. ایران در دهه ۱۹۷۰ از نظر سواد زنان در بین کشورهای جهان در رتبه ۱۰ قرار داشت و هنوز هم این موقعیت را دارد. طبق نظرسنجی جهانی یونسکو، در سطح اولیه ثبت نام کسب دانش در ایران بالاترین نسبت زن به مرد در جهان را در میان کشورها با نسبت دختر به پسر دارد. طبق داده‌های یونسکو از سال ۲۰۱۲، ایران بیش از هر کشور دیگر در جهان در رشته‌های مهندسی دانشجوی دختر دارد.
اولین دانشگاهی که دختران ایرانی توانستند در آن شرکت کنند، دانشگاه تهران در سال ۱۹۳۲ بود. در سال ۲۰۰۵، ۶۲٪ پذیرش دانشگاه به دختران اختصاص داشت. علاوه بر این، اولین کنکور ورودی دانشگاه پس از انقلاب فرهنگی در سال ۱۹۸۴ انجام شد که ۴۲٪ از زنان در ان پذیرفته شده، و ۳۲٪ از متقاضیان مرد، و ۶۸٪ از این طریق پذیرفته شدند.
بین سال‌های ۱۹۸۴ و ۲۰۰۳ تقاضا برای تحصیلات عالی زنان بیشتر از مردان بود و درصد ورودی‌ها به سمت بالا تغییر کرد. علاوه بر این، مزیت تحصیلات عالی زنان باعث کاهش رشد، عقب ماندگی و جبران خسارت می‌شود. سایر عواملی که زنان را برای تحصیلات بالاتر ترغیب می‌کند عدالت و برابری در جامعه، افزایش دانش دختران، مشارکت در فرهنگ اجتماعی و سیاست و تغییر نگرش‌های سنتی است.
به دلیل تحصیلات عالی، زنان به دلیل دانش خود در تصمیم‌گیری نقش داشتند. سرانجام، هدف کلی از تحصیلات عالی دختر برای موقعیت اجتماعی است و قبل از انقلاب اسلامی، تحصیلات عالی اساساً برای زنان ثروتمند و زنان از خانواده پادشاهی بود. از طرف دیگر، تحصیلات تنها عامل ارتقا جایگاه اجتماعی زنان بود زیرا آنها می‌خواستند خود را پیش ببرند و پس از انقلاب اسلامی و تجمع‌های ضد شاه درگیر امور اقتصادی و سیاسی شوند. عامل دیگری که انگیزه تحصیلات دختران است، افزایش ازدواج سنی است؛ بنابراین، آموزش زنان تقاضای بیشتری دارد، سپس آنها می‌توانند در مشاغل خصوصی و دولتی شرکت کنند.
با پیشرفت زنان در تحصیلات عالی، آنها بیشتر درگیر بازار کار مورد بحث کلی هستند. با این حال، درصد زنان در بازار کار بسیار کم است و سازمان‌ها دولتی و غیردولتی مردان را در اولویت قرار می‌دهند. حتی اگر در اقتصاد، کارهای اجتماعی، فرهنگی و سیاسی تغییراتی وجود داشته باشد، هنوز کلیشه‌های جنسیتی وجود دارد. علاوه بر این، تعداد زنان تحصیل کرده افزایش یافته است، اما هنوز هم مشکل بیکاری در بازار کار برای زنان وجود دارد. سرانجام، وقتی صحبت از تحصیل و اشتغال می‌شود، هیچ ارتباطی بین تحصیلات و اشتغال دختران وجود ندارد و ۵۰٪ دانشجویان فارغ‌التحصیل شغل دارند که این ارتباطی به تحصیل آنها ندارد.

## اقتصاد

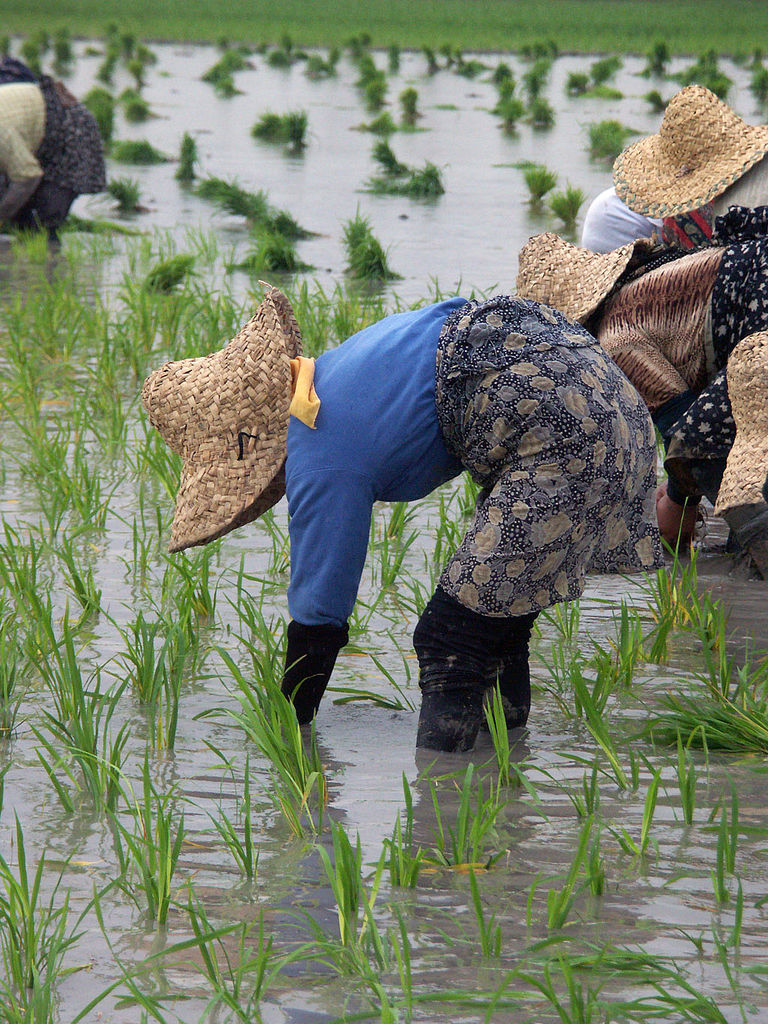
شالی کاری زنان در مازندران

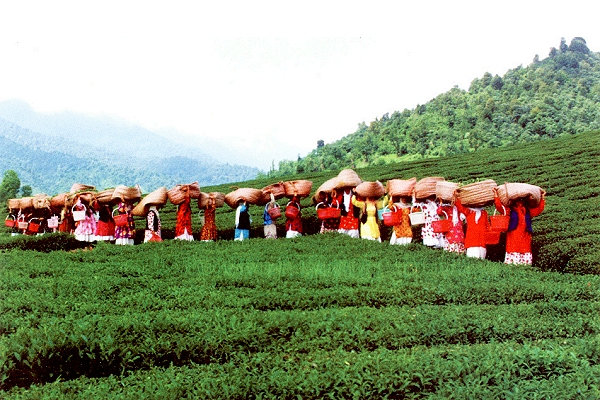
برداشت چای در لاهیجان

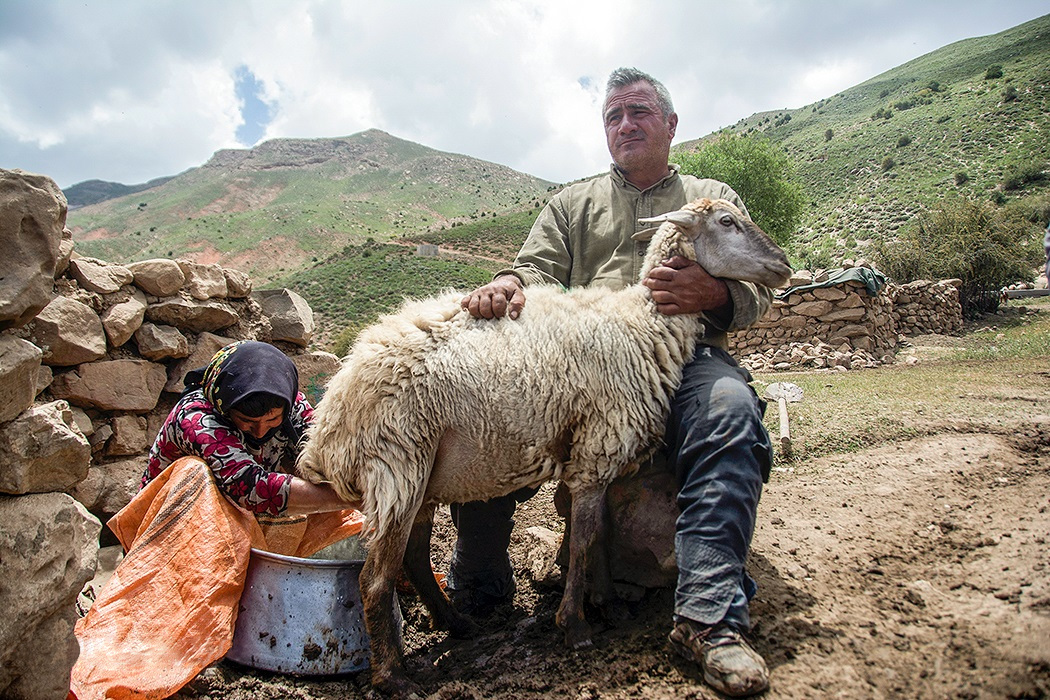
پرورش دام

از دهه ۱۹۷۰ ایران تغییرات اقتصادی و اجتماعی قابل توجهی را تجربه کرده است. میزان مشارکت نیروی کار زنان از ۹٫۱ درصد در سال ۱۹۹۶ به ۱۴ درصد در سال ۲۰۰۴ و به تنها ۱۳.۵ در سال ۲۰۲۵ رسیده است. مشارکت زنان در اقتصاد ایران در مدت ۱۳ سال ۲۲٫۸ درصد افزایش داشته است. زنان بیش از نیمی از جمعیت ایران را تشکیل می‌دهند، با این وجود درصد کمی از نیروی کار را شامل می‌شوند. آمارهای رسمی گزارش شده توسط اداره سرشماری نشان می‌دهد که مشارکت زنان در نیروی کار بسیار کم است. با وجود این، در حالی که زنان تقریباً ۳۰ درصد نیروی کار ایران را تشکیل می‌دهند، و درصد کل زنان ایرانی فعال اقتصادی بیش از دو برابر شده است و از ۶٫۱ درصد در سال ۱۹۸۶ به ۱۳٫۷ درصد در سال ۲۰۰۰ رسیده است. در سال ۲۰۰۴، از بین ۱۸ میلیون نفر شاغل در ایران، زنان تنها ۱۲٫۹ درصد (یا تقریباً ۲٬۱۶۰٬۰۰۰) از جمعیت شاغل را تشکیل می‌دادند. از طرف دیگر مردان ۶۴ درصد یا تقریباً ۱۱ میلیون و ۵۲۰ هزار نفر را تشکیل می‌دهند. با این حال، داده‌های ILO نشان می‌دهد که بیکاری زنان به‌طور مداوم بیشتر از مردان در سال‌های اخیر بوده است. زنان در مشاغل معمول مربوط به زنان در آموزش و مراقبت‌ها متمرکز شده‌اند. ۷/۸۲ درصد کارمندان زن در آموزش و به دنبال آن حرفه‌های اداری، مالی، دفتری، بهداشت و پزشکی کار می‌کنند. با این حال، طبق اعلام سازمان جهانی کار، سه زمینه اصلی اشتغال زنان کشاورزی، تولید و آموزش است. یکی از عوامل افزایش اشتغال زنان افزایش نرخ باسوادی آنها است. بیسوادی در زنان از سال ۱۹۷۰ که ۵۴ درصد بود تا سال ۲۰۰۰ که ۱۷٫۳۰ درصد بود، کاهش یافته است.
تحصیلات زنان ایرانی با ۴۶ درصد سواد، از ۸۳ درصد را تشکیل می‌دهد. میزان مشارکت در نیروی کار زنان و میزان سواد در حال افزایش است. با این وجود نرخ بیکاری زنان در مقایسه با مردان هنوز به‌طور قابل توجهی بالاتر است. برای مثال در سال ۱۹۹۶، نرخ بیکاری در زنان ۱۳٫۴ درصد بود در حالی که در مردان، نرخ بیکاری ۸٫۴ درصد بود. با وجود شکاف جنسیتی در بیکاری، نرخ بیکاری زنان و مردان از سال ۱۹۹۶ افزایش یافته است. به عنوان مثال در سال ۲۰۰۸، بیکاری مردان ۹٫۱ درصد و زنان ۱۶٫۷ درصد بود

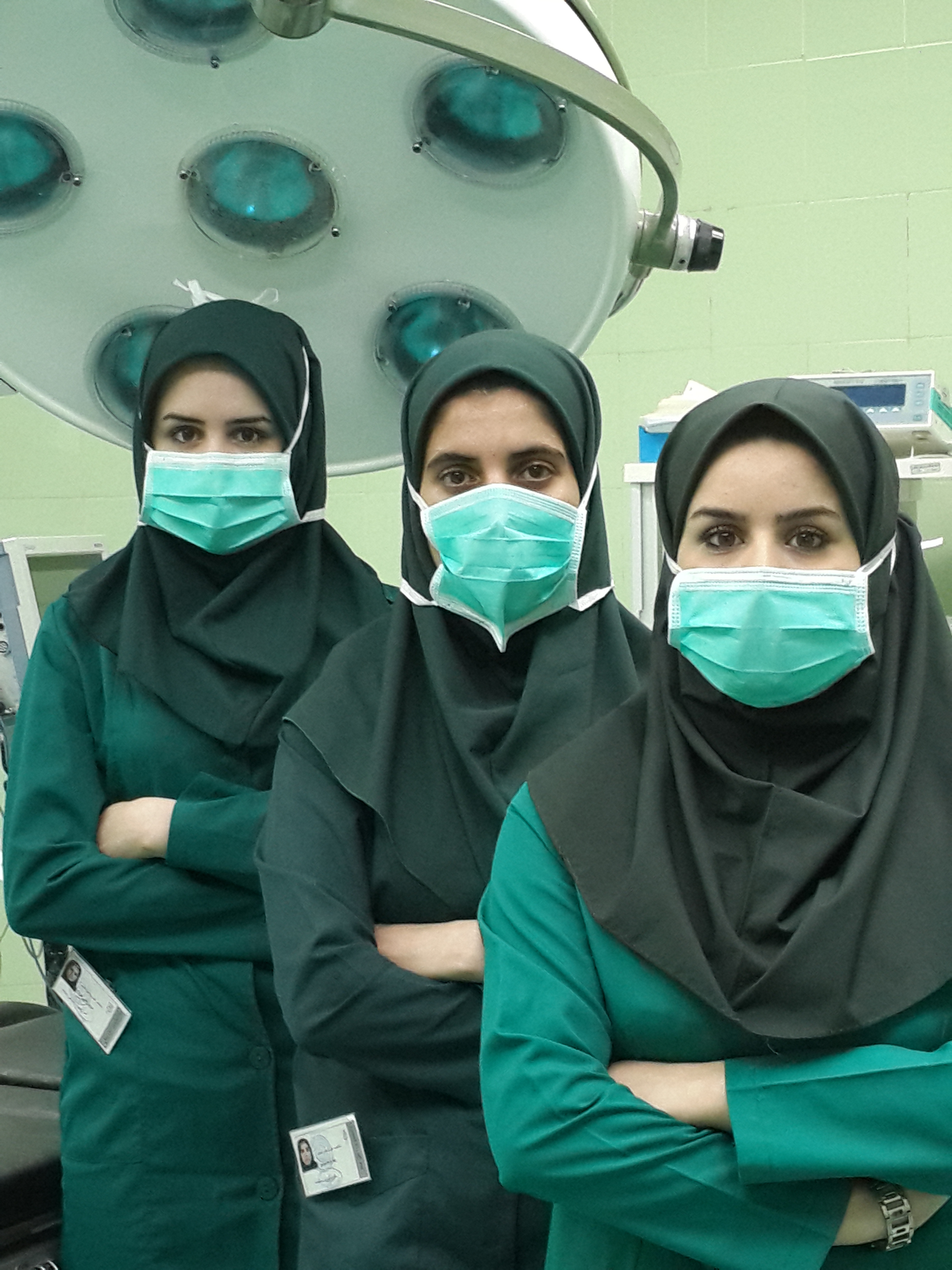
تکنسین‌های جراحی ایران

مطالعات مربوط به مشارکت نیروی کار زنان متفاوت است. یک عامل در این مورد تفاوت بین اندازه‌گیری‌ها است. سرشماری ایران اندازه‌گیری برای مشارکت نیروی کار و نظرسنجی نیروی کار اندازه‌گیری دیگری را ارائه می‌دهد. به عنوان مثال در سرشماری ایران از سنین مختلف برای سن شاغلین استفاده شده، ۱۰ سالگی برای سرشماری ۱۹۷۶ و از ۶ سالگی برای سرشماری سال ۱۹۸۶ استفاده شد. در حالی که سازمان بین‌المللی کار از ۱۵ سال استفاده می‌کند. بانک جهانی و سازمان بین‌المللی کار داده‌های مختلفی در مورد اشتغال زنان اخیر دارند. ILO نرخ اشتغال ۱۷٫۱ درصد را گزارش می‌کند که به‌طور قابل توجهی بالاتر از بانک جهانی است. به‌طور کلی، به نظر می‌رسد یک روند صعودی مشترک در طول زمان وجود دارد. زنان در ایران قبلاً به حوزه خصوصی محدود شده بودند که شامل مراقبت از خانه و فرزندان بود، حضور آنها در جامعه محدود شده بود و برای به‌دست آوردن شغل به اجازه شوهر خود احتیاج داشتند. کارفرمایان زنان را در مقایسه با مردان در نیروی کار کمتر مورد پذیرش قرار می‌دهند. با این وجود، انقلاب اسلامی تا حدودی در تغییر این برداشت تأثیر داشت. فمینیست‌های سکولار و نخبگان از این انقلاب راضی نبودند، در حالی که فمینیست‌های دیگری مانند رکسانا بهرامیتاش استدلال می‌کنند که این انقلاب زنان را وارد عرصه عمومی کرد. انقلاب ۱۹۷۹ مورد حمایت گسترده زنانی قرار گرفت که مشتاق کسب حق برابری در جامعه برای خود بودند. مسئولیت و تعهد یک زن در خانه بود، که اساس اصول جمهوری اسلامی بود. اولمستد با بیان اینکه زنان این «بار مضاعف» را دارند، به این موارد اضافه می‌کند. به‌علاوه، مردان حق داشتند زنان خود را از ورود به نیروی کار منع کنند. علی اکبر مهدی با پروین غریشی توافق دارد که از طریق ازدواج زنان و زندانی شدن در حوزه خصوصی، آنها در فعالیت‌های رایگان مورد سوءاستفاده قرار می‌گیرند. از نظر کریمی، بعد از انقلاب، حتی اگر روی کاغذ پذیرفته شده بود که زنان از حق شغلی برابر برخوردار هستند، وی معتقد بود که این امر در عمل چنین چیزی را نشان نمی‌دهد. با مقایسه دوران قبل از انقلاب و پس از انقلاب، بین سال‌های ۱۹۷۶ و ۱۹۸۶، مشارکت زنان در نیروی کار بسیار کاهش یافته و از ۱۲٫۹ درصد به ۸٫۲ درصد رسیده است. علاوه بر این، در طول دهه ۱۹۹۰، زنان به دلیل کار در خانه، به دلیل قانون دستمزد خانگی، حمایت می‌شدند که به زنان اجازه می‌داد در صورت طلاق از شوهرشان برای کار خانه خود غرامت بخواهند.

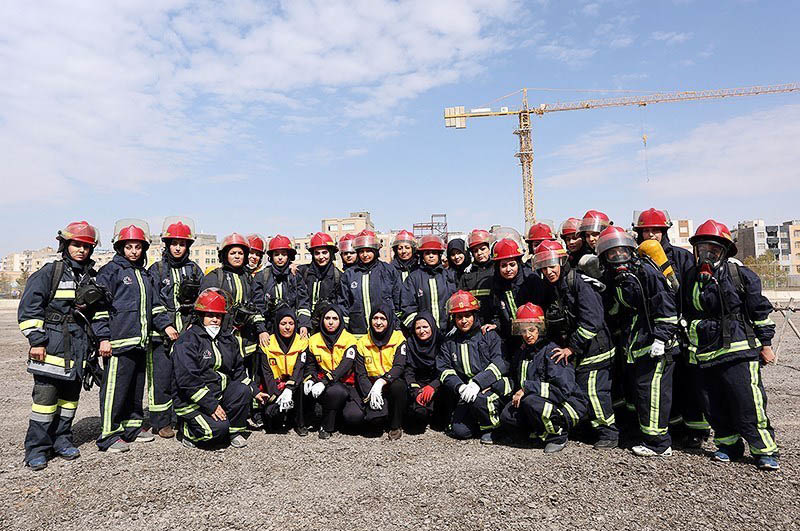
آتش نشانان زن در مشهد

در سال ۱۹۷۹ ایالات متحده تحریم اقتصادی را علیه ایران اعمال کرد، که بسیاری از بخش‌های اقتصادی آنها را تحت تأثیر قرار داده است. از این بین به ویژه تحریم صنعت فرش را تحت تأثیر قرار داد. در نتیجه، تحریم بر مشارکت زنان در نیروی کار نیز به‌طور مستقیم تأثیر گذاشت. بافندگی یک شغل رایج برای زنان است، زیرا این کار را می‌توان در داخل خانه انجام داد. اگر بازار بی‌ثبات باشد، بازرگانان می‌توانند در پاسخ به تقاضا، به راحتی خانه‌های کارگر را حذف یا اضافه کنند؛ بنابراین، زنانی که از بچه‌ها مراقبت می‌کنند می‌توانند در داخل خانه باشند در حالی که به کار خود تمایل دارند. قالی بافی در میان زنان از مناطق روستایی بسیار رایج است؛ بنابراین، قالی بافی روشی ارزشمند برای افزایش مشارکت اقتصادی زنان در محلات روستایی می‌باشد. در سال ۱۹۹۶، بیش از ۹۱ درصد از کارمندان زن در بخش صنعت در نساجی مشغول به کار بودند که عمدتاً از قالی بافی تشکیل شده بود. با این وجود، همه اینها به دلیل تحریم‌ها تغییر کرد. قبل از انقلاب اسلامی، شرکت‌های ایرانی با شرکت‌هایی در ایالات متحده ترکیب می‌شدند که ایرانی‌ها برای بازار ایالات متحده فرش تولید می‌کردند. اما به دلیل تحریم ایران توسط ایالات متحده، واردات ایران از این کشور ممنوع شد. تقاضا برای فرش‌های ایرانی هنوز زیاد بود. در پاسخ، آمریکایی‌ها فرش‌هایی با طرح ایرانی را از کشورهای دیگر که همان فرش‌ها را تولید می‌کنند، مانند چین و هند خریداری کردند. از سال ۱۹۹۴ تا ۲۰۰۵ صادرات فرش به شدت کاهش یافته است. در سال ۱۹۹۴ ایران بیش از ۲ میلیون دلار فرش فروخت، اما در سال ۲۰۰۵ صادرات فرش به کمتر از ۵۰۰ هزار دلار رسید. به عبارت دیگر، کل سهم فرش در صادرات غیرنفتی از ۴۴٫۲ درصد به ۴٫۲ درصد کاهش یافته بود. این امر به شدت بر زنان در بازار کار تأثیر می‌گذارد، زیرا اکثر قالیبافان را زنان کمتر تحصیل کرده تشکیل می‌دهند.
براساس گزارش مانیتور کارآفرینی جهانی ۲۰۱۲، میزان کارآفرینی در ایران برای زنان ۱۸ تا ۶۴ سال بین ۴ تا ۶ درصد بین سال‌های ۲۰۰۸ و ۲۰۱۲ در نوسان است در حالی که مشارکت اقتصادی کل آنها تنها ۱۳ درصد کل اقتصاد را تشکیل می‌دهد.
در سال ۱۴۰۳ نرخ مشارکت زنان ایرانی در نیروی کار به حدود ۱۳.۵ درصد رسید که نسبت به سال ۱۴۰۲ یک درصد کاهش نشان می‌دهد. این آمار پایین نشان‌دهنده محدودیت‌های ساختاری و اجتماعی قابل توجهی است که زنان ایرانی در دسترسی به بازار کار با آن مواجه هستند. بر اساس آمار بانک جهانی، این وضعیت باعث شده ایران در میان کشورهای منطقه در رده سوم از پایین از نظر میزان مشارکت زنان در اقتصاد قرار گیرد و تنها افغانستان و عراق رتبه پایین‌تری داشته باشند. در مقایسه، نرخ مشارکت زنان در نیروی کار در عربستان سعودی در همان دوره حدود ۳۴ درصد بود - بیش از دو برابر ایران. این تفاوت قابل توجه شکاف بزرگی را بین ایران و سایر کشورهای منطقه در زمینه تحقق پتانسیل اقتصادی زنان آشکار می‌سازد.

## پوشش

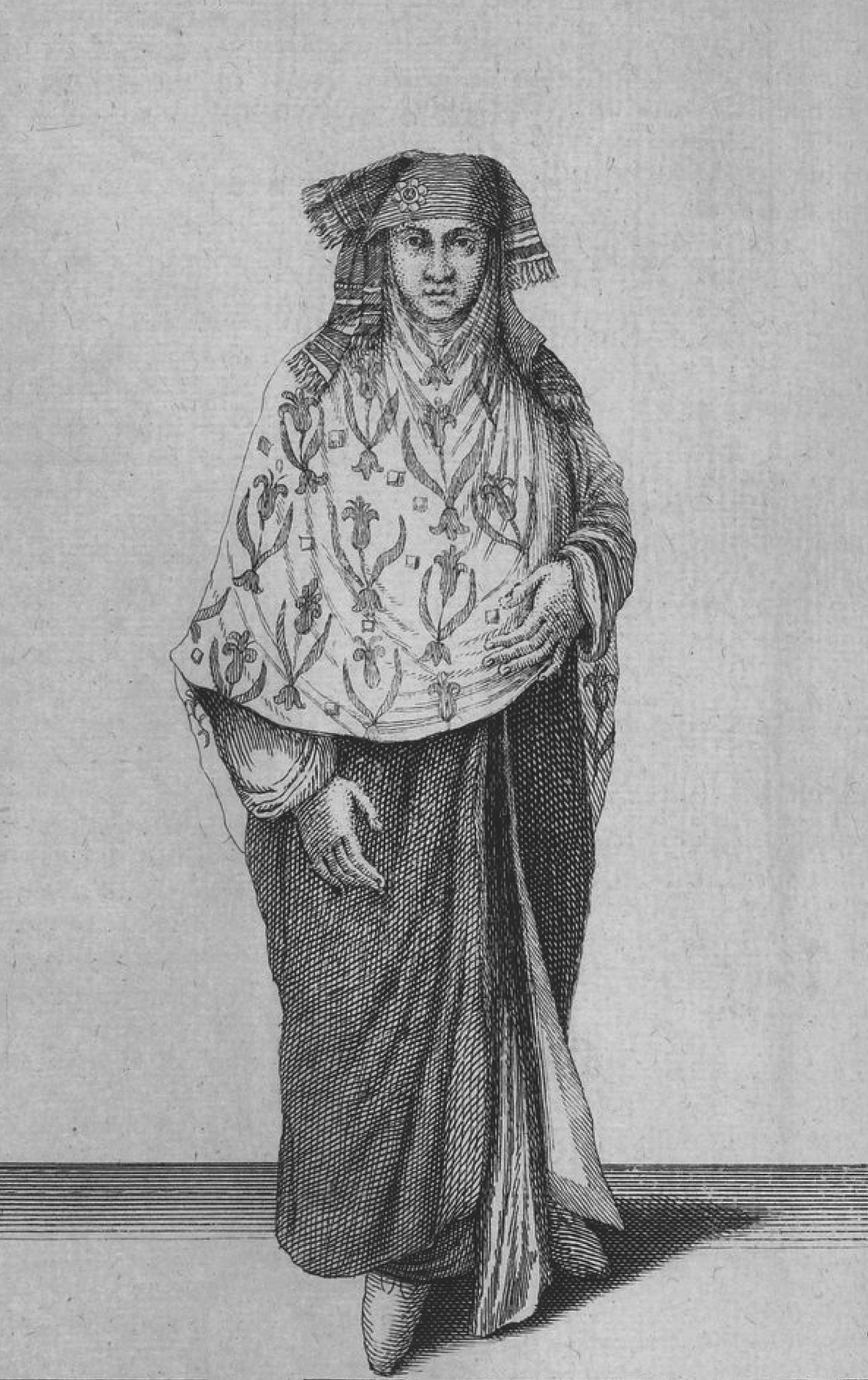
لباس زنان زرتشتی در ایران صفوی

### دوران باستان
اولین حجاب‌های منطقه از نظر تاریخی در بین‌النهرین باستان به‌عنوان یک پوشش مکمل پدید آمده است؛ اما بعداً این امر در دوره آشور استثنایی و ممتاز شد. حتی توسط قوانین اجتماعی نیز تنظیم گشت. حجاب نمادی از «موقعیت» بود که مورد استفاده «زنان طبقه بالا» و سلطنتی قرار می‌گرفت، در حالی که قانون پوشیدن حجاب برای زنان پایین دست جامعه، بردگان و روسپی‌ها را منع می‌کرد و متخلفان مجازات می‌شدند. پس از آنکه ایرانیان باستان در سال ۶۱۲ پیش از میلاد امپراتوری آشوری نو و امپراتوری بابل نو را در سال ۵۳۹ پیش از میلاد فتح کردند، نخبگان حاکم آنها آداب و رسوم بین‌النهرین را پذیرفته‌اند. در زمان سلطنت سلسله‌های ایران باستان، ابتدا حجاب منحصر به افراد ثروتمند بود؛ اما به تدریج این عمل رواج یافت و برای عفت متعارف شد.

### پس از اسلام

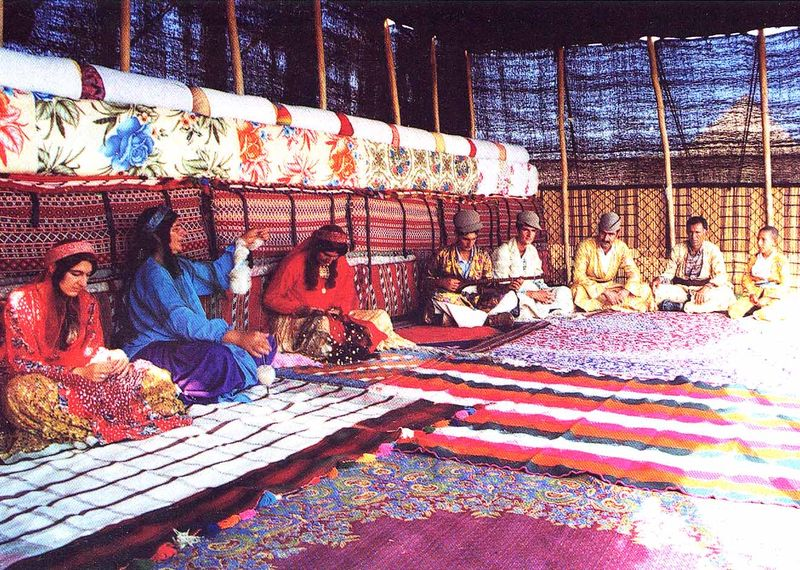
عشایر قشقایی از معدود اقوامی هستند که زنان معمولاً روسری ندارند.

پس از تسخیر اعراب مسلمان بر ایران در دوره ساسانی، مسلمانان اولیه به دلیل قرار گرفتن در معرض نفوذ فرهنگی شدید ایران، حجاب را پذیرفتند. این وضعیت عمومی در قرون وسطی پس از ورود قبایل کوچنده ترک از آسیای میانه، که زنانشان روسری نداشتند تا حدودی تغییر کرد.
با این حال، پس از روی کار آمدن دودمان صفویان در قرن شانزدهم میلادی، روسری به عنوان لباس استاندارد برای زنان در مناطق شهری در سراسر امپراتوری ایران تعریف شد. استثنائات این استاندارد فقط در روستاها و در میان عشایر دیده می‌شد؛ بنابراین زنان بدون روسری فقط در میان مردم روستایی و قبایل عشایر مانند قشقایی یافت می‌شوند پوشش چهره، یعنی پوشاندن مو و کل صورت در بین ایرانیان بسیار نادر بود و بیشتر محدود به عربها به صورت روبنده، بتولا و بوشیا و افغانستانی‌ها به صورت برقع بود.
در طی بحران اقتصادی در اواخر قرن نوزدهم تحت سلطنت قاجار، فقیرترین زنان شهری به دلیل گرانی پارچه و کمبود آن توانایی تهیه روسری را نداشتند. به دلیل شرایط تاریخی یادشده، پوشاندن مو همیشه در لباس ایرانی عادی بوده و برداشتن آن غیراخلاقی، یا حتی توهین تلقی می‌شده است. در اوایل قرن ۲۰، ایرانیان عدم استفاده از آن را به عنوان پوششی روستایی، عشایری، فقیر و غیرایرانی تلقی می‌کردند. استفاده از روبندها میزان رضایت اخلاقی زن را فراهم می‌آورد.
استفاده از حجاب در اواسط قرن ۱۹ توسط زنان به چالش کشیده شد. زنانی مانند طاهره قرةالعین و هدا شعراوی در ملاعام حجاب خود را برداشتند و یک جنجال سیاسی و مذهبی ایجاد کردند. آنها استدلال کردند که اجبار به پوشیدن حجاب نقض آزادی و حتی نماد حقارت آنها است. تلاش در تغییر هنجارهای لباس و دیدگاه نسبت به آن در اواسط دهه ۱۹۳۰ رخ داد که به علت غرب‌گرایی و تجددگرایی رضاشاه، محصور شدن زنان در حجاب و بسیاری از انواع لباس‌های سنتی مردانه نیز ممنوع شدند.
مورخان غربی بیان کردند که اگر زنان واقعاً خود این کار را انجام می‌دادند گامی به سوی پیشرفت بود، اما در عوض این ممنوعیت بسیاری از زنان ایرانی را تحقیر و از خود دور کرد
و تأثیر آن با شرایط پیش آمده از پیش در اروپا قابل مقایسه بود که در آن ناگهان به زنان اروپایی دستور داده شده بود که به صورت برهنه به خیابان بروند. در نتیجه، وقایع با خشونت روبرو شد و برای اجرای این مصوبه، به پلیس دستور داده شد که هر زن را که در انظار عمومی پوشش دارد، حجاب آنان برداشته شود و موجب وارد شدن آسیب روحی و جسمی به زنان شد. به عنوان مثال، زنان در حالی که روسری و چادرهایشان پاره می‌شد، مورد ضرب و شتم قرار گرفتند که این نشانه تحقیر و شرمساری عمومی بود. خانه‌های آنها به اجبار مورد تفتیش قرار می‌گرفت و تا زمان کناره‌گیری رضاشاه در سال ۱۹۴۱ بود که بسیاری از زنان برای جلوگیری از قرار گرفتن در چنین شرایطی و آزار و اذیت نشدن، ترجیح دادند خانه خود را ترک نکنند حتی برخی خودکشی کردند. در تابستان سال ۱۹۳۵ وقتی رضاشاه به همه مردان دستور داد کلاه پهلوی، به سبک اروپایی بپوشند باعث تشدید اعتراضات و خشونت‌ها شد و تظاهرات گسترده و غیر خشونت‌آمیزی را در ماه ژوئیه در شهر مشهد برانگیخت، که توسط ارتش سرکوب شد، و منجر به کشته شدن حدود ۱۰۰ تا ۵۰۰۰ نفر شد.
این تصمیم رضاشاه حتی توسط کنسول انگلیس در تهران مورد انتقاد قرار گرفت.
سپس اقدامات رسمی تحت حکومت محمدرضا پهلوی موجب آرامش جامعه شد و پوشیدن روسری یا چادر دیگر جرم به‌شمار نمی‌آمد، اما از نظر حکومت حجاب مانع قابل توجهی برای بالا رفتن از نردبان اجتماعی شد زیرا این نشان از عقب ماندگی و شاخص بودن محسوب می‌شد. تبعیض علیه زنانی که روسری یا چادر به سر داشتند هنوز هم گسترده بود و برخی از مراکز از پذیرش زنان دارای با حجاب خودداری می‌کردند.

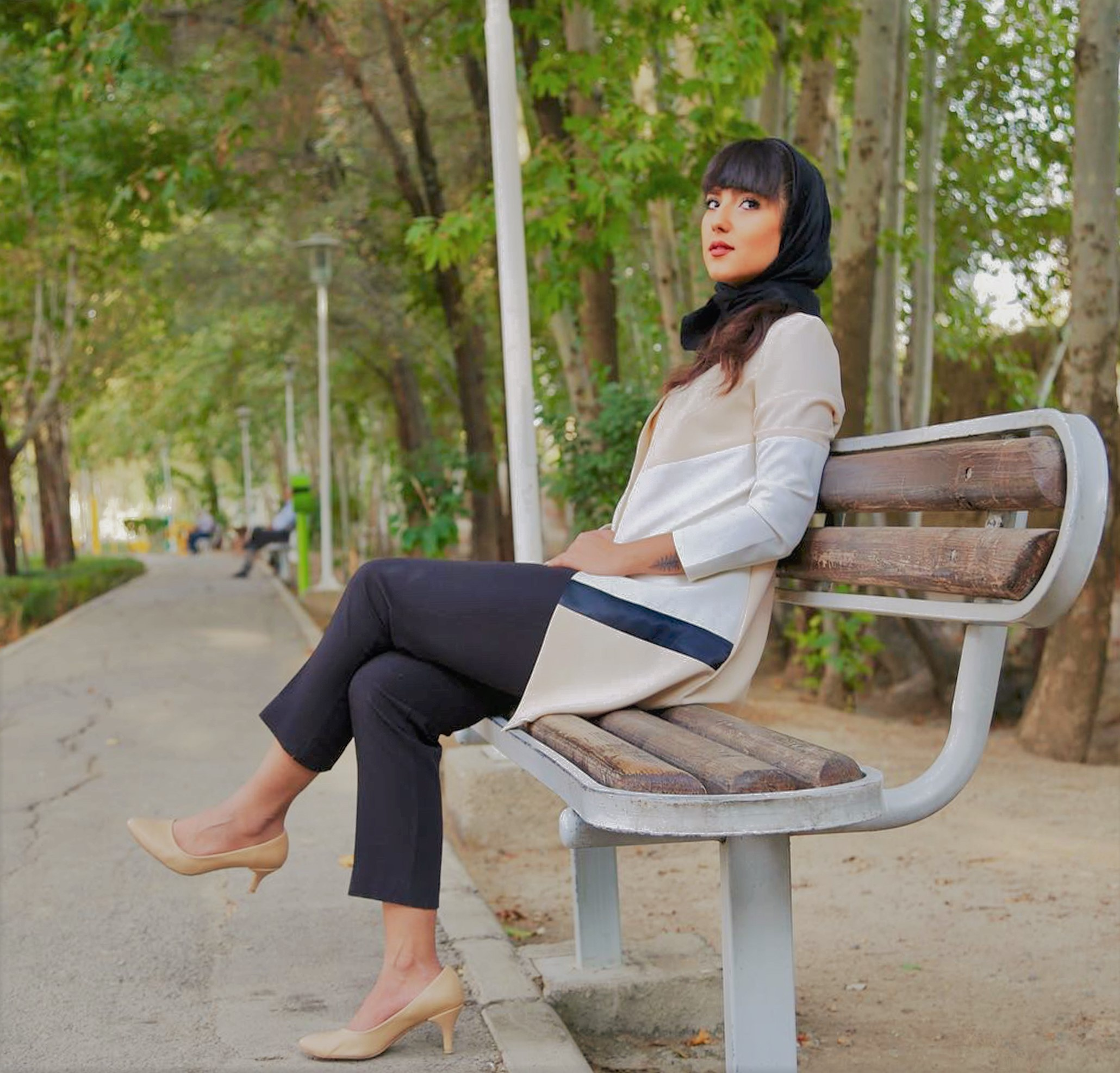
یک زن ایرانی که روسری و مانتو پوشیده است. روسری و مانتو مهم‌ترین انواع حجاب در ایران است.

چند سال قبل از انقلاب ایران، گرایش به زیر سؤال بردن نقش‌های جنسیتی اروپامحور به عنوان الگویی برای جامعه ایران در بین دانشجویان دانشگاه جایگاه زیادی پیدا کرد و این احساسات در تظاهرات خیابانی موجب شد بسیاری از زنان از طبقه متوسط که بی‌حجاب بودند، حجاب بپوشند و به‌طور نمادین ایدئولوژی جنسیتی دودمان پهلوی و فرهنگ سازی تهاجمی آن را رد کرد.
بسیاری بیان کردند که رعایت حجاب برای جلوگیری از انحلال بیشتر هویت و فرهنگ ایرانی است، زیرا از نظر آنها زنان بدحجاب مورد سوءاستفاده ماتریالیسم غربی و مصرف‌گرایی قرار می‌گیرند.
پوشیدن روسری و چادر یکی از نمادهای اصلی انقلاب ایران در سال ۱۳۵۷ بود. همراه با تجدید حیات و پوشیدن لباس‌های سنتی دیگر در ایران، روسری و چادر به عنوان نمادی مذهبی توسط زنان پوشیده می‌شد. و حتی بسیاری از زنان سکولار و غربی که اعتقادی به پوشیدن آنها نداشتند، به جهت همبستگی حجاب می‌پوشند. استفاده از روسری و چادر به عنوان ابزاری قابل توجه پوپولیستی مورد استفاده قرار گرفت و زنان محجبه ایرانی قاعده مهمی در پیروزی انقلاب داشتند.
از آنجا که حجاب به‌طور قانونی در سال ۱۹۸۴ به تمام زنان ایرانی تحمیل شد، مد و پوشش زنان ایرانی پس از انقلاب شاهد تلاش زنان ایرانی برای کار در محدوده قانون حیا اسلامی، با لباس معمولی که به تدریج از چادر سیاه رایج به روسری ساده همراه با سایر عناصر رنگارنگ لباس بوده است.
در سال ۲۰۱۰، ۵۳۱ زن جوان (۱۵ تا ۲۹ ساله) از شهرهای مختلف در ۹ استان ایران در مطالعه ای شرکت کردند که نتایج آن نشان داد ۷۷ درصد پوشش سخت‌تر، ۱۹ درصد پوشش راحت‌تر را ترجیح می‌دهند و فقط ۴ درصد آنها اعتقادی به آن ندارند.
گرایش به لباس غربی با ۶۶ درصد رشد آخرین مورد از عدم پیروی از قانون پوشش زنان در ایران است. در تهران، پلیس دیگر هیچ زنی را که در حال نقض کد متوسط هستند، دستگیر نمی‌کند بلکه در عوض توسط پلیس جریمه می‌شود یا برای آنان کلاس آموزشی می‌گذارد.

### دوره جمهوری اسلامی

#### حجاب اجباری

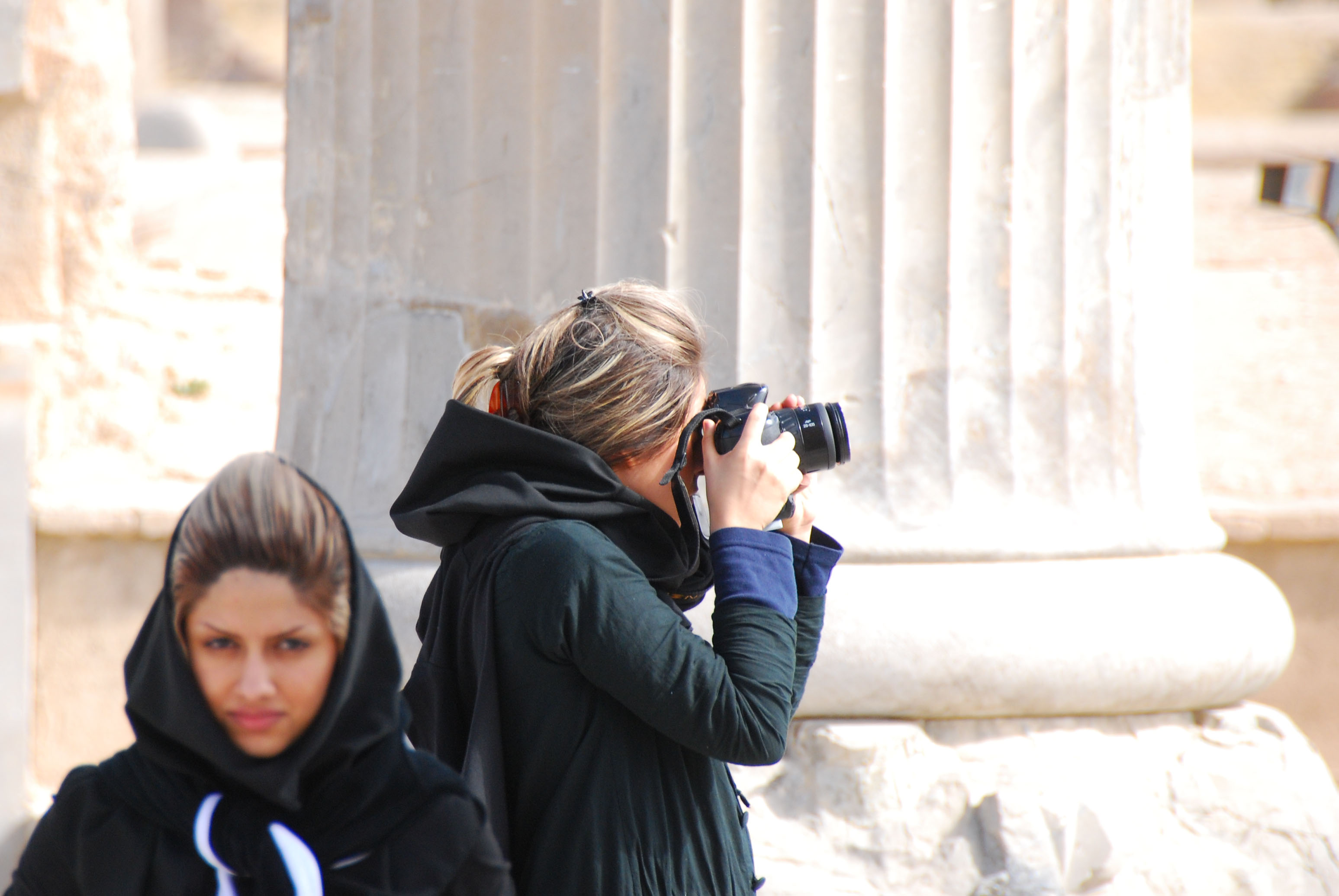
حجاب اجباری در ایران

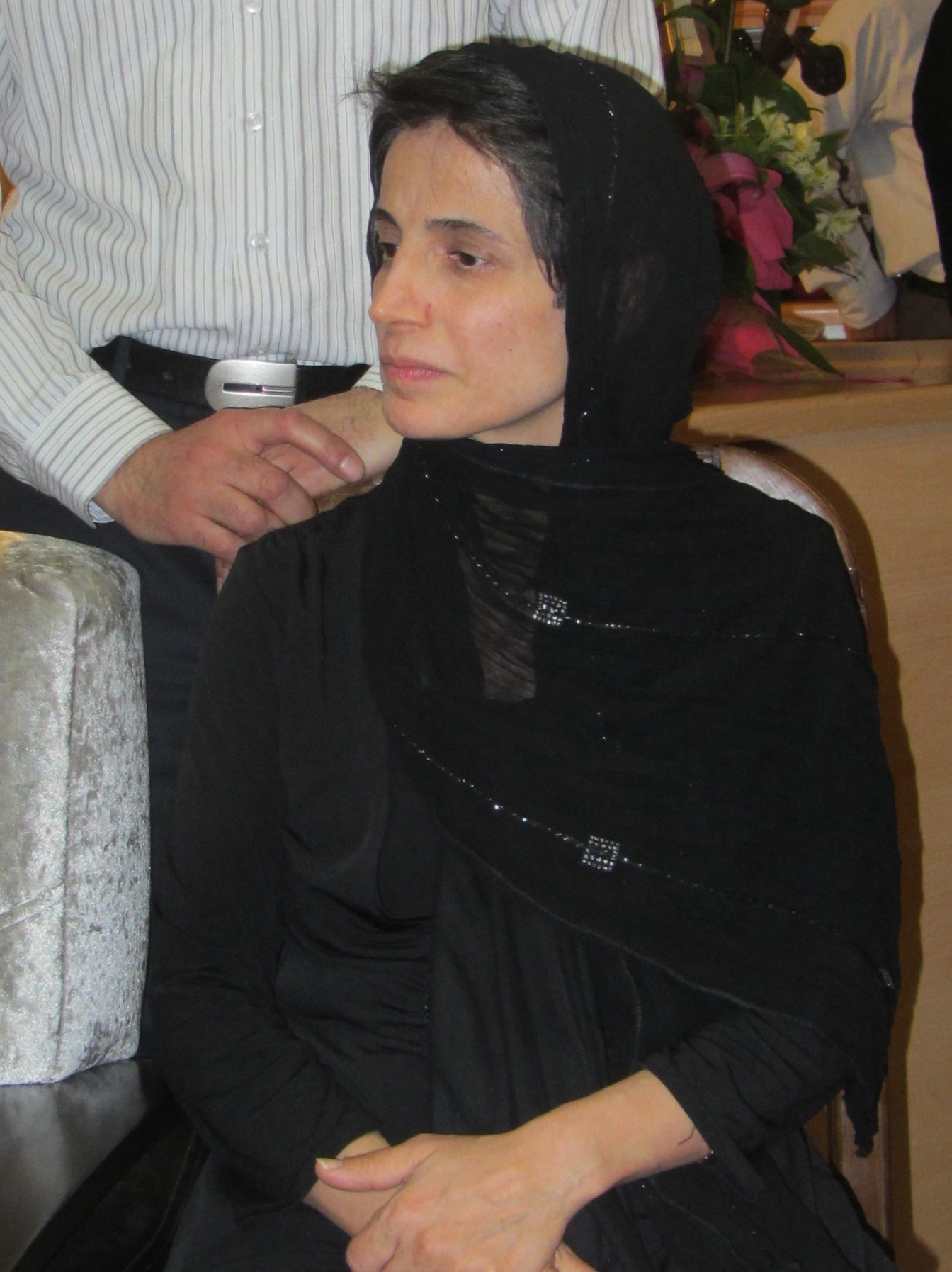
نسرین ستوده

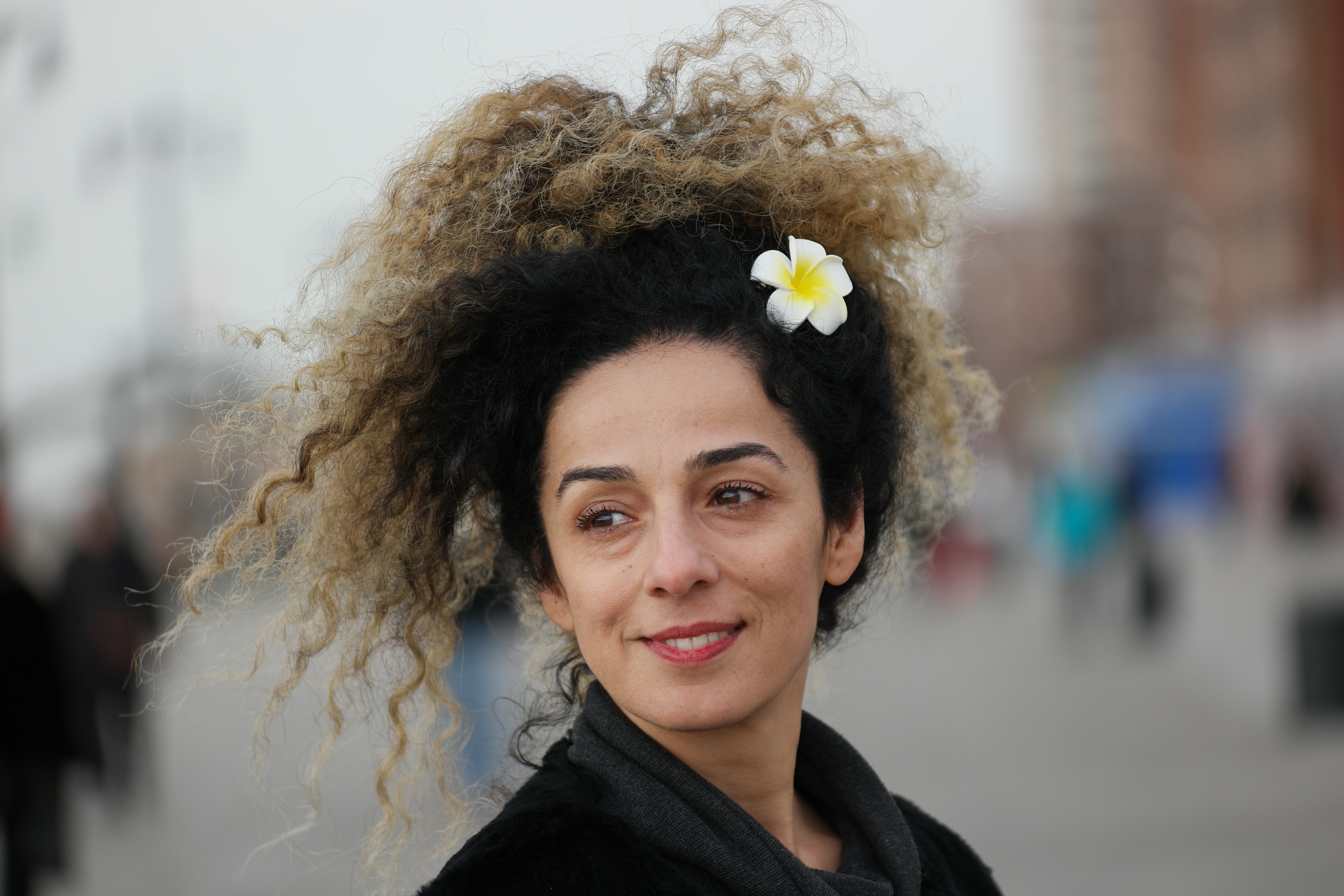
مسیح علی‌نژاد

در ۴۰ سال پس از انقلاب، تغییرات زیادی در جامعه ایران ایجاد شده است که اغلب از آنها به عنوان «شکاف نسلی» یاد می‌شود. این شکاف بیش از حد است و بر موضوعاتی مانند سبک زندگی، روابط خانوادگی، سیاست و مذهب تأثیر گذاشته است. برای بسیاری از زنان جوان، موضوعی که محبوبیت زیادی پیدا کرده، بحث حجاب است. بعد از انقلاب، حجاب و همچنین الزامات حجاب چون لباس‌های گشاد و همچنین روسری که همه موها را بپوشاند اجباری شد. همچنین بدحجابان یا دخترانی که الزامات قانونی را رعایت می‌کنند اما مطابق با قانون نیستند، افزایش یافته است، اغلب موهایشان بیشتر نشان داده می‌شود. بسیاری از زنان جوان ایرانی شهری ادعا کردند که کمتر به آن باور دارند. بسیاری از آنها نوع سبک لباس خود را به عنوان یک انتخاب شخصی می‌دانند که شامل انتخاب حجاب است. موضوعات و اعتراضات علیه حجاب به عنوان مقاومت در برابر رژیم اسلامی نمادین شده است. مسیح علی‌نژاد در سال ۲۰۱۵ کارزار آزادی یواشکی زنان در ایران را راه اندازی کرد، که زنان ایرانی را ترغیب می‌کرد بدون حجاب عکس بگذارند. پس از دسامبر بیش از ۳۵ معترض فقط در تهران دستگیر شدند.
واکنش حکومت نسبت به این موضوع شدید بوده است. پلیس اظهار داشته است که هر زنی که در تظاهرات ضد حجاب اجباری شرکت کند، می‌تواند تا ۱۰ سال زندان داشته باشد. اوضاع در ماه آوریل پس از به اشتراک گذاشتن ویدئویی متشنج شد که نشان می‌داد زنی به دلیل پوشیدن روسری گشاد توسط یکی از اعضای زن گشت ارشاد سیلی خورده است. این حادثه همچنین توجه بین‌المللی را به موضوعاتی که زنان ایرانی با آن روبرو بودند جلب کرد. گشت ارشاد که طرح ارتقای امنیت اجتماعی نیز شناخته می‌شود بخشی از پلیس مذهبی اسلامی ایران است که وظیفه آن رعایت و اجرای قوانین حجاب و پوشش زنان ایران است آنها نیز مجاز به تنبیه و حتی دستگیری زنان هستند.
زنانی که به جرم تظاهرات علیه حجاب اجباری دستگیر می‌شوندادعا می‌کنند که در سلولهای انفرادی نگهداری می‌شوند و مورد شکنجه و ضرب و شتم قرار می‌گیرند. اعتراضات علیه حجاب اجباری با گذشت زمان بزرگتر شد. در دسامبر ۲۰۱۷ و ژانویه ۲۰۱۸، چند زن برای اعتراض، روسری خود را برداشتند. این زنان به «دختران خیابان انقلاب» معروف شدند. یکی از «دختران خیابان انقلاب»، ویدا موحد، به جرم جنایت علیه اخلاق عمومی، تشویق به فساد و فحشاگری دستگیر و به یک سال زندان محکوم شد. مجازات نه تنها به کسانی که اعتراض می‌کنند بلکه به کسانی که از آنها دفاع می‌کنند نیز داده می‌شود. نسرین ستوده، وکیل حقوق بشر ایرانی که از زنانی که به جرم اعتراض به حجاب اجباری تحت پیگرد قانونی قرار داشتند دفاع می‌کرد، به ۳۸ سال زندان و ۱۴۸ ضربه شلاق محکوم شد. وی به اتهام اجتماع و تبانی علیه امنیت ملی، تبلیغ علیه حکومت، عضویت در گروه‌های مختلف حقوق بشر، تشویق فساد و فحشا، حضور در دادگستری بدون حجاب اسلامی، برهم زدن نظم و نظم عمومی و نشر اکاذیب محاکمه شد. وی یکی از هفت وکیل حقوق بشر است که در سال ۲۰۱۸ در ایران دستگیر شد.
در تاریخ ۱۳ مه ۲۰۱۹ اعتراض گسترده دانشجویان و دختران در محوطه دانشگاه تهران برگزار شد، اما توسط دیگر معترضان مخالف مورد حمله قرار گرفتند. این اعتراضات برای گردهم آوردن ایرانیان به عنوان شکلی برای نشان دادن ناامیدی آنها از حکومت و تلاش برای دریافت تغییراتی که مدتهاست دنبال آن است، ایجاد شده است.

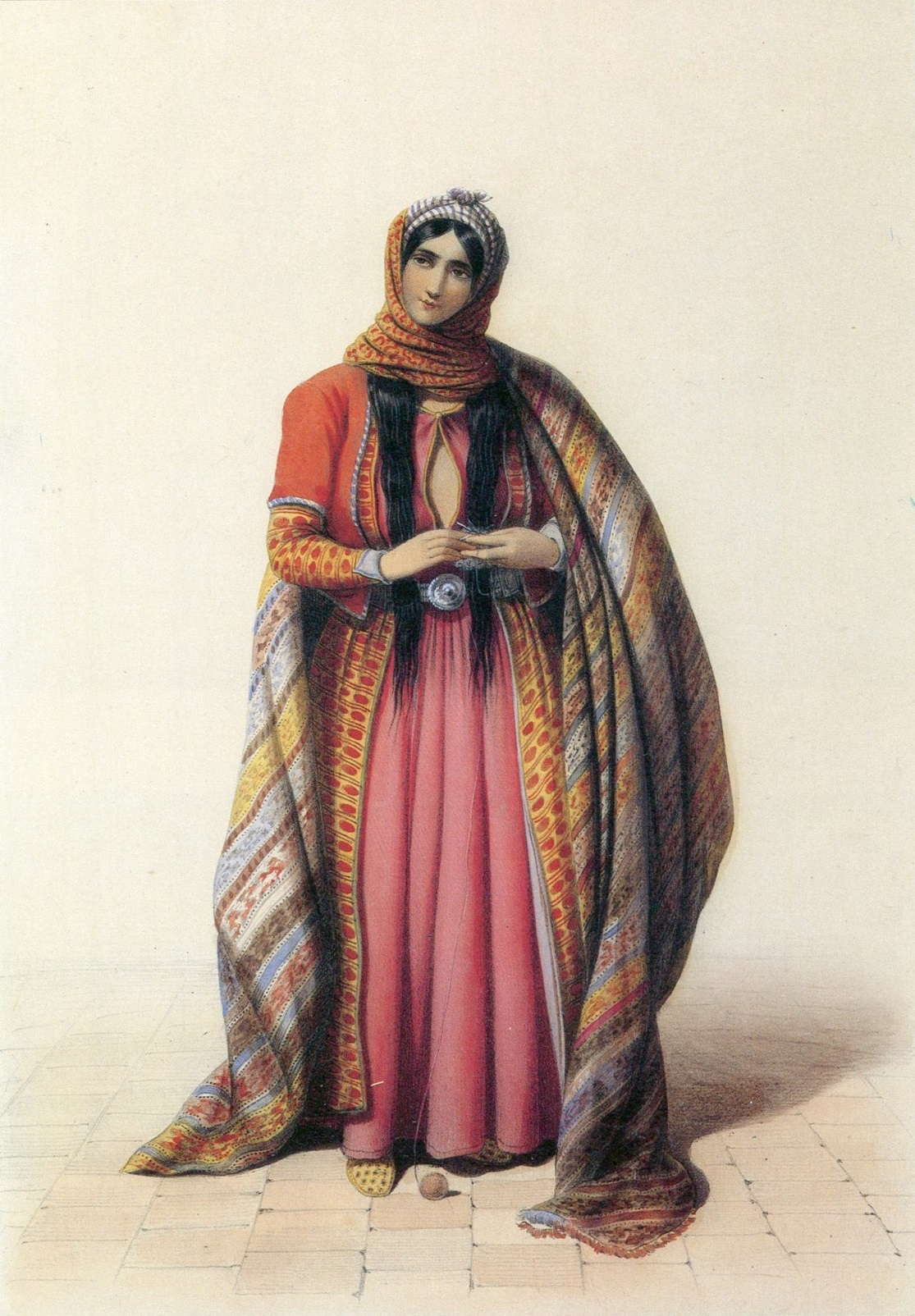
ارمنی‌های اصفهان در دوره صفوی
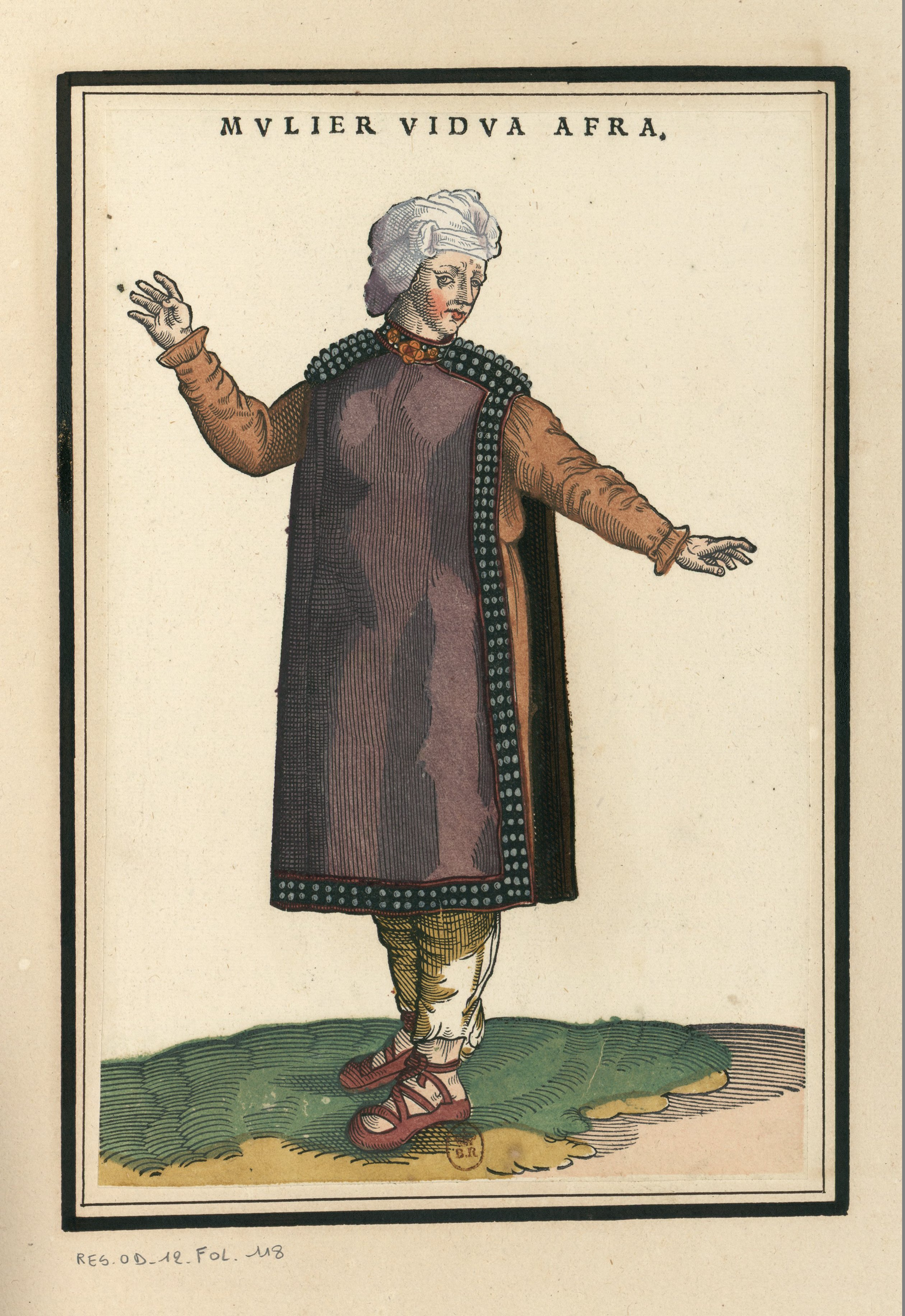
مجموعه ای از لباس‌های ترکی قرن شانزدهم تاریخ ۱۵۷۷
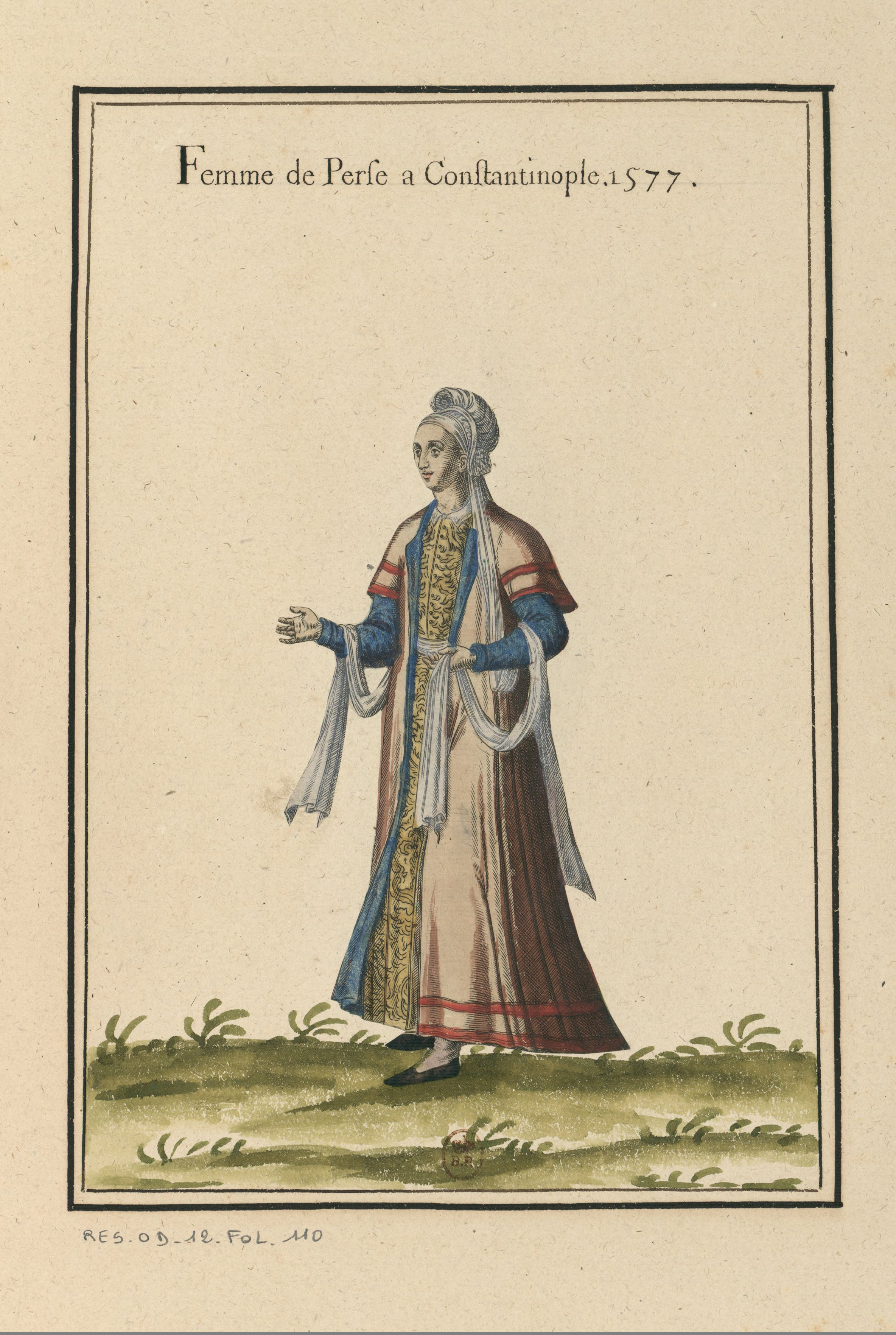
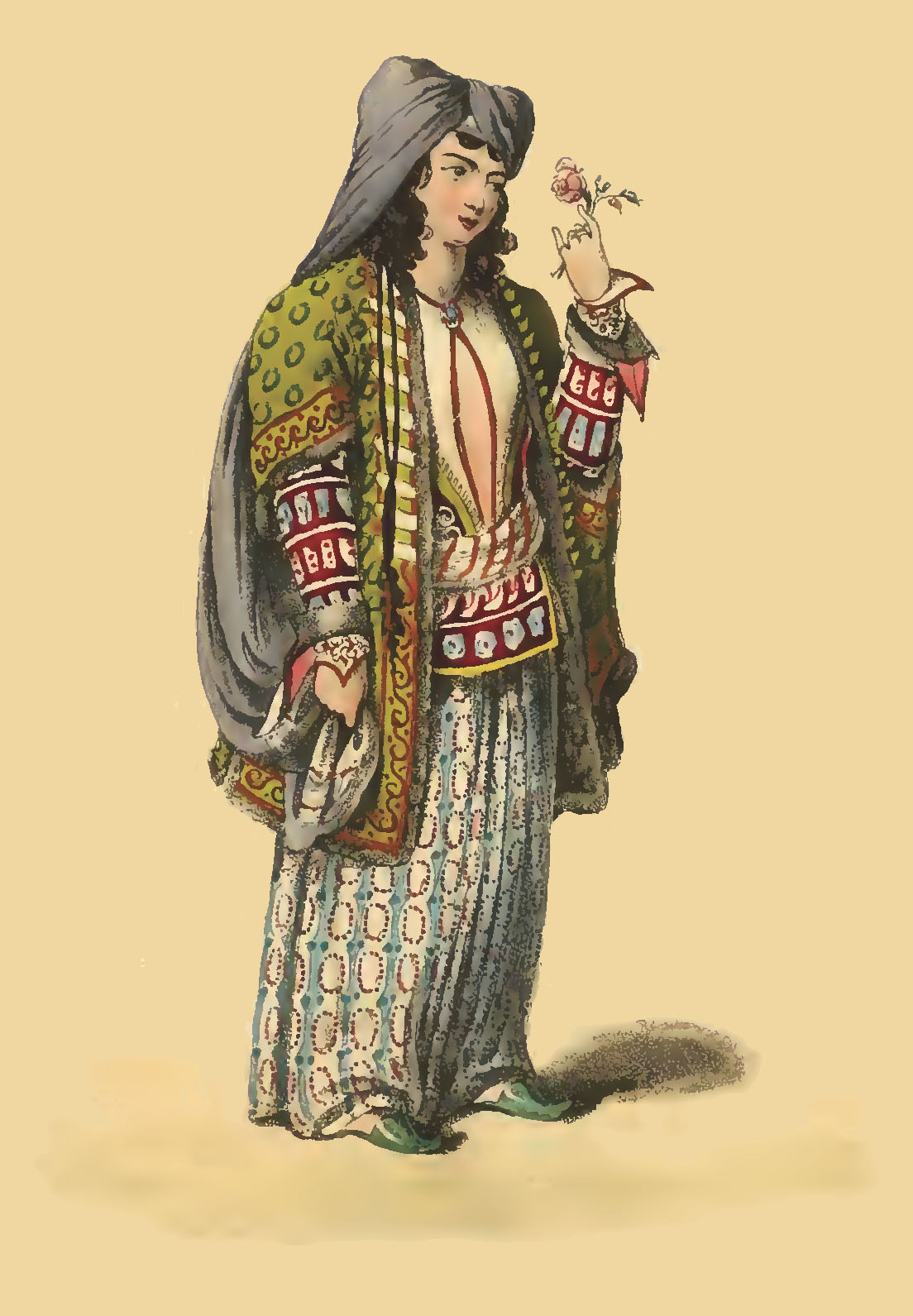
زنان ایرانی در سده‌های میانه
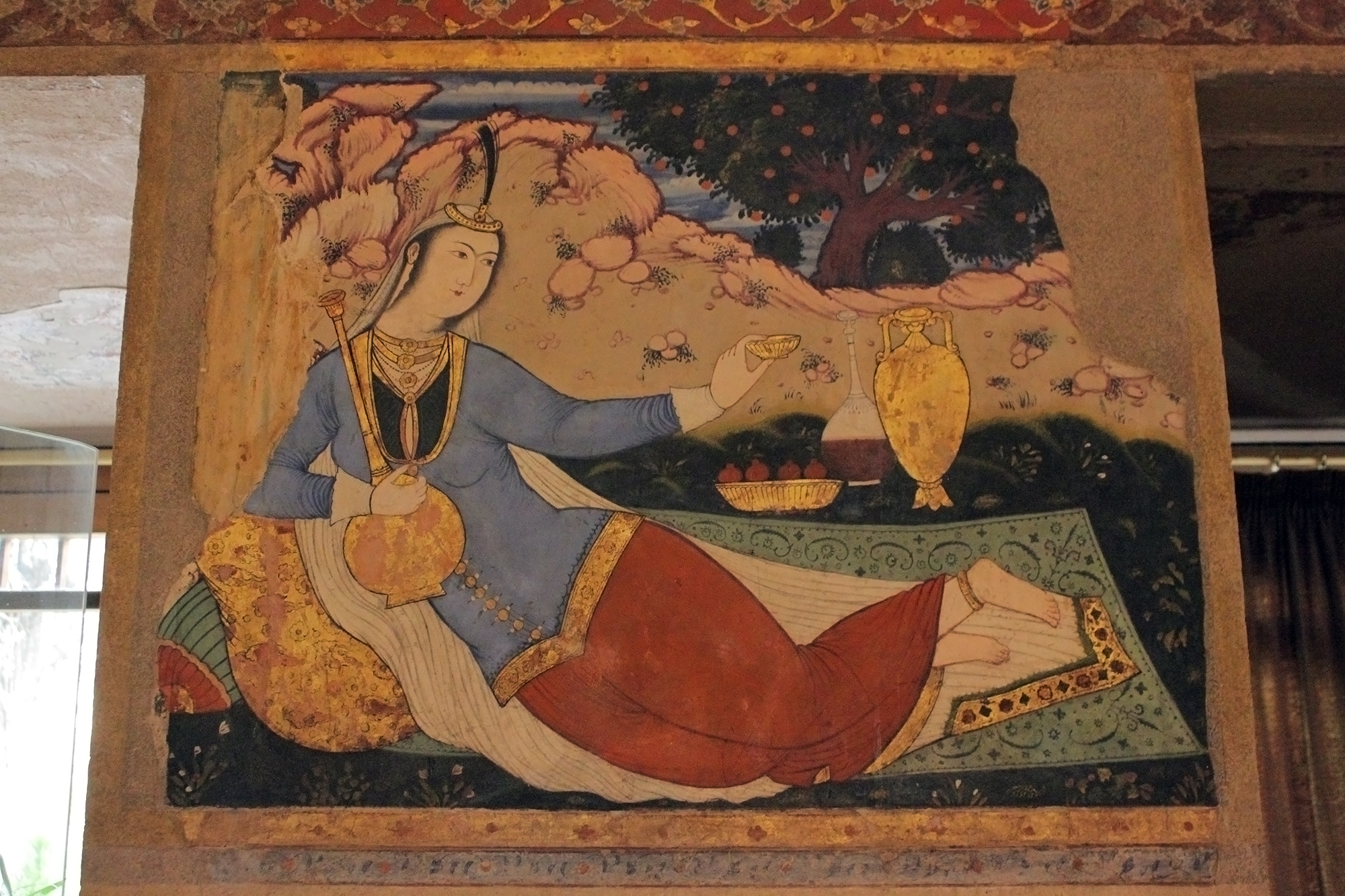
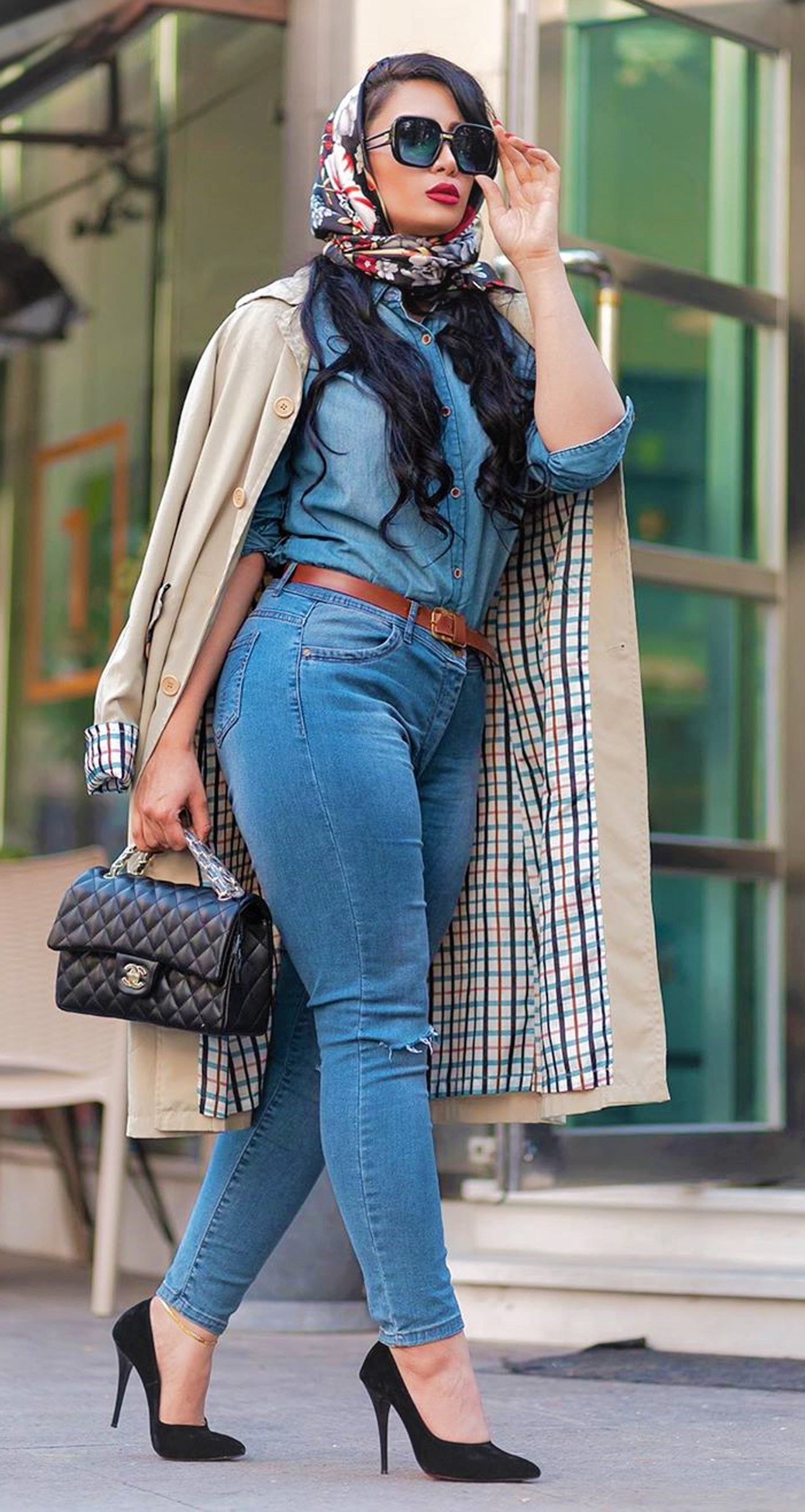
پوشش زنان ایرانی در سالهای اخیر
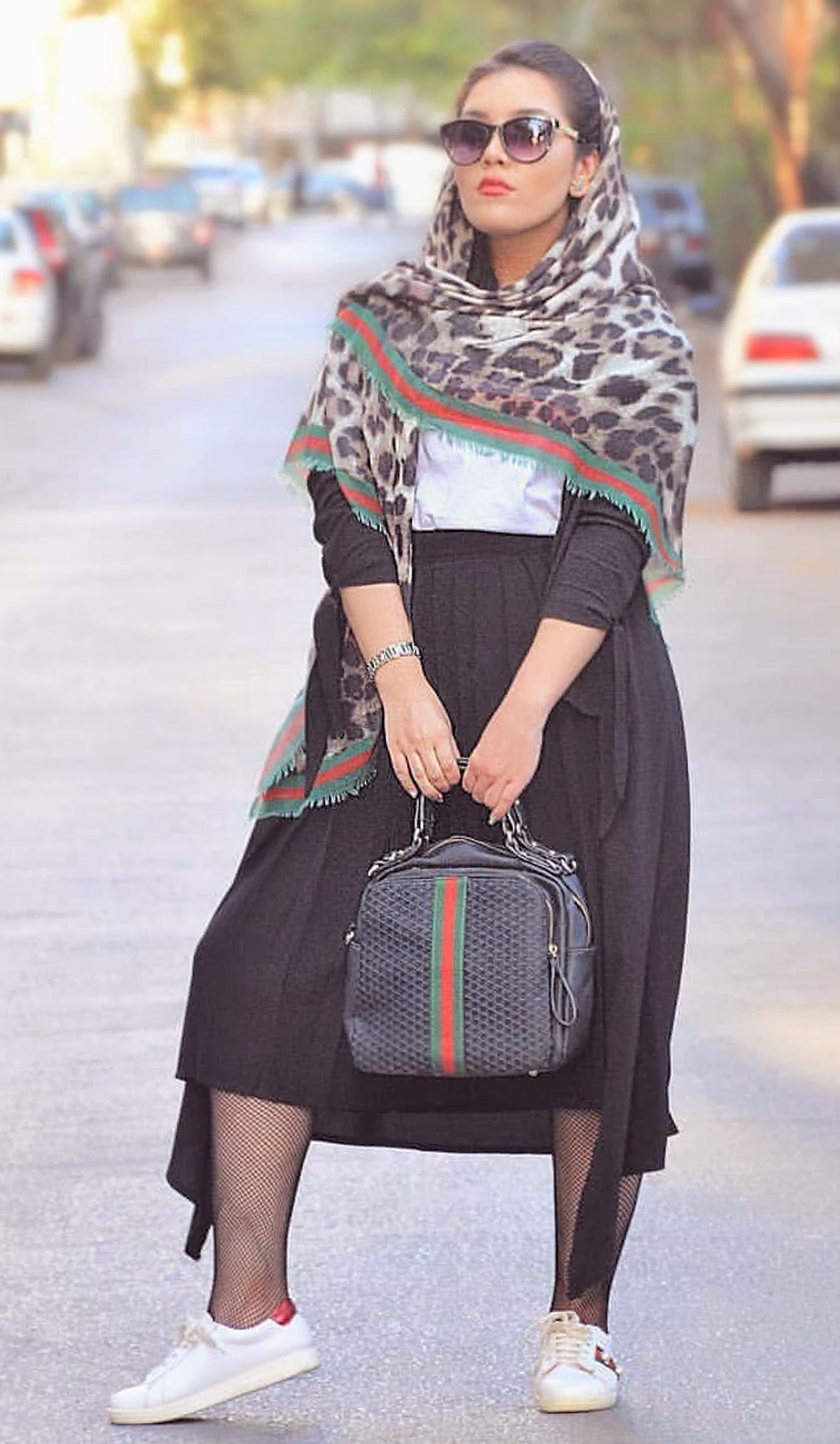
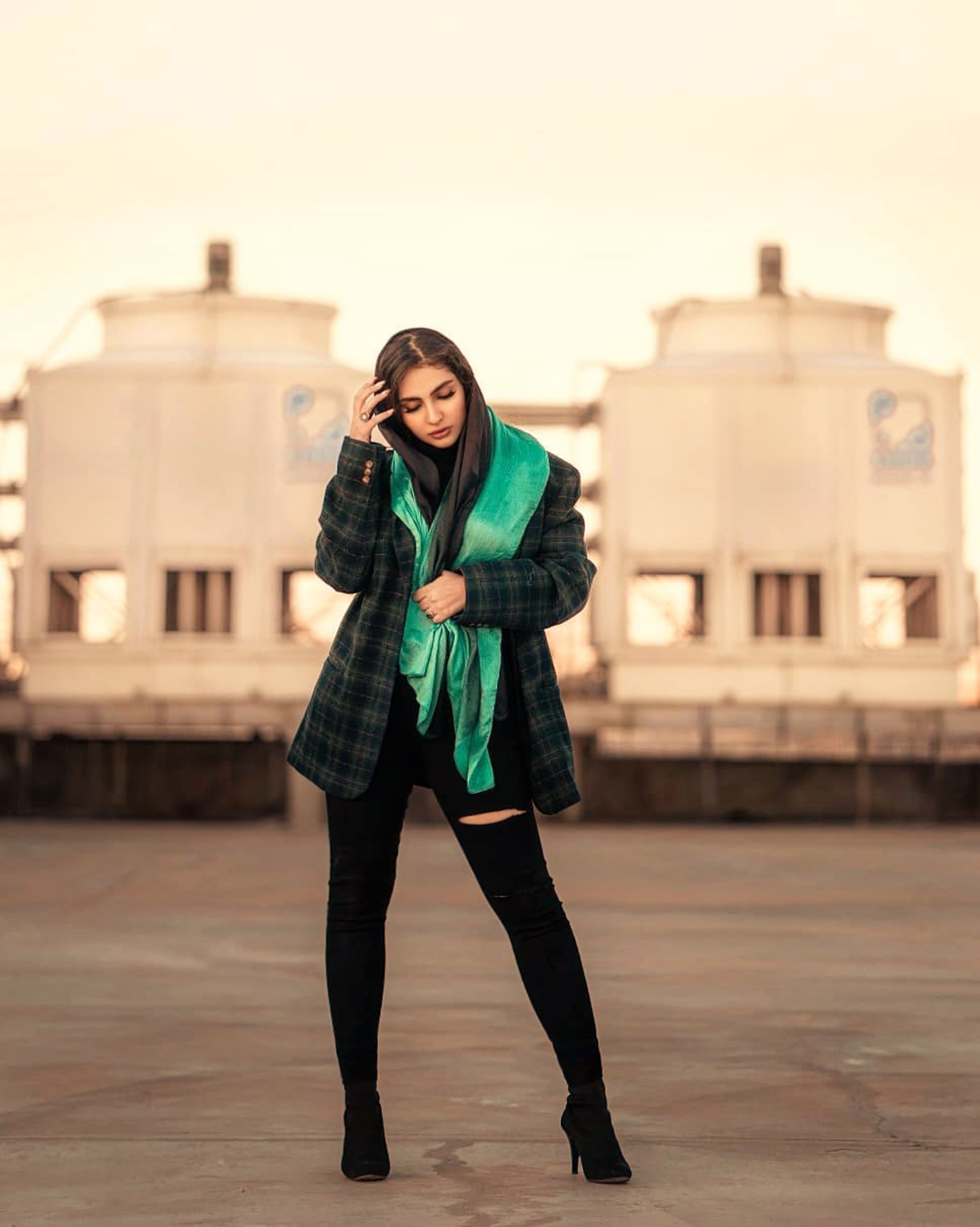
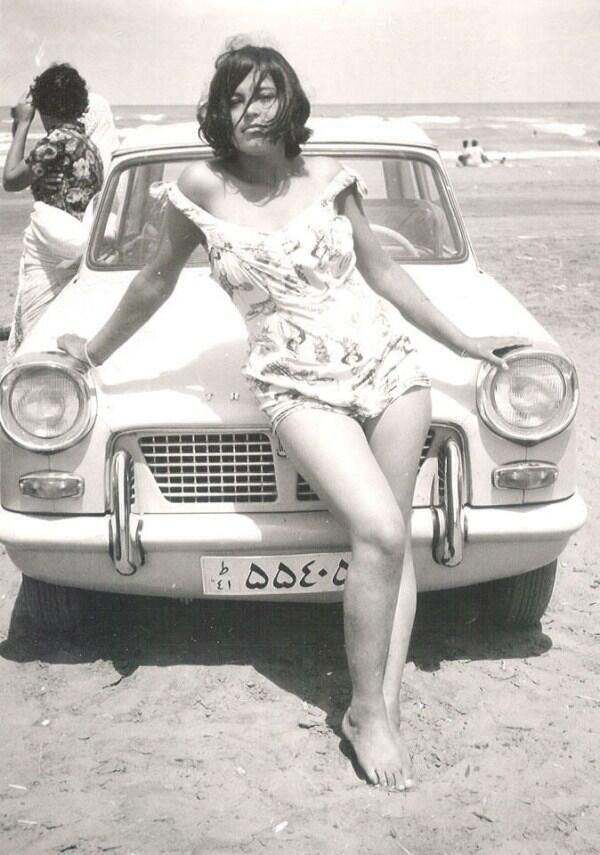
پوشش ساحلی زنان در دوره پهلوی
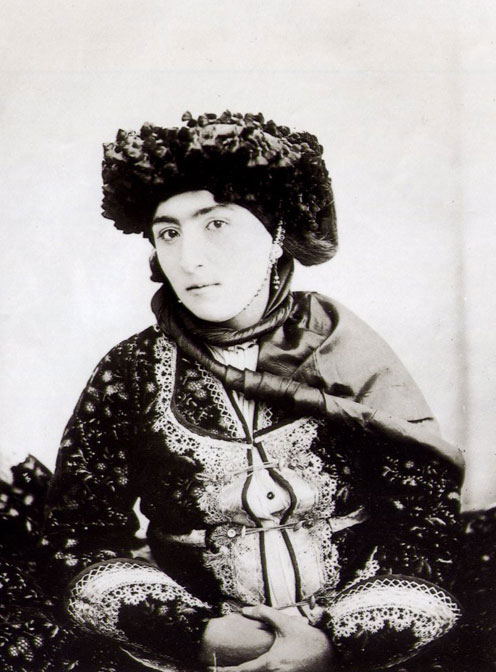
پوشش زن ایرانی قرن ۲۰
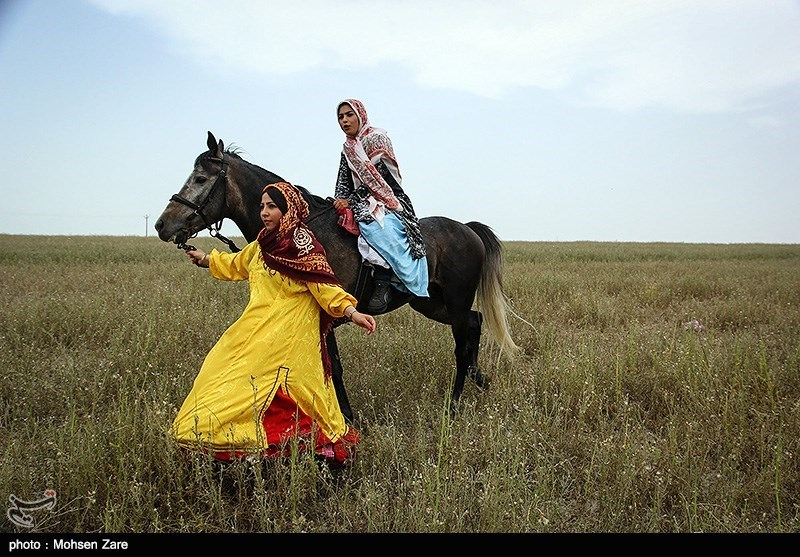
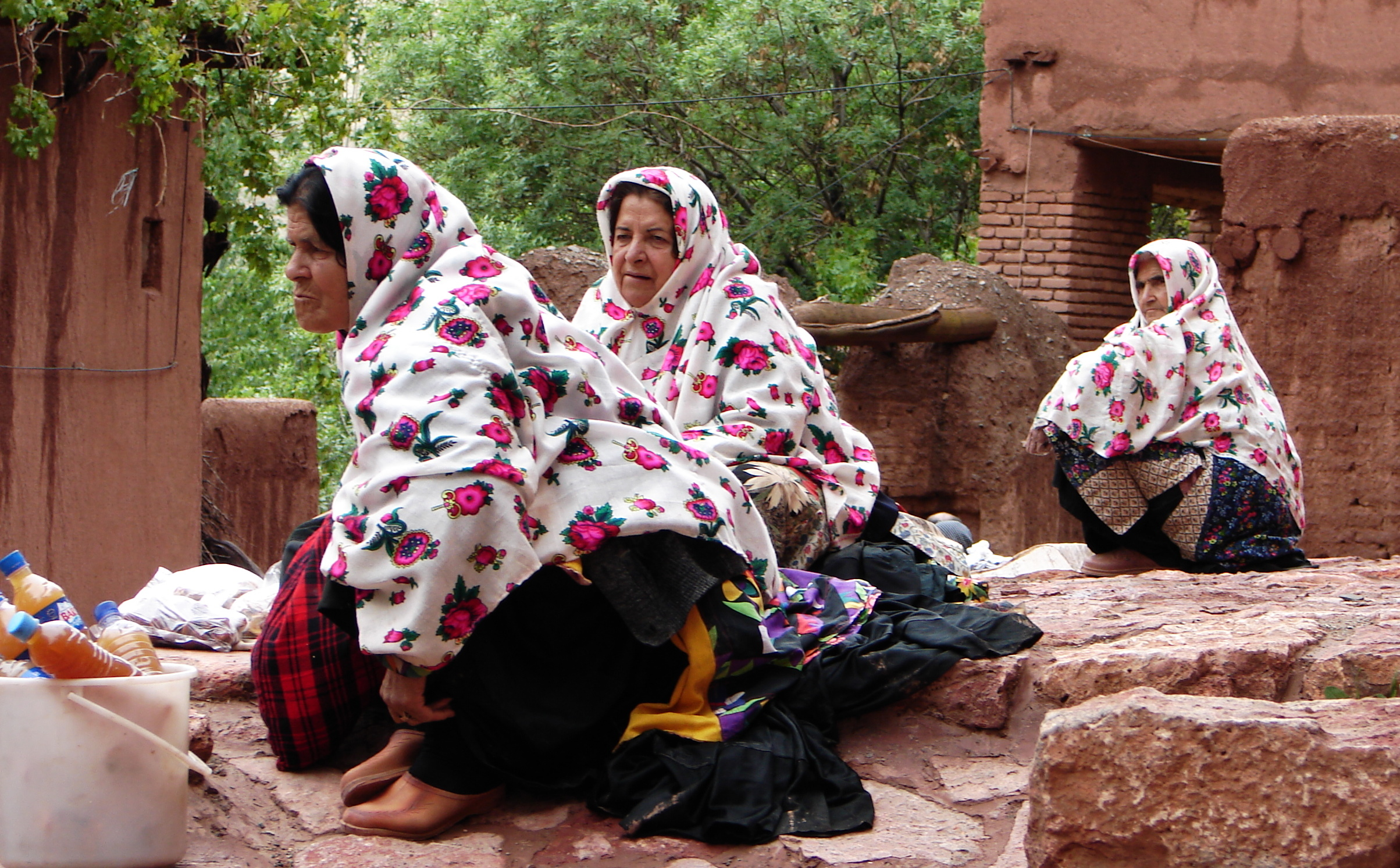
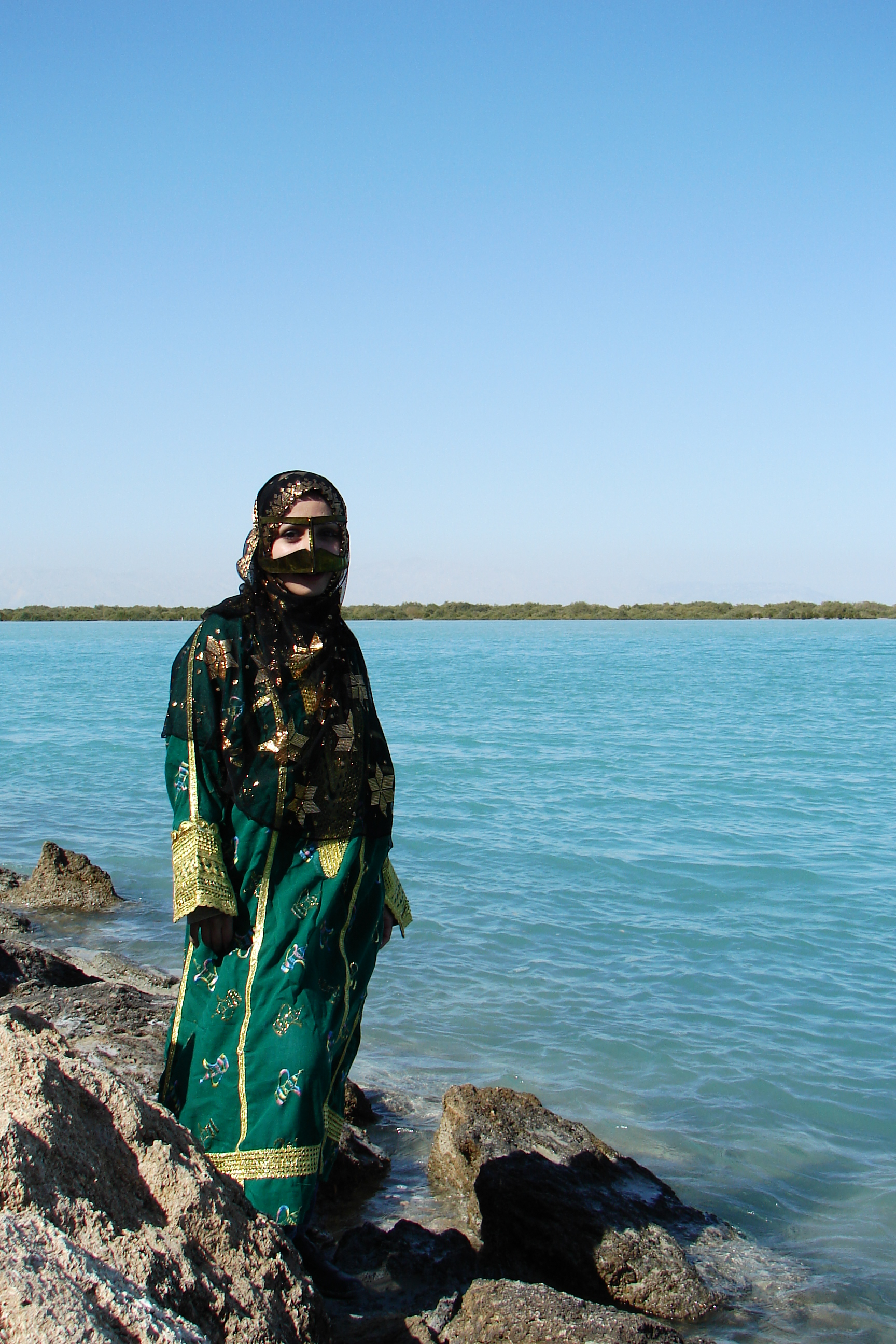
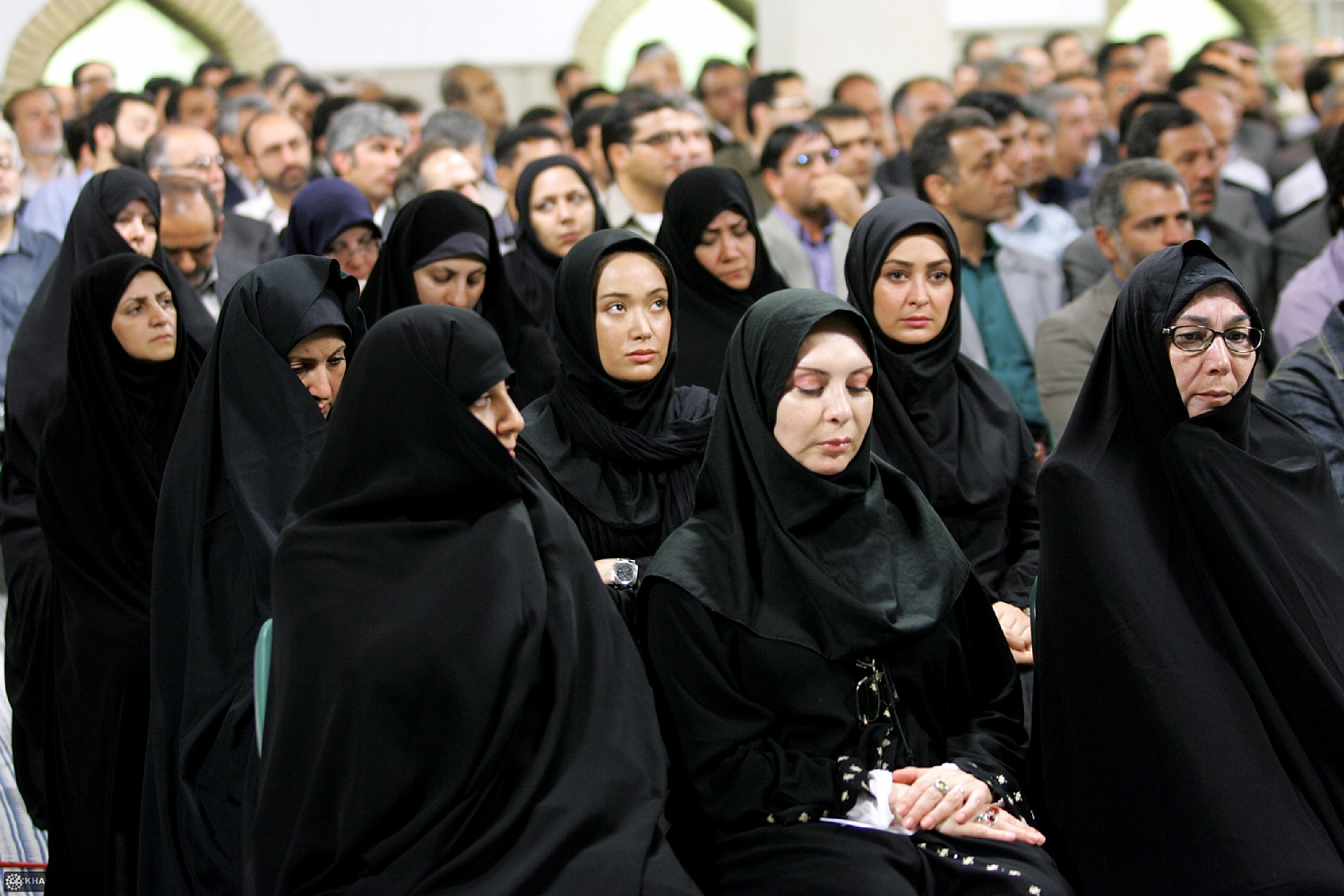
حجاب اسلامی زنان جمهوری اسلامی
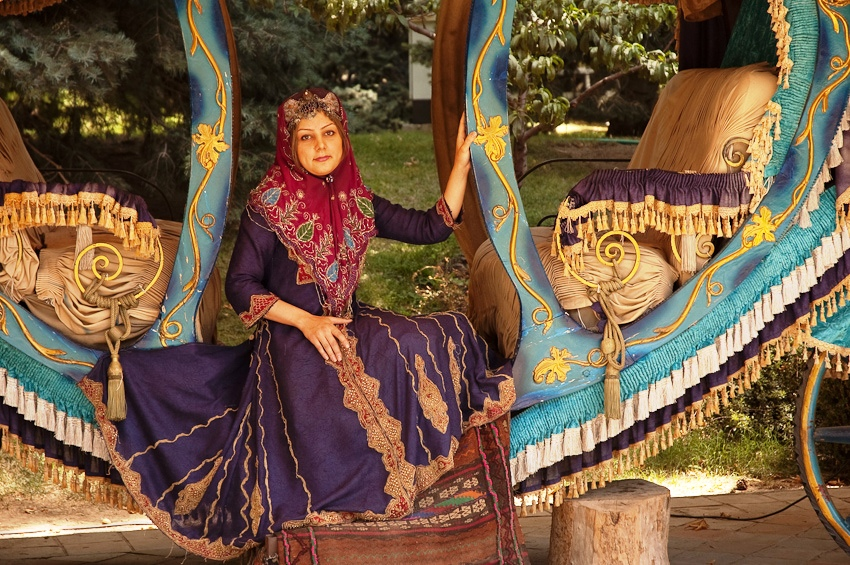
لباس سنتی زنان ایران
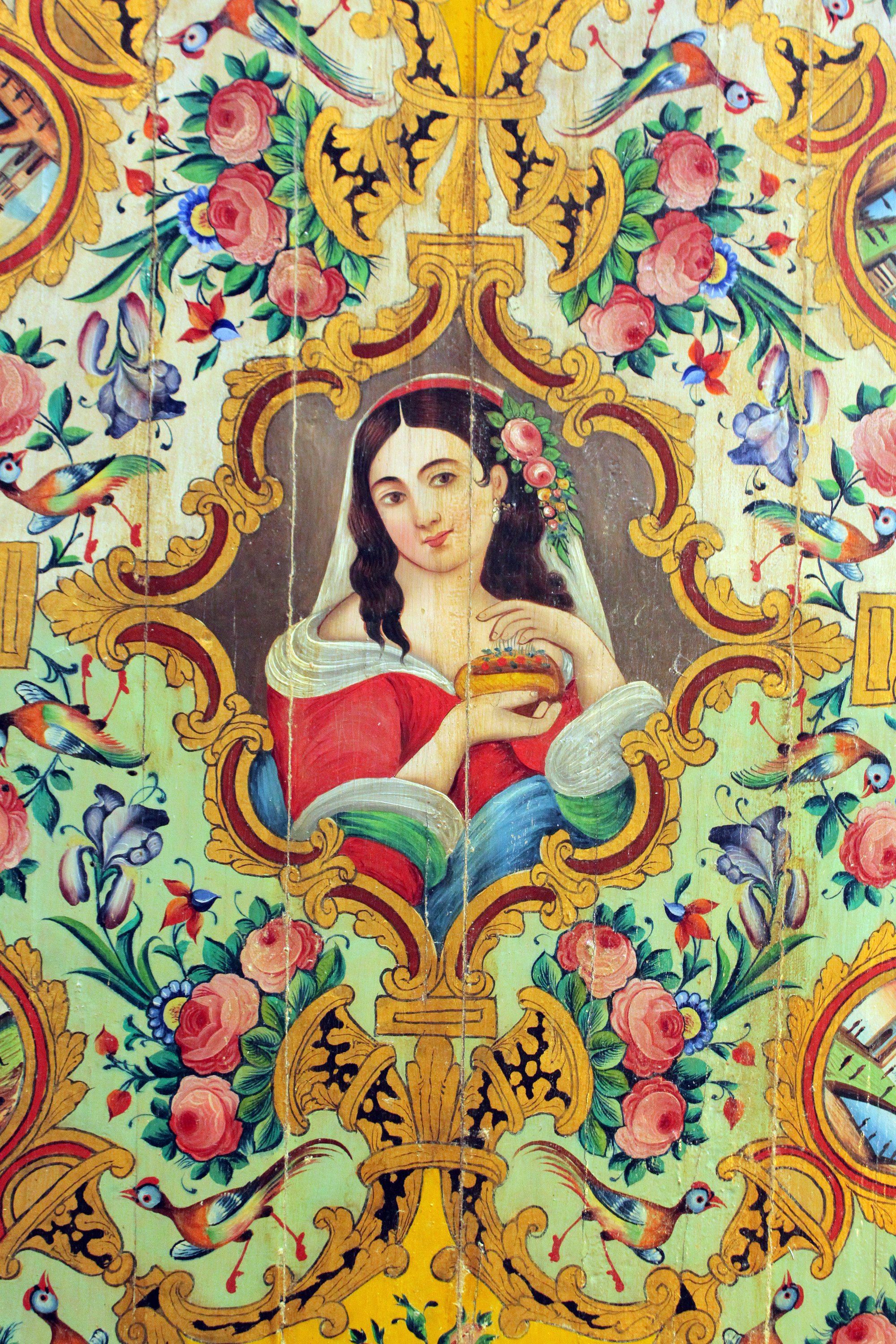
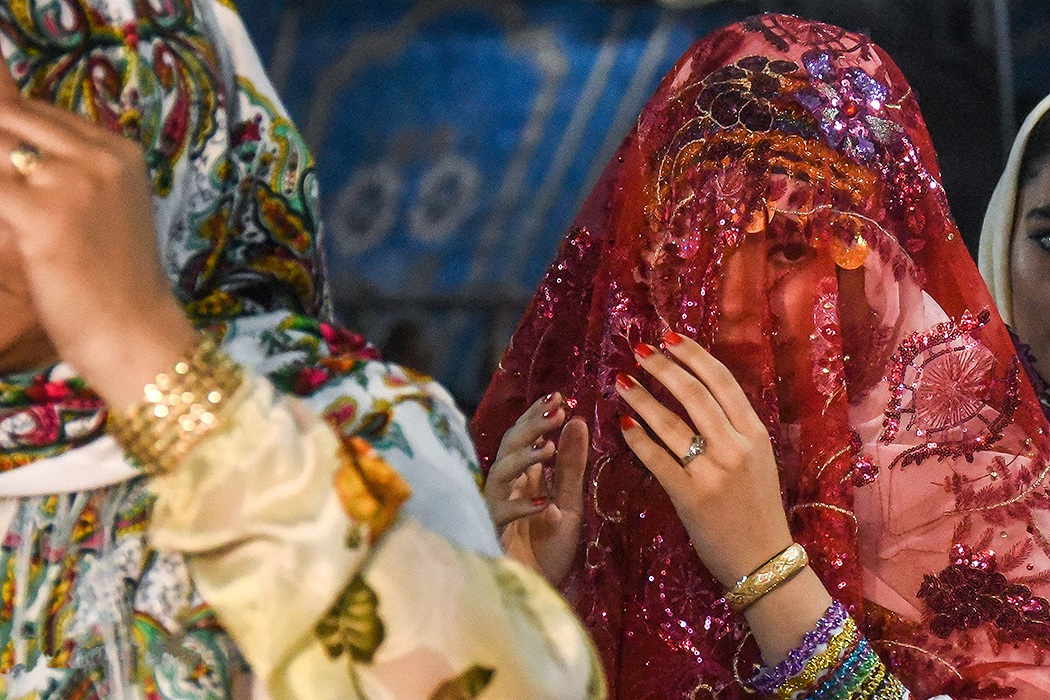
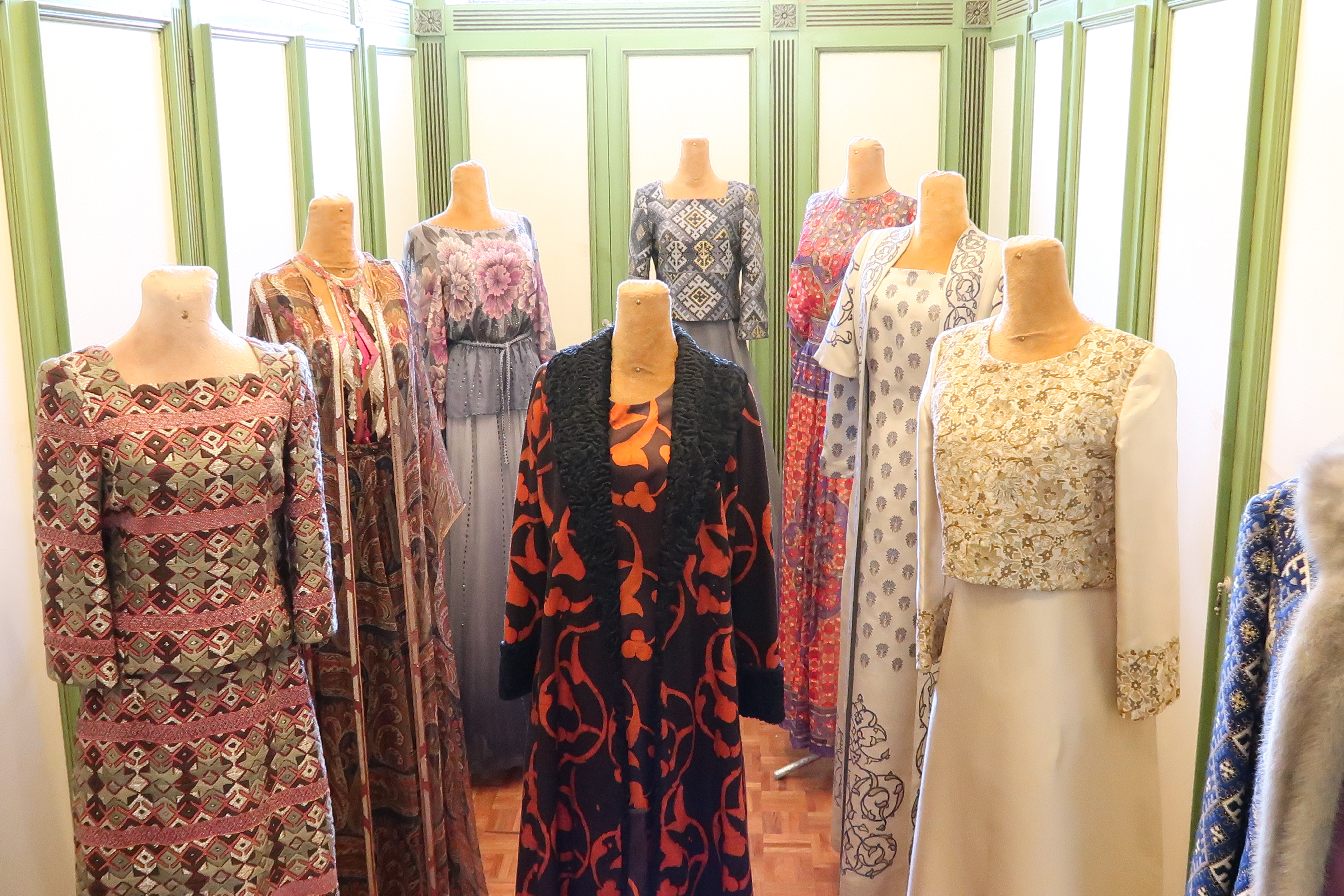
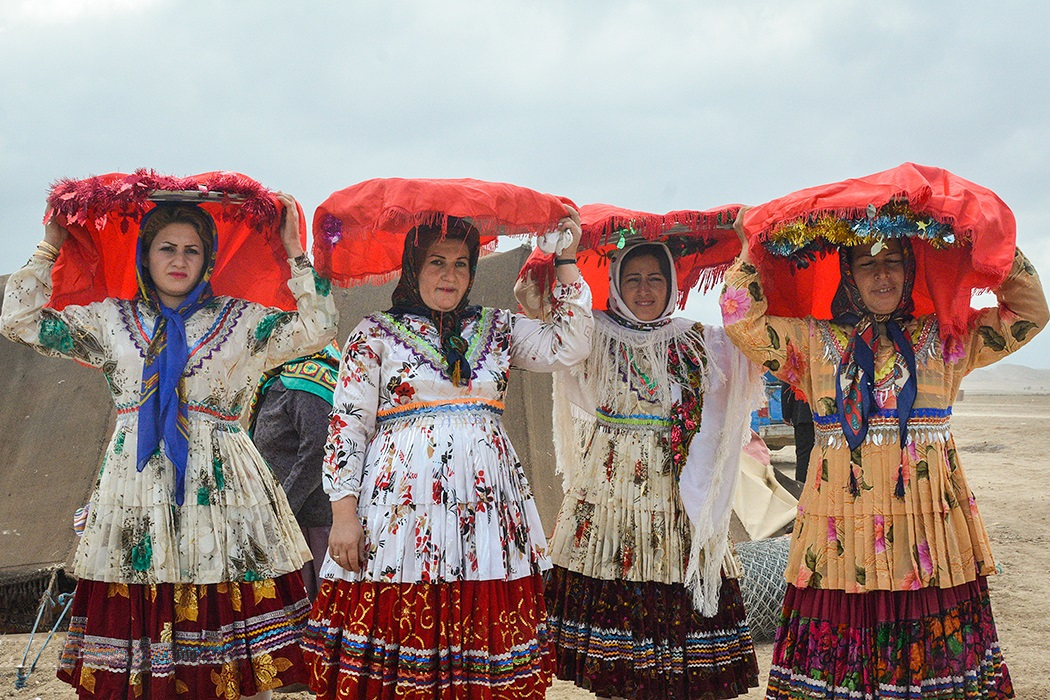

#### کوتاهی در قانونی کردن لایحه تأمین امنیت زنان
دبیرکل حزب اتحاد ملت ایران اسلامی در توییتی نوشت: «مونا حیدری این بار در خوزستان، قربانی دیگر قتل‌های ناموسی می‌شود؛ چرا که لایحه تأمین امنیت زنان در ایران پس از سال‌ها رفت و برگشت بین نهادهای مسئول [جمهوری اسلامی] معطل مانده است». وی به سرانجام نرسیدن لایحه رومینا و تئوریزه و بازتولید شدن خشونت بر ضد زنان را از دلایل تکرار قتل‌های ناموسی دانست.
برخی از فعالان حقوق زنان، متهم ردیف اول پرونده قتل مونا حیدری (قتل ناموسی در ایران) را حکومت دینی‌ای دانستند که این‌گونه قتل‌ها را مجاز می‌شمارد.
بر طبق ماده ۳۰۲ قانون مجازات اسلامی ایران، در صورتی که شوهری، زن خود را هنگام رابطه جنسی با مرد بیگانه مشاهده کند و یقین داشته باشد که این رابطه جنسی، از روی اجبار نیست، می‌تواند با کشتن همسر خود و مرد بیگانه، از مجازات در امان باشد.

## مناسبت‌ها
در تقویم رسمی جمهوری اسلامی ایران گرامی‌داشت روز زن و روز مادر در ۲۰ جمادی‌الثانی (عربی: جمادی‌الثانی)، که زادروز فاطمه زهرا، دختر محمد و همسر علی بن ابی‌طالب که اغلب او را به عنوان الگوی زنان می‌نامند است. برخی به مناسبت این روز مادران، مادربزرگها، همسران و خواهرانشان را تکریم کرده و وقت بیشتری را با آنها سپری کنید. آنها با دادن هدیه به آنها ادای احترام می‌کنند.
همچنین اول ذی‌الحجه مصادف با سالروز تولد فاطمه معصومه به عنوان روز دختر در ایران برگزار می‌گردد.
در ایران باستان، روز اسفندگان، به‌عنوان روز بزرگداشت زن و دختر و زمین گرامی داشته می‌شد. به‌طور رسمی، این روز در تقویم رسمی امروز ایران، برابر با ۵ اسفند است. بنا به گفتهٔ ابوریحان اسفندارمَذ ایزد موکل بر زمین و ایزدِ حامی و نگاهبان زنان شوهر دوست و پارسا و درستکار بوده و به همین مناسبت این روز، عید زنان، تلقی می‌گشته است و مردم به جهت گرامیداشت زنان، به ایشان هدیه می‌دادند و بخشش می‌کردند. این عبارت را گردیزی نیز در زین الاخبار آورده است: از این جهت جشن را مردگیران می‌گفتند که زنان به اختیار خویش و با آزادی، شوی و مَرد زندگی خود را برمی‌گزیدند.

#### ولنتاین
ولنتاین به عنوان یک رویداد فرهنگی خارجی مورد توجه بوده است. ولنتاین اگرچه ریشه‌ای مسیحی دارد، اما در دهه‌های گذشته در بیشتر کشورها، از جمله ایران، گسترش یافته است. بر اساس قانون این کشور، فروش کالاهای مربوط به ولنتاین در روز مربوط، ممنوع است. با این حال گزارش‌هایی از عدم جدیت پلیس ایران در برخورد با فروشگاه‌های متخلف وجود دارد. این روز در میان مسلمانان و روحانیون نیز محبوب بوده است و گزارش‌هایی دربارهٔ استقبال آنان از ولنتاین وجود دارد. در این روز، افزون بر فروشگاه‌ها، رستوران‌ها و کافه‌های ایران نیز برنامه‌های ویژه دارند و گاه فضای مناسبتی در آنان برقرار می‌شود.

## دیدگاه غرب
در دموکراسی‌های غربی یک دیدگاه کلی دربارهٔ زنان در ایران مدرن و جهان اسلام به عنوان قربانیان یک نظام مردسالار که آنها را سرکوب می‌کند و به بردگی می‌کشد وجود دارد.
همچنین، درک منفی در مورد زنان خارجی در داخل ایران معمول است، جایی که زنان آمریکایی و غربی غالباً به عنوان اشیا مورد علاقه مردان دیده می‌شوند.